# 阿賀野川

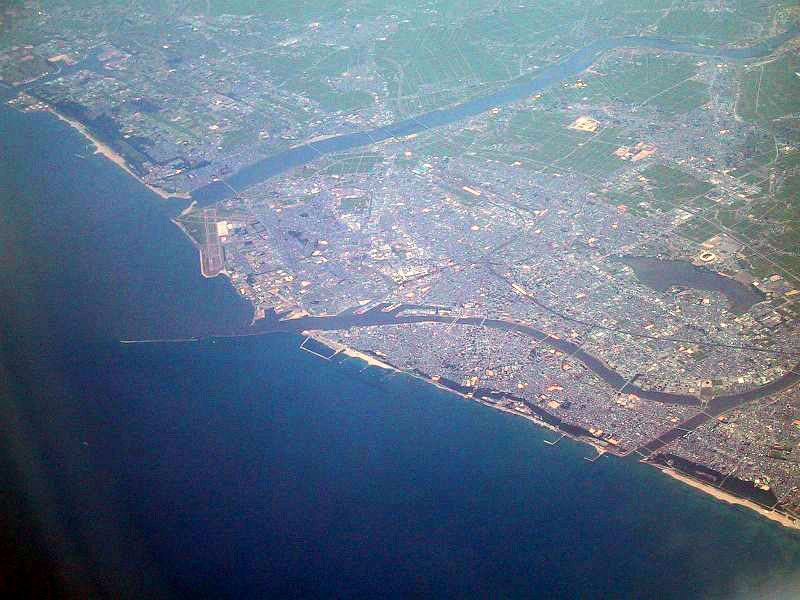
新潟市街北部（画像奥）から日本海へ注ぐ阿賀野川河口。手前は信濃川河口と関屋分水路。

阿賀野川（あがのがわ）は、福島県に源流を持ち、新潟県を流れ日本海に注ぐ日本の河川。国が指定した一級水系阿賀野川水系の本流であり一級河川に指定されている。
阿賀野川水系としての本流指定部分は一級河川阿賀野川と一級河川阿賀川（あががわ）であり、その全長は 210キロメートル（日本第10位）、流域面積 7,710平方キロメートル（日本第8位）。また、下流部の河川水流量は日本最大級の一級水系である。

## 概要
阿賀野川本流は福島県の荒海川（あらかいがわ）を源流とし、会津地方で阿賀川（大川）、新潟県に入ると阿賀野川と名を変える。

### 阿賀川
阿賀川本流の一級河川指定区間は、左岸が福島県南会津郡南会津町滝ノ原字獅子小屋1706番地先、右岸が福島県南会津郡南会津町滝ノ原字朝日岐1699番地先から、新潟県境までである。国の直轄区間は 43.15キロメートル 、県直轄区間は 79.85キロメートル 、合計 123キロメートル で、流域面積は3,260 平方キロメートルである。

### 阿賀野川
阿賀川が新潟県に入ると狭い峡谷部分で阿賀野川と名を変える。分類は一級河川で水系名の元になった河川である。国から阿賀川と共に阿賀野川水系の本流（本川）指定を受けている。東蒲原郡阿賀町津川で常浪川と、阿賀野市分田付近で早出川と合流、さらに新潟市秋葉区満願寺付近で一部は小阿賀野川に分流し信濃川へ繋がる。阿賀野川自身は新潟市北区松浜付近で日本海に注ぐ。阿賀野川は信濃川とともに、広大な新潟平野を作った河川である。河口は信濃川の河口に近く、時代によっては新潟で合流して河口を共有していたこともあった。現在でもその名残を通船川に残している。
阿賀野川水系と一級河川阿賀野川
一級河川指定区間は福島県境から河口までの 87キロメートル。

### 阿賀野川の名称使用例
- 「阿賀川（大川）」と上流の「荒海川」を含む、便宜上使用される総称としての河川名
- 一部「一級河川阿賀川本川」部分を含む、新潟県内を流れる阿賀野川を管理する国土交通省の河川事務所名[注釈 1]
- 阿賀野川に注ぎ込む全ての川から阿賀野川河口までと、阿賀野川から小阿賀野川を経て信濃川河口に注ぎ込むまでの水面が連続する河川名[注釈 2]
- 新潟県内を流れる河川名
- 国土交通大臣が行政管理上指定した一級河川名
  - 指定区間は福島県境から河口までである。
- 国土交通省政令で行政管理上指定した一級河川を本流とする水系名[注釈 3]。
  - 指定は一級河川阿賀野川とその支川、一級河川阿賀川とその支川[注釈 4]。

### 語源
阿賀野川・阿賀川の名前の由来については諸説があり、定かではない。
- 「揚野」のあて字で、開墾しても水田にならない小高い土地を指す。
- 「アガ」は崖を意味する地形語の「ハカ」の転化したもの。
- 仏教用語の「閼伽」（水）が変化したもので、水量の豊富であることを意味する[5]。
- アイヌ語の「ワッカ」（水）から転化したもの。

## 地理
福島県と新潟県を連絡する磐越西線、磐越自動車道、国道49号はほぼ阿賀野川に沿って走っている。途中、銚子の口・麒麟山を始めとする渓谷美が只見川合流点から阿賀町三川まで続いており、「阿賀野川ライン」（Rhein）と呼ばれる。これに沿って国道459号と磐越西線が走行しており、新緑や紅葉の時期は優美な風景が楽しめる。
猪苗代湖には長瀬川を始め多くの河川が流入するが、長瀬川上流部は1888年の磐梯山噴火に伴う山体崩壊と火山泥流によって川が堰き止められた。これによって、桧原湖・小野川湖・秋元湖の「裏磐梯三湖」や五色沼・曽原湖など大小様々な湖沼（裏磐梯湖沼群）が誕生した。現在は磐梯朝日国立公園の主要な観光地として、多くの観光客が訪れる。長瀬川は猪苗代湖に注ぐ際に三角州を形成している。

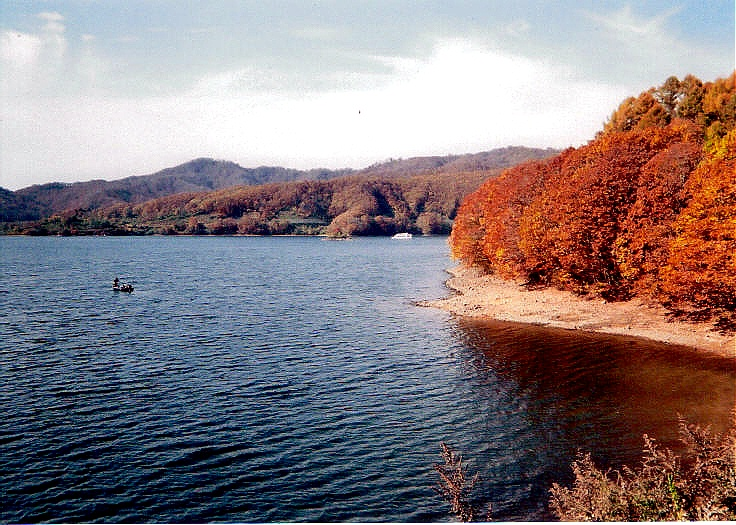
磐梯山噴火によって出来た堰止湖 桧原湖（福島県）
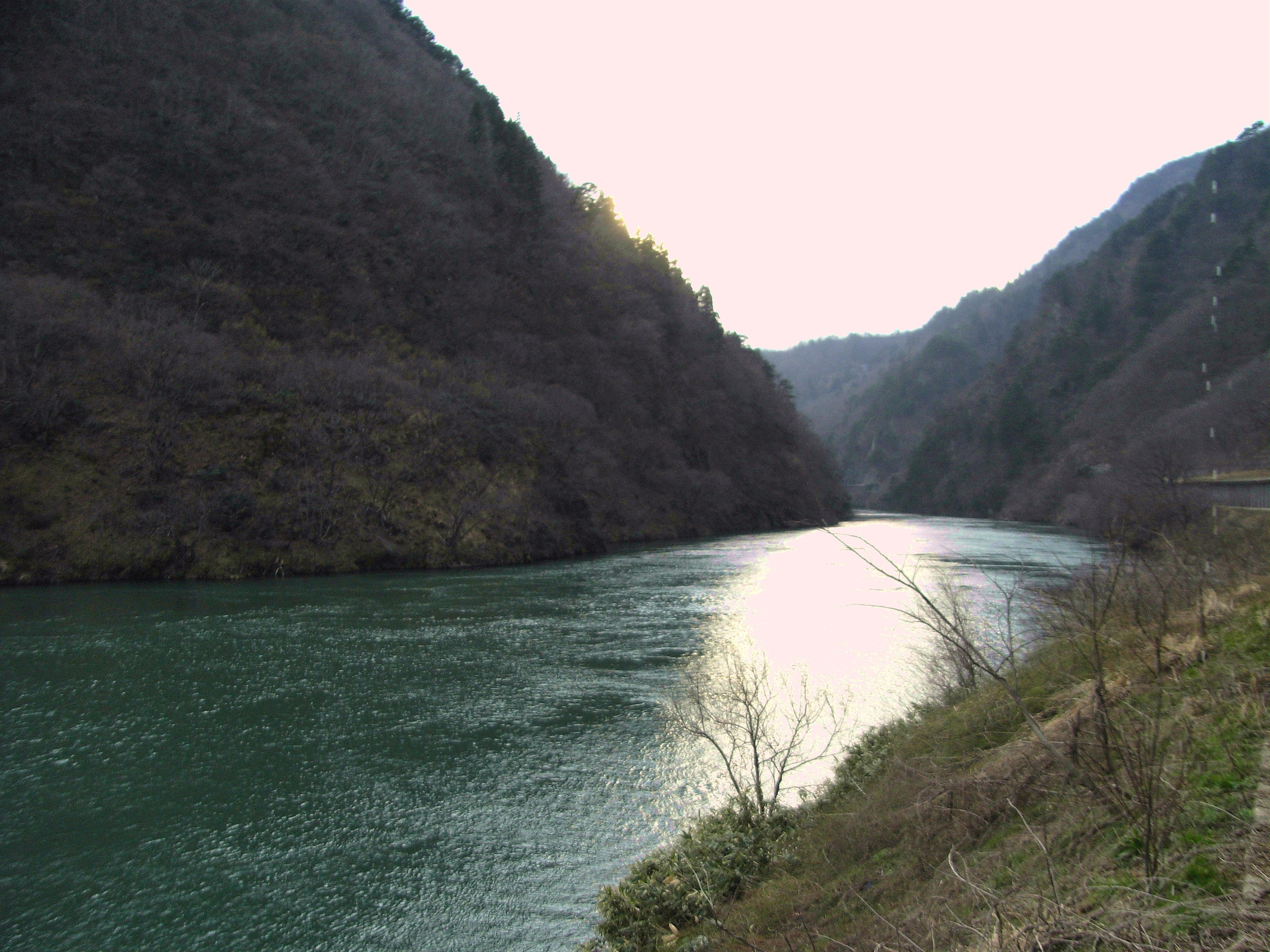
福島県喜多方市から新潟県東蒲原郡阿賀町まで続く渓谷・阿賀野川ライン。写真は鹿瀬ダム調整池付近。
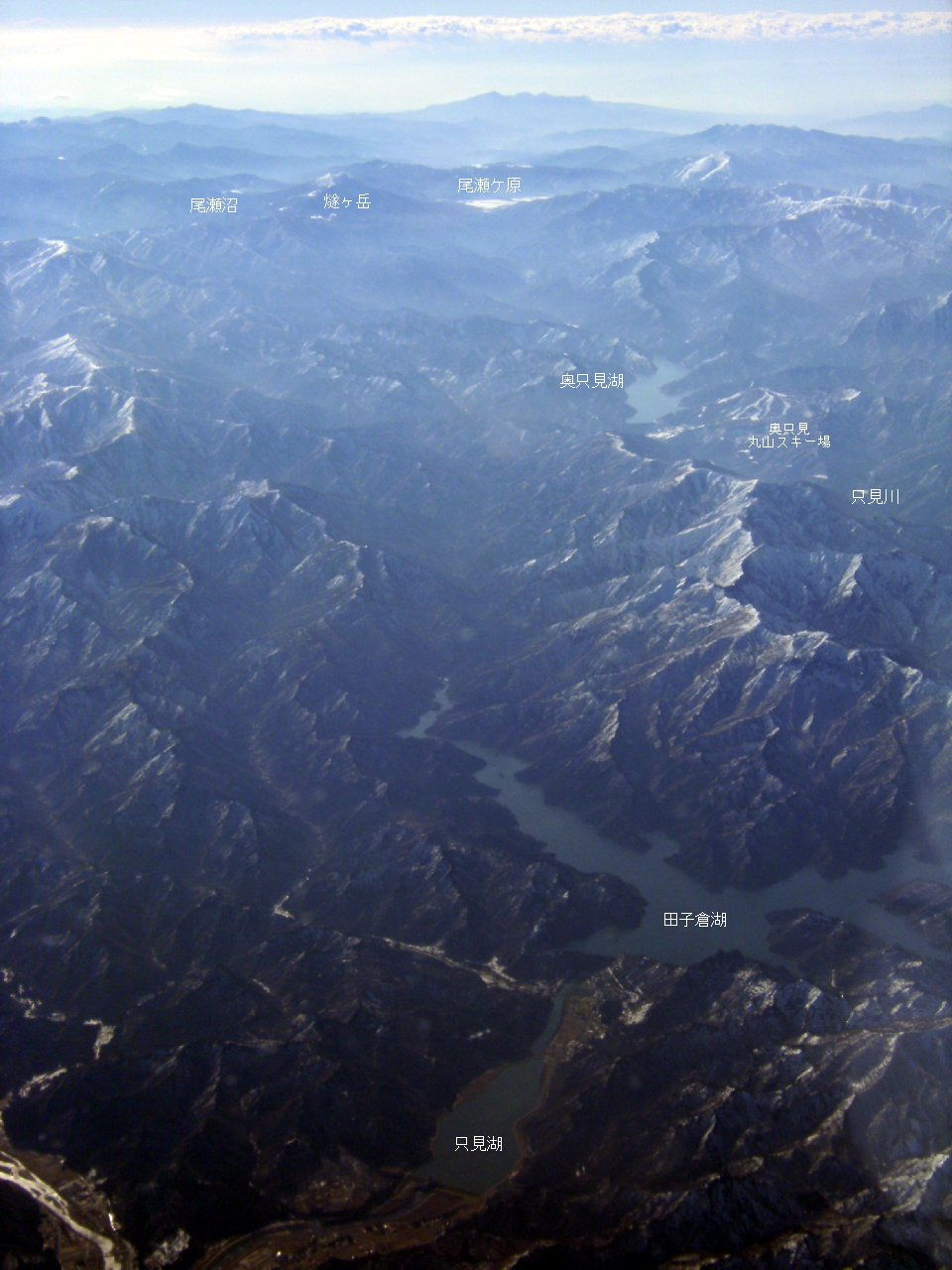
阿賀野川水系最大の支流只見川源流部
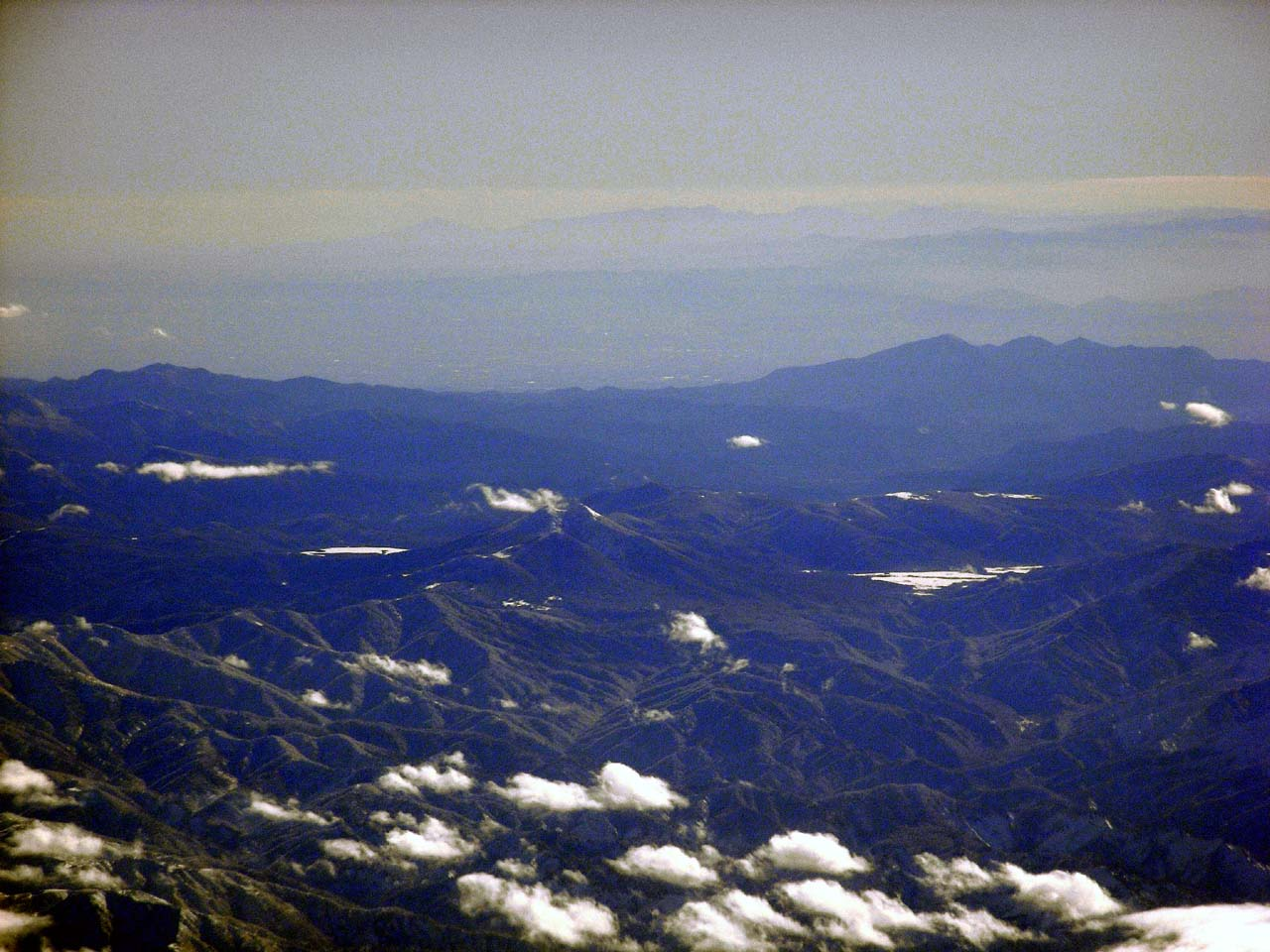
尾瀬空撮拡大画像
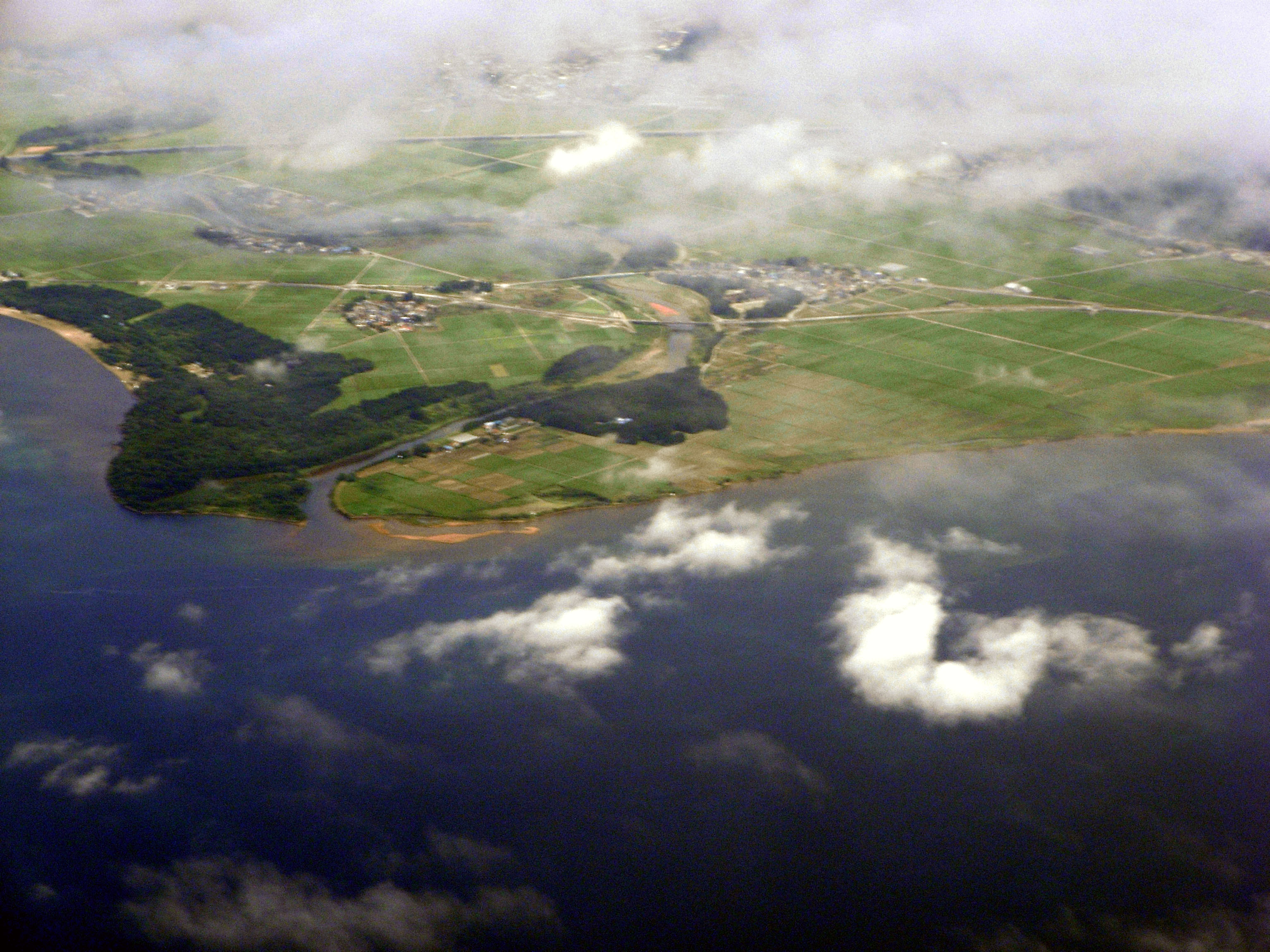
長瀬川・三角州

## 第二水俣病(新潟水俣病)

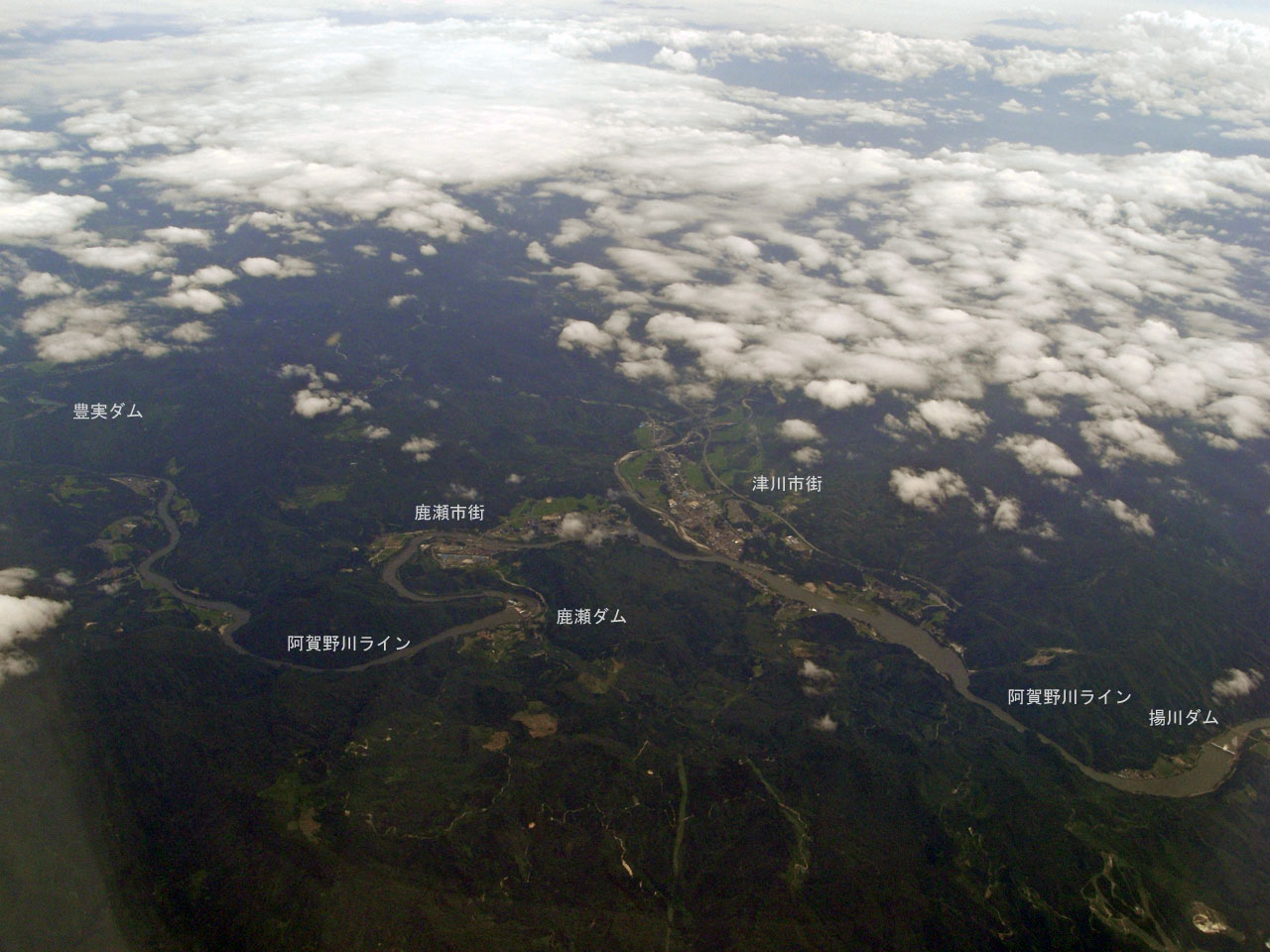
阿賀野川中流域。阿賀町鹿瀬（写真中央部）に昭和電工鹿瀬工場があり、ここから排出されたメチル水銀が新潟水俣病をひき起こした。

阿賀野川は古来から清冽な水で流域に恵みを与えていた。だが、高度経済成長の際、工業廃水によって水質が汚染された。四大公害病の一つである第二水俣病(新潟水俣病)である。
事の起こりは1964年（昭和39年）、阿賀野川流域に原因不明の中枢神経疾患患者が多発したことから始まる。1965年（昭和40年）に発生が正式に確認されたが、症状が熊本県水俣市を中心に発生した水俣病に酷似していた。このため政府は科学技術庁に命じて1964年 - 1967年（昭和42年）までの3年間、特別研究を行って原因の究明を行った。その結果、政府は1968年（昭和43年）に、この水俣病様疾患の原因を「昭和電工鹿瀬工場から排出されたメチル水銀による有機水銀中毒」であるとの見解を発表した。即ち、水俣病と同じ疾患が阿賀野川流域でも発生したということである。
昭和電工鹿瀬工場は化学製品を生産する際の中間産物としてアセトアルデヒドを精製していた。このアセトアルデヒドを精製する際に触媒として無機水銀を使用するが、精製過程において猛毒であるメチル水銀が産生される。工場はこのメチル水銀を含む工場廃水を処理せずに阿賀野川に垂れ流していた。その結果食物連鎖の過程を経て魚介類に高濃度のメチル水銀が蓄えられ、それを食した流域住民が慢性水銀中毒を発症した。水俣病と全く同じ発症過程であった。
1965年の症例報告ののち、昭和電工は直ちに工場排水を停止するも時は既に遅く、新規患者は続々と発生してしまう。1970年（昭和45年）の段階で報告患者数は49人であった。患者およびその家族・遺族は昭和電工を相手取って損害賠償訴訟を起こし、1971年（昭和46年）9月の第一次新潟水俣病訴訟判決で原告勝訴の判決が下された。2002年（平成14年）時点において公害健康被害補償法に基づく新潟水俣病認定患者は690人に及ぶ。責任の所在は認められたが、患者の苦しみは今もなお続いている。
阿賀野川の水銀汚染によって鹿瀬から下流における魚介類の摂取は全面禁止となった。1970年の『公害白書』では阿賀野川の水質は常態に戻っていると報告されているが、科学的な証明が不確実であったため摂取規制は継続され、阿賀野川の漁業関係者は失業などの深刻な二次被害を受けた。こうした窮状を打開するため、1976年（昭和51年）には阿賀野川下流部の汚泥を浚渫によって除去する作業を開始し、同時期から「阿賀野川水銀汚染総合調査」が開始された。2年間の調査の結果、1978年（昭和53年）に調査結果がまとめられ、阿賀野川の土壌および魚介類における水銀濃度が国の定める暫定基準値以下であるとの結論が出された。この結果を受けて阿賀野川の魚介類摂取規制は解除された。
その後も継続的な調査が続けられているが、阿賀野川における水銀濃度は環境省の定める基準値（0.0005 mg/L 以下）を下回っており、水銀による汚染は収束している。

## 阿賀野川水系

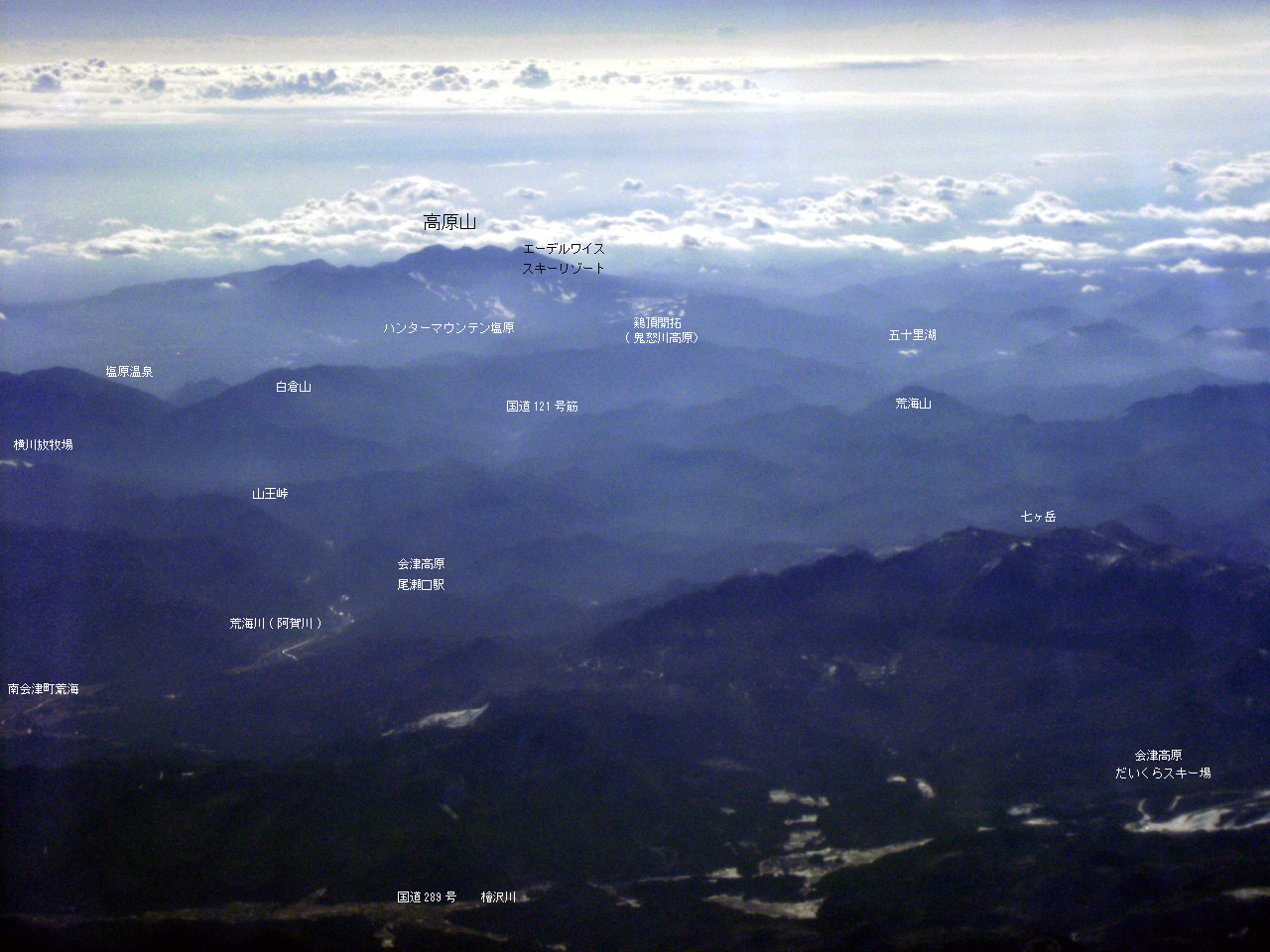
阿賀野川（阿賀川）源流域の荒海山とその周辺空撮

阿賀野川水系は一級河川阿賀野川と一級河川阿賀川を本川とする国指定の一級水系である。阿賀川上流部は大川とも呼ばれ、荒海山麓の荒海川や多数の沢が流れ込んでいる。信濃川水系とともに越後平野を形作った日本有数の水系である。
新潟市内で阿賀野川から小阿賀野川が分流し、小阿賀野川は信濃川に合流しているので、信濃川と阿賀野川は見かけ上同一水系である。しかし、上流部が信濃川は長野県で阿賀野川は福島県とかけ離れているので、別々の水系として分類されている。なお、小阿賀野川は名前に反して信濃川水系に属するものとして河川管理されている。

### 荒海川
阿賀川最上流部の別称で阿賀野川水系本川の最上流部にあたる。福島県と栃木県の県境付近、荒海山（太郎岳、1,581メートル）の北面から流れ出る多数の沢とともに阿賀川へ流れ込んでいる。

### 阿賀川
荒海川に続くのが阿賀川（または大川）で一級河川。国から阿賀野川とともに阿賀野川水系の本流（本川）の指定を受けている。会津西街道（下野街道）に沿って北上し、裏磐梯湖沼群・猪苗代湖を源流とする日橋川と喜多方市塩川町会知付近で合流し、西へ向きを変える。さらに福島・群馬県との境にある尾瀬沼および越後山脈にある尾瀬ヶ原の川上川を源流とする只見川と喜多方市山都町三津合付近で合流し新潟県境まで流れる。

### 水系川系図
```
　　　　　　　　　　　　日本海
　　　　　　　　　　　　信濃一級水系
　　　　　　　　　　　　阿賀野川水系　　　阿賀野川一級水系
　　　　　　　　　　　　　　河口　　　　　　　　　河口　　　　河口
　━━━━━━━━━━━━━┓┏━━━━━━━━━┓┏━━━━┓┏━━━━━
　　　　　　　　　　　　　　┃┃　　　　　　┏━━┫┃　　　　┃┃
　　　　　　　　　　　　　　┣┻━━┓　　通船川　┣┻━━┓　┣┛
　　　　　　　　　　　┏━━┛　小阿賀野川　　　　┃　　　┗━┫
　　　　　　　　　　信濃川　　　　　┗━━━━━━┫　　　新井郷川
　　　　　　　　　━━┛　　　　　　　　　　　　　┣━━┓
　　　　　　　　　　　　　　　　　┏━━━━━━━┫　安野川
　　　　　　　　　　　　　　　　早出川　　　　　　┣━━━┓
　　　　　　　　　　　　　　　　　　　　┏━━━━┫　ツベタ川
　　　　　　　　　　　　　　　　　　　成沢川　　　┣━━━━┓
　　　　　　　　　　　　　　　　　　　　┏━━━━┫　　下の沢川
　　　　　　　　　　　　　　　　　　　大沢　　　　┣━━━━━━━━┓
　　　　　　　　　　　　　　　　　　　　　　　　　┣━━━━┓　上の沢川
　　　　　　　　　　　　　　　　　┏━━━━━━━┫　 　石戸川　　　　　　　　
　　　　　　　　　　　　　　　　長谷川　　┏━━━┫
　　　　　　　　　　　　　　　　　　　五十母川　　┣━━━━━━━━┓
　　　　　　　　　　　　　　　　　　　　　　　　　┣━━━━┓　中ノ沢川
　　　　　　　　　　　　　　　　　　　　　┏━━━┫　　　新谷川
　　　　　　　　　　　　　　　　　　　　谷沢川　揚川ダム
　　　　　　　　　　　　　　　　　　　　┏━━━━┫
　　　　　　　　　　　　　　　　　　　常浪川　　　┣━━━━━━━━━━┓
　　　　　　　　　　　　　　　　　　　　　　　　　┣━━━━━━━┓　水沢川
　　　　　　　　　　　　　　　　　　　　　　　　　┣━━━━┓　大谷川
　　　　　　　　　　　　　　　　　　　　　　　　　┣━━┓　実川
　　　　　　　　　　　　　　　　　　┏━━━━━━┫　馬取川
　　　　　　　　　　　　　　　　鬼光頭川　　阿賀川・大川
　〓〓〓　福島県・新潟県県境　〓〓〓　　　　　　　┣━━━━━━┓
　　　　　　　　　　　　　　　　　　　　　　　　　┣━━━━┓　奥川
　　　　　　　　　　　　　　　　　　　　　　　　　┣━━┓　笹川
　　　　　　　　　　　┏━━━━━━━━━━━━━┫　井谷川
　　　　　　　　　　大沼　┏━━━━━━━━━━━┫
　　　　　　　　　　　　安座川　┏━━━━━━━━┫ 　　　　　　　　　　　　　
　　　　　　　　　　　　　　　長谷川　┏━━━━━┫
　　　　　　　　　　　　　　　　　　　松川　┏━━┫
　　　　　　　　　　　　　　　　　　　　　只見川　┣━━━━━┓
　　　　　　　　　　　　　　　　　　尾瀬━━┛　　┣━┓　一ノ戸川
　　　　　　　　　　　　　　　　　　　　┏━━━━┫　原川
　　　　　　　　　　　　　　　　　　　鶴沼川　　　┣━━━━━━━━━━━┓
　　　　　　　　　　　　　　　　　　　　　　　　　┣━━━━━━━┓　阿賀川旧川道
　　　　　　　　　　　　　　　　　　　　　　　　　┣━━━━━┓　濁川
　　　　　　　　　　　　　　　　　　　　　　　　　┣━━┓　田付川
　　　　　　　　　　　　　　　　　　　　┏━━━━┫　日橋川━━猪苗代湖━長瀬川━秋元湖
　　　　　　　　　　　　　　　　　　　　宮川　　　┣━━━━━┓
　　　　　　　　　　　　　　　　　　　　　　　　　┣━┓　湯川放水路
　　　　　　　　　　　　　　　　　　　┏━━━━━┫　沢川
　　　　　　　　　　　　　　　　　　戸沢川　┏━━┫　　
　　　　　　　　　　　　　　　　　　　　　西ノ川　┣━━━━━┓
　　　　　　　　　　　　　　　　　　　　　　　　　┣━━┓　丸ノ沢
　　　　　　　　　　　　　　　　　　　　　　　大川ダム　闇川
　　　　　　　　　　　　　　　　　　　　　　　　　┣━━━━┓
　　　　　　　　　　　　　　　　　　┏━━━━━━┫　　　鶴沼川
　　　　　　　　　　　　　　　　　　小野川　┏━━┫　
　　　　　　　　　　　　　　　　　　　　　大沢川　┣━━━━━┓
　　　　　　　　　　　　　　　　　　　　　　　　　┣━━┓　男女川
　　　　　　　　　　　　　　　　　　　　┏━━━━┫　観音川
　　　　　　　　　　　　　　　　　　　戸石川　　　┣━━━━━━┓
　　　　　　　　　　　　　　　　　　　　　　　　　┣━━┓　加藤谷川
　　　　　　　　　　　　　　　　　　　　┏━━━━┫　水無川
　　　　　　　　　　　　　　　　　　　檜沢川　　　┣━━━━━┓
　　　　　　　　　　　　　　　　　　　　　　　　　┣━━┓　小柱川
　　　　　　　　　　　　　　　　　　　　┏━━━━┫　金地川
　　　　　　　　　　　　　　　　　　　富貴沢　　　┣━━━━┓
　　　　　　　　　　　　　　　　　　　　┏━━━━┫　　　穴沢川
　　　　　　　　　　　　　　　　　　　　長沢　　　┣━━━━┓
　　　　　　　　　　　　　　　　　　　　　　　　荒海川　　山王川
　　　　　　　　　　　　　　　　　　　　┏━━━━┫
　　　　　　　　　　　　　　　　　　　鎌越沢　　　┣━━━━┓
　　　　　　　　　　　　　　　　　　　┏━━━━━┫　　　恋路沢
　　　　　　　　　　　　　　　　　分木ノ沢　┏━━┫　
　　　　　　　　　　　　　　　　　　　　　　龍沢　┣━━━━┓
　　　　　　　　　　　　　　　　　　　　　　　　荒海川　　朝日ヶ沢
```

### 阿賀野川水系開発史
日本有数の豪雪地帯を抱える阿賀野川水系は全国屈指の水量を誇る。流域の住民は豊富な水を利して新潟平野・会津盆地を肥沃な土地へ変貌させ、多大な恩恵を享受してきた。しかしその反面、かつては度重なる洪水の発生によって甚大な被害を受けており、流域周辺では古くから治水事業が進められてきた。

#### 近世・近代の治水

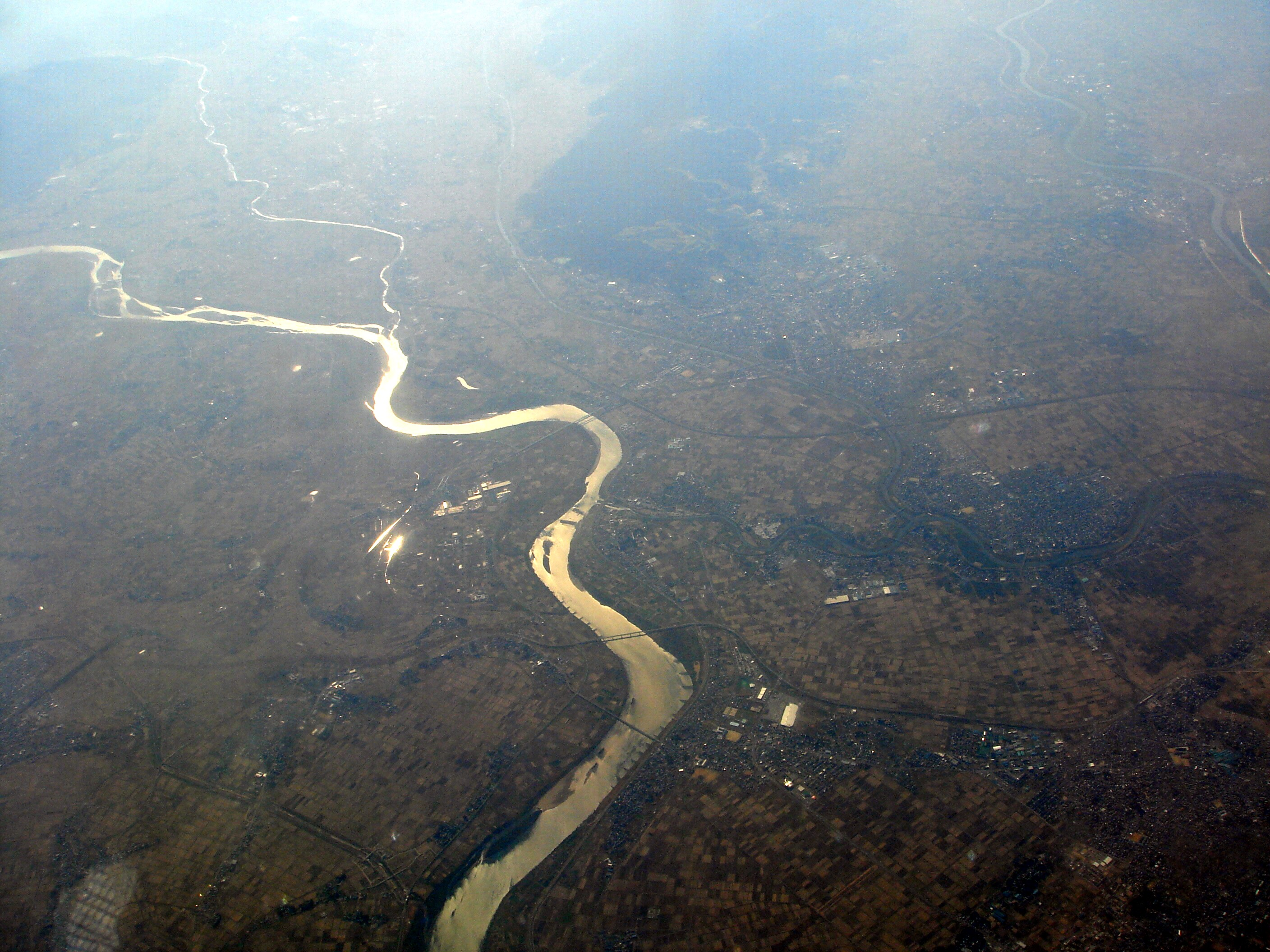
新津市街近郊を蛇行する阿賀野川下流域、早出川、小阿賀野川、信濃川などの他、阿賀野川の旧河道跡と見られる地形も見て取れる。解説付き画像はこちら

新潟平野は阿賀野川や信濃川が上流から土砂を運搬することで形成された堆積平野である。まず河口周辺を中心とする砂浜が洪水時に発生する多量の土砂で形成され、その後徐々に平野全体が形成されていった。しかし、平野が形成される過程で、元々の流路に残ったくぼ地や、土砂流入が少なかった地域で湖沼群が残った。このため、阿賀野川周辺には紫雲寺潟・福島潟・島見前潟などの湖沼が形成された上に、周囲は低地のままで湿地帯となっていった。これに加え阿賀野川は現在の阿賀野市の早出川合流点から同市および新潟市秋葉区・江南区・北区・東区にかけて複雑な蛇行を繰り返し、河道は洪水によって頻繁に変化したため新田開発もままならない状態であった。
1598年（慶長3年）上杉景勝の会津移封によって新発田城（現・新発田市）には溝口秀勝が入封し、以後溝口氏が6万1千石をもって代々領有した。代々の藩主は新田開発を積極的に実施していったが、これを円滑に進めるための治水事業も推進した。領内では新井郷川と加治川が潟を伴い阿賀野川へ合流しており、その阿賀野川は信濃川の河口付近へ合流していた。このため阿賀野川流域は方々に内水が溜まっており「悪水」としてその排除が新田開発には必要不可欠であった。
新発田藩第6代藩主・溝口直治は藩財政を回復させるべく新田開発を推奨したが、その阻害要因となる阿賀野川流域の流路修正と内水排除を計画した。まず1721年（享保6年）に紫雲寺潟の内水を排除するため落堀川を開削して紫雲寺潟の干拓を図り、1730年（享保15年）には信濃川に合流していた阿賀野川の河道を日本海へ直接流出させるべく、松ヶ崎（新潟市東区下山・北区松浜付近）地点において捷水路を開削した（松ヶ崎掘割）。この捷水路は翌1731年（享保16年）春の融雪洪水での決壊で拡張され、これによって阿賀野川は日本海へ直接注ぎ、旧流路は「通船川」となったが、この「松ヶ崎開削」によって大野新田・相馬新田・俵橋新田・大中島新田の開発が成功し、一定の成果を収めた。
1732年（享保17年）に藩主が第7代溝口直温に代わるも阿賀野川の流路修正は継続された。同年から松ヶ崎の直上流部・津島屋（新潟市東区津島屋付近）の阿賀野川蛇行部を直線化する「津島屋出州掘割開削」に着手、11年後の1743年（寛保2年）に完成して阿賀野川最下流部は直線化した。1734年（享保19年）には阿賀野川と信濃川を連絡する小阿賀野川を改修して新田整備を実施。さらに第8代藩主・溝口直養は1773年（安永2年）に阿賀野川の旧流路である通船川を改修し、流路の整備を実施した。こうして新発田藩は阿賀野川の治水を通じて新田開発を行い、財政建て直しを図ろうとした。だが、一部では成果があったものの根本的な解決には至らず、逆に第9代藩主溝口直侯の代、1789年（寛政元年）には精魂込めて開墾した蒲原郡2万石が陸奥信夫郡・田村郡・楢葉郡の三郡に分散して高直しをさせられたため、財政はさらに逼迫して行った。

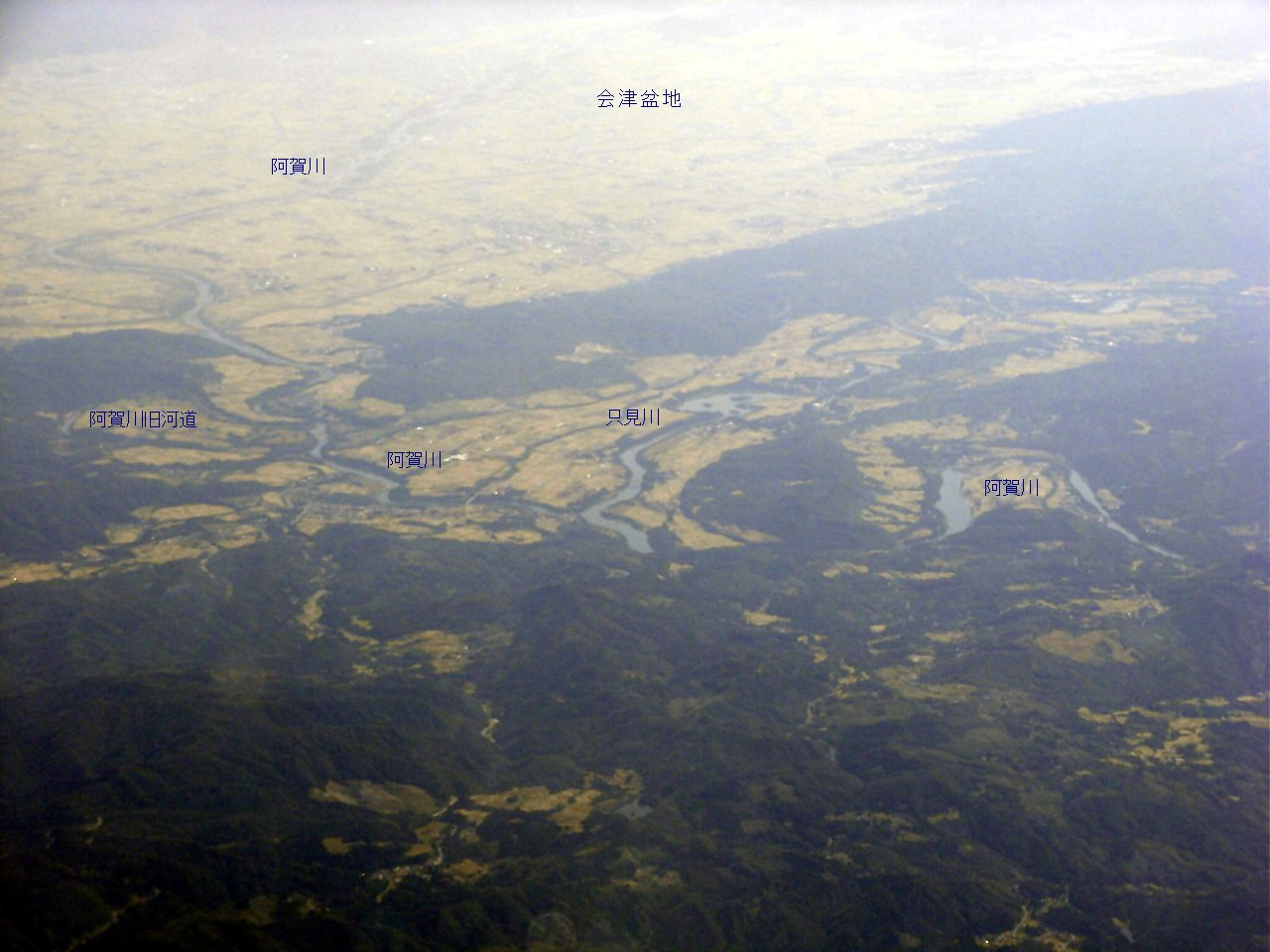
只見川合流部付近。阿賀川蛇行狭窄部の開削によって直線的に流路が変更され、治水安全度が向上した。

一方、上流部の会津盆地においても阿賀野川の流路は絶えず変動していた。1419年には宮川（鶴沼川。若郷湖上流で合流する鶴沼川とは異なる）が阿賀野川本流であったが、1536年には現在の流路になっていたと推定されている。1611年（慶長16年）、会津盆地を慶長会津地震が襲い、阿賀野川中流の狭窄部が地震による山崩れで河水が堰き止められて「山崎湖」と呼ばれる堰止湖が形成された。会津藩主であった蒲生秀行は直ちに山崎湖の排水事業を実施したが容易に排水できず、以後蒲生忠郷・加藤嘉明・加藤明成といった代々の会津藩主が排水事業を継承し、加藤明成が会津騒動で改易となったあとに入封した保科正之（三代将軍・徳川家光の実弟）の代になって漸く排水に成功した。

近代（1924年（大正13年）から1935年（昭和10年）、及び戦争等による中断期間を経て2005年（平成17年）から2006年（平成18年））においても只見川合流部近辺の阿賀川下流蛇行狭窄部（右画像）の開削により治水安全度が向上した。

#### 安積疏水

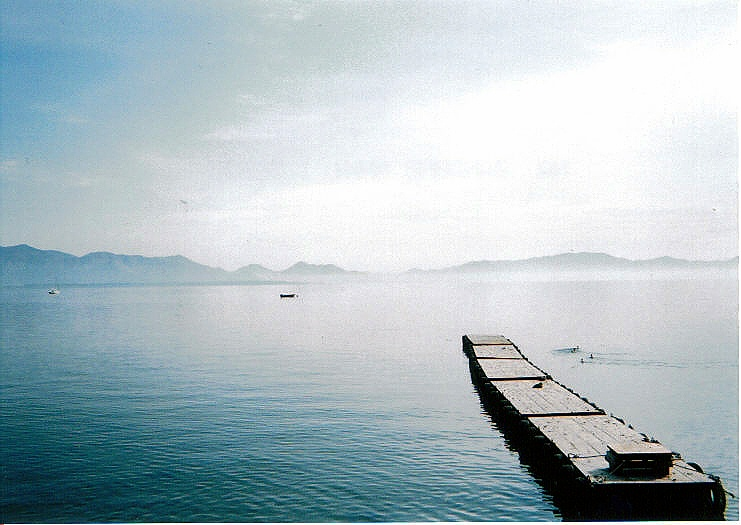
安積疏水の水源である猪苗代湖

明治時代に入り、東北地方は戊辰戦争の混乱を経て明治政府の管轄下に入った。政府は民心の安定と富国強兵、さらに「四民平等」の身分制度改定による士族の不満を逸らすために北海道をはじめ全国で盛んに開拓事業を行おうとしていた。
阿武隈川左岸部に広がる安積原野（福島県郡山市）は広大な土地であったが、極めて水の便が悪く荒野として放置されていた。だがこの原野の開発は東北南部にとって大いに有益であり、当時福島県典事であった中条昌恒は安積台地の開発を図るため1873年（明治6年）に大槻原開拓を開始し、その拠点として1874年（明治7年）に「開成館」を設立した。
一方明治天皇の行幸を機に安積原野は大規模な農業経営が可能な土地として中央も注目、本格的な農地開墾事業に内務省が乗り出すこととなった。内務卿・大久保利通は安積原野の用水供給を図るべく阿賀野川の上流に位置する猪苗代湖からの分水が技術的に可能かどうかを調査することとなり、オランダから招聘されたファン・ドールンに用水の実施計画調査を1878年（明治11年）に命じた。ファン・ドールンの調査によって用水路建設が可能であると判断した政府は、翌1879年（明治12年）に疏水開削起工式を挙行した。日本で初となる国直轄の農業水利事業（安積疏水事業）の始まりである。
計画では猪苗代湖の水量を調節し安定した水量を確保することが必要となった。このため猪苗代湖から流出する唯一の河川（日橋川）の吐き口で、古くから交通・軍事の要衝であった戸の口十六橋付近（会津若松市戸の口）に十六橋水門を建設して猪苗代湖をダム化し、耶麻郡猪苗代町上戸に取水口を設置して阿武隈川に繋がる支流、五百川へ分水界を跨いだ流路変更を行った。そして総延長52.0キロメートル 、分水路延長78.0キロメートル の水路を安積原野に張り巡らせて灌漑を行った。この安積疏水建設に伴い、工事に携わる旧士族の定住募集を行ったところ、会津藩・二本松藩・米沢藩・棚倉藩といった奥羽越列藩同盟参加藩出身の士族のみならず久留米藩・土佐藩・松山藩・岡山藩・鳥取藩といった西日本の諸藩出身士族も参加・定住した。その数は当時の郡山市人口約5,000人の3分の1を占める約2,000人であったといわれる。
総工費40万7千円（現在の貨幣価値に直すと約400億円）、従事人員延べ約85万人、施工期間3年の時を経て安積疏水は1882年（明治15年）に通水、完成した。この安積疏水によって今まで不毛の荒野であった安積原野約 3,000ヘクタール余りが肥沃な農地に生まれ変わり、郡山発展の礎を築いた。1886年（明治19年）に管理が福島県へ移管された後も安積疏水はさらに利用され、1889年（明治32年）に日本初となる長距離高圧送電設備を備えた水力発電所・沼上発電所（認可出力：300キロワット）を稼動させた他、1912年（明治45年）には郡山市の上水道水源にも利用されるようになった。1947年（昭和22年）には農林省（現・農林水産省）による「国営新安積開拓建設事業」の一環として取水口が改良され上戸頭首工が建設され、疏水の取水能力が強化された。現在は約 9,000ヘクタールの農地を潤している。
このように福島県の発展に大きく寄与した安積疏水は、栃木県の那須疏水（那珂川）、京都府の琵琶湖疏水（京都疏水。淀川）と共に「日本三大疏水」としてその業績を称えられている。

#### 阿賀野川水系電源開発史
阿賀野川は上流部を豪雪地帯で占め、年間流水量は全国でも屈指の水量を誇る。その上急流でもあることから古くから水力発電には絶好の開発地点であった。阿賀野川の水力発電開発は、そのまま日本の水力発電史に当てはまる。

#### 猪苗代発電所

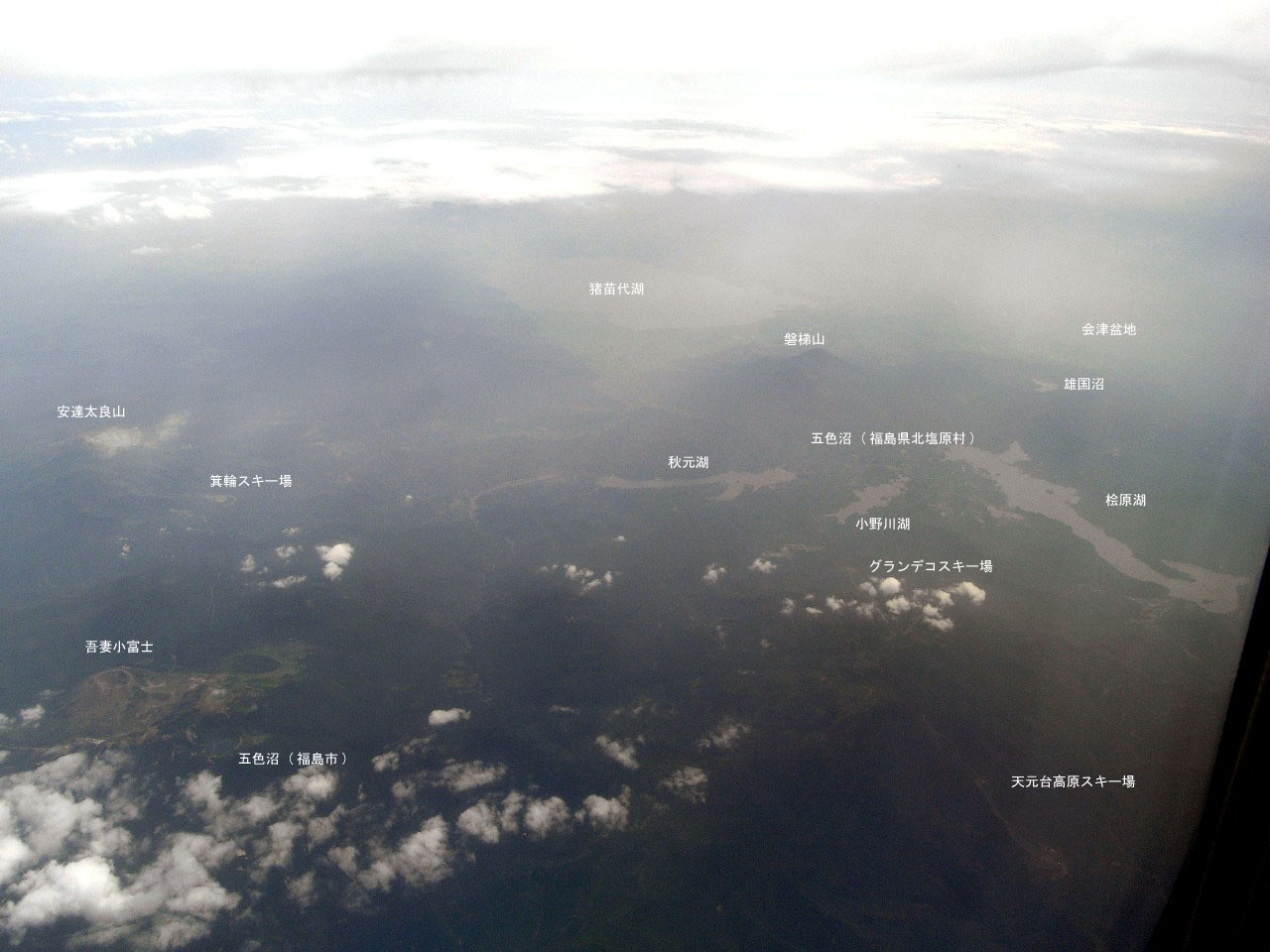
阿賀野川上流域磐梯高原空撮画像。秋元湖、小野川湖、猪苗代湖等を望む。（2007年8月26日）

阿賀野川の河水を利用した水力発電は安積疏水を利用し1899年（明治32年）に運転を開始した沼上発電所（郡山市熱海町。認可出力：300キロワット）である。現在でも供用されているこの水力発電所（現在は 1,400キロワットを発電）は長距離高圧送電を日本で初めて開始した水力発電所でもあった。当時は利用地域にごく近い地点に水力発電所を設け、送電が行われていた（蹴上発電所など）。だが発電所を管理する郡山紡績絹糸会社は 22キロメートル 先の郡山工場へ電力を供給するため、11,000ボルトの高圧送電線を用いての送電に成功した。

この長距離高圧送電の成功は当時全国的に盛んとなった電力開発事業に大きな影響を与えたが、猪苗代湖の水力を利用した電源開発を計画していた猪苗代水力電気株式会社は1914年（大正3年）、猪苗代第一発電所を建設した。この発電所は当時としては日本最大級の出力・37,500キロワットの認可出力を有し、西日本最大の水力発電所である女子畑発電所（玖珠川・大分県）と並び日本を代表する発電所として『東の猪苗代、西の女子畑』と称えられた。また、この猪苗代第一発電所は長距離高圧送電技術をさらに応用し、猪苗代から東京までの長距離送電に成功した。この成功は福澤桃介や浅野総一郎ら水力発電事業者を刺激し、大規模な発送電技術の向上に繋がった。猪苗代湖を利用した水力発電はその後も開発され、猪苗代第二（1918年・大正7年）、猪苗代第三・猪苗代第四（1926年・大正15年）の各発電所が日橋川に建設されたほか、磐梯山の爆発によって形成された小野川湖や秋元湖も水力発電に利用され、1940年（昭和15年）には当時最大級の出力規模を誇る秋元発電所（107,500キロワット）が秋元湖をダム化して完成した。

#### 日発による開発計画

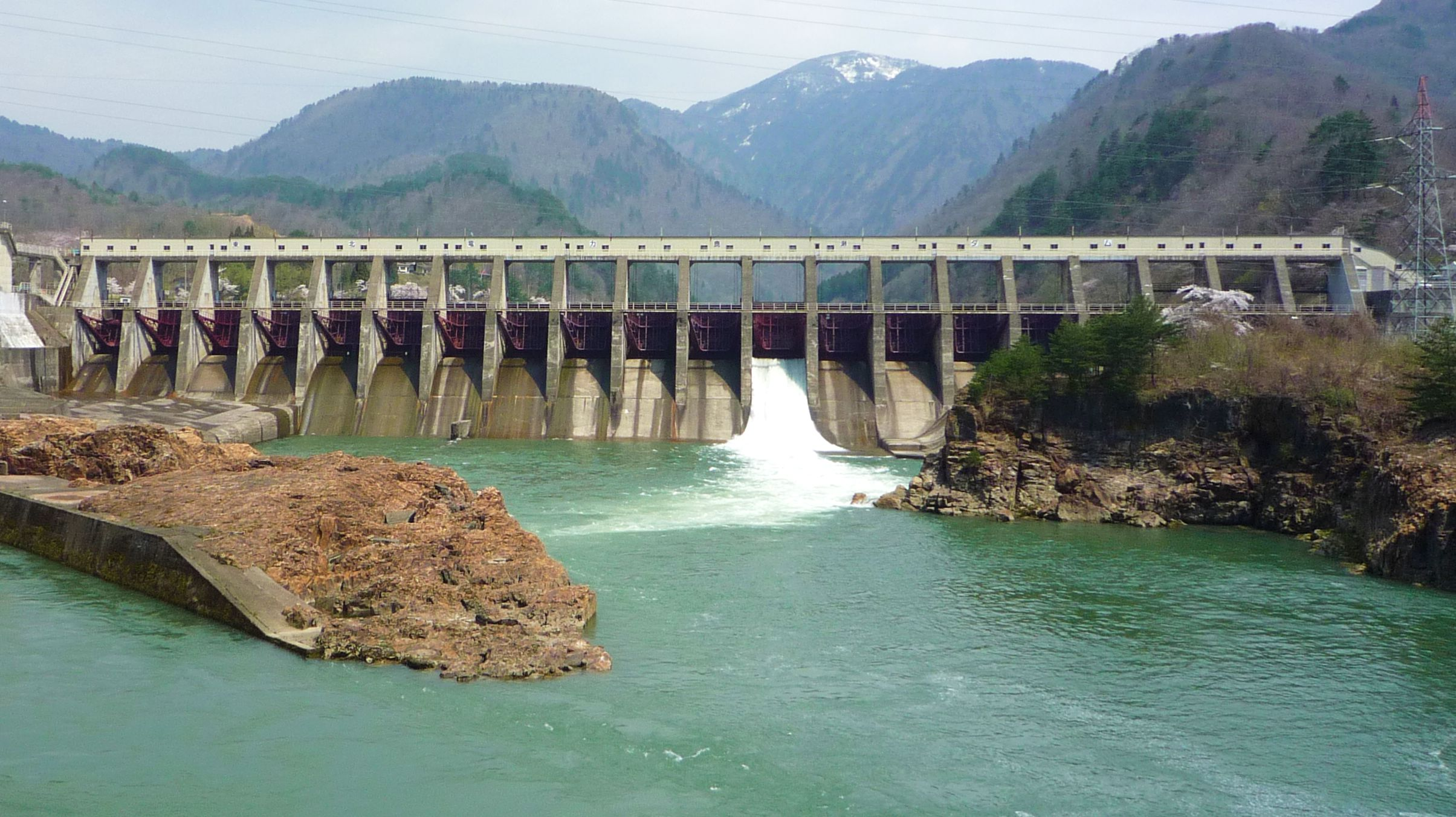
鹿瀬ダム（阿賀野川）。阿賀野川におけるダム式発電所のさきがけでもある。

この頃には阿賀野川上流にもダム式発電所の建設ブームが始まり、東信電気株式会社は阿賀野川本流に1927年（昭和2年）鹿瀬ダムを建設したのを皮切りに1928年（昭和3年）には豊実ダム、1938年（昭和13年）には新郷ダムを完成させた。折から逓信省によって1936年（昭和11年）第三次発電水力調査が行われ、絶好の適地である阿賀野川・只見川の水力発電が俄然注目された。1939年（昭和14年）に電力管理法によって設立された日本発送電（日発）は、この法律に基づき只見川などを中心に、阿賀野川を河口にする複数の支流を含め、上流域全体で20ヶ所の発電用ダム建設を計画。手始めに阿賀野川に1943年（昭和18年）山郷ダムを完成させたが、その後は戦争の激化で事業は中断を余儀無くされた。

戦後、水力発電開発が再開され1947年（昭和22年）日発東北支店は「只見川筋水力開発計画概要」を立案。戦前の計画に沿った開発が行われた。この事業の核となったのは只見川上流の巨大ダム式発電所計画である。只見川は全国屈指の水量と急流を誇り水力発電最適の地として注目され、仮に計画通り開発が行われると当時東北で計画されていた新規包蔵水力の 75% 、196万キロワットを賄うことが可能であった。だがこの豊富な資源は隣接する自治体・企業も注目しており、新潟県は只見川の河水を信濃川にまで分水する「只見川分流案」を、旧東京電燈を主体とする日発関東支社は尾瀬に高さ85メートル、有効貯水容量3億3,000万立方メートルの尾瀬原ダムを建設し、利根川にまで分水する「尾瀬分水案」を引っ提げ、三者鼎立した状況となった。

#### 只見特定地域総合開発計画 - 奥只見と田子倉 -

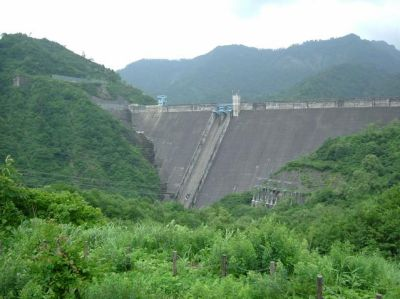
奥只見ダム（只見川）。日本最大級のダムである。

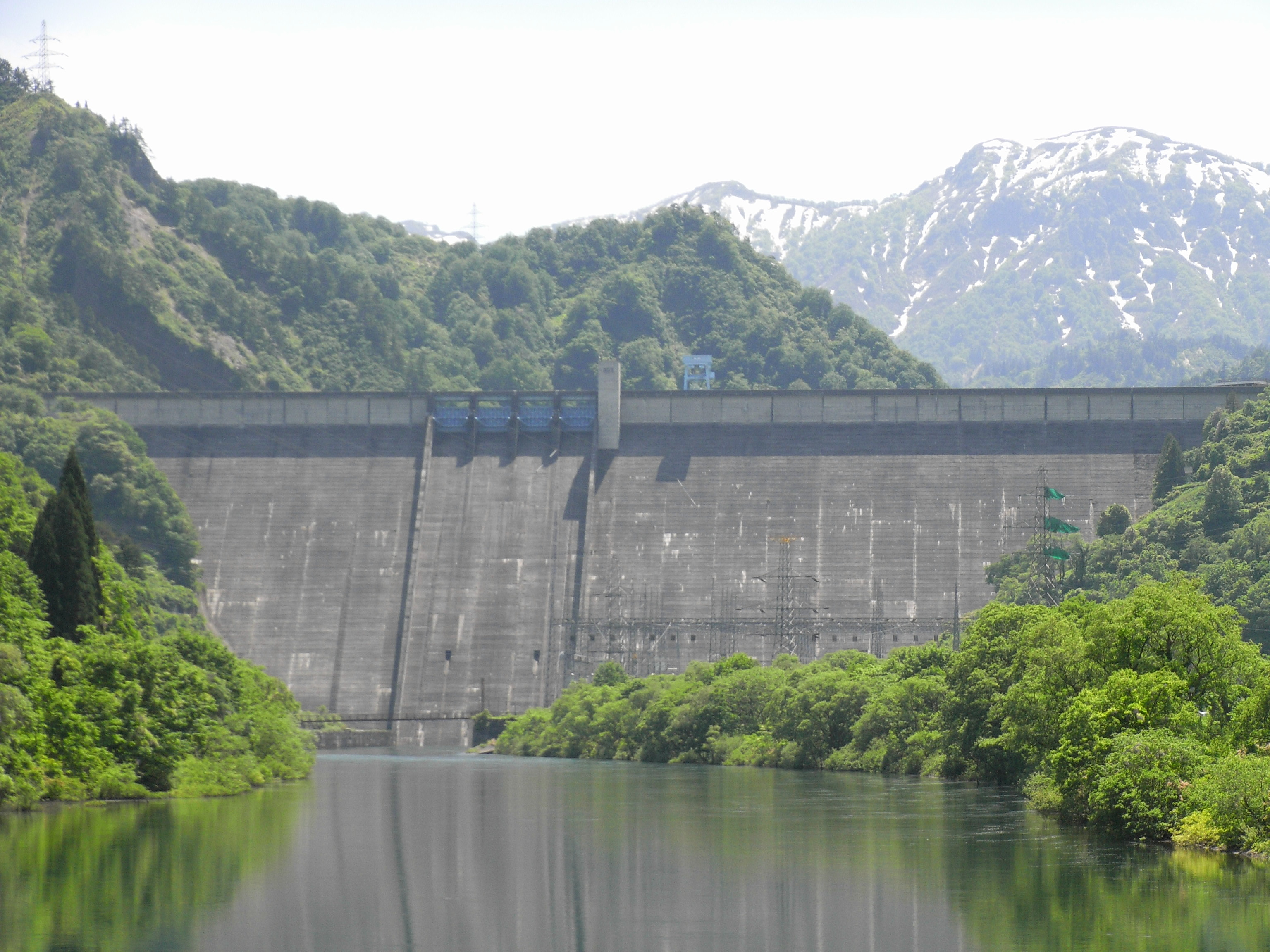
田子倉ダム（只見川）。奥只見ダムと共に日本最大級の一般水力発電所を有する。

こうした状況下、1950年（昭和25年）国土総合開発法の施行に伴い全国19地域が総合開発を重点的に実施する「特定地域総合開発計画」に指定され、只見川流域は電力開発を強力に推進し首都圏への電力供給に資するべく1951年（昭和26年）「只見特定地域総合開発計画」に指定され、国策として遂行されることとなった。日発は同年、電気事業再編成令によって全国9電力会社に分割され日発東北支店は東北電力に、日発関東支店は東京電力として発足した。だが発足間もない電力会社の経営基盤は脆弱で、単独での事業遂行は困難であると予想されたが発電用水利権を巡り両者は激しく対立。また只見川の開発をどのように進めるかで福島県と新潟県も鋭く対立した。政府は電力開発を補強するため1952年（昭和27年）に電源開発株式会社が発足、只見川の水力開発事業に参入。水利権をどのように調整するかが課題となった。
1953年（昭和28年）「電源開発調整審議会」の裁定によって只見川の水力発電計画は「只見川本流案」に新潟県が主張した「只見川分流案」を一部組み込む折衷案が採用され、阿賀野川・伊南川の全発電所と本名ダムよりも下流の只見川は東北電力が管掌し、電源開発は只見川上流の4ダム計画と「分流案」による水力発電計画を受け持つことになった。ただし東京電力が主張する「尾瀬分水案」は盛り込まれなかった（後述）。こうして只見川の水力発電計画は始動、1952年に東北電力は天然湖である沼沢湖を上池、宮下ダムを下池として日本初の純揚水発電所・沼沢沼発電所（43,700キロワット）を完成させた。電源開発は銀山地点と田子倉地点に日本屈指のダムと、日本最大級の一般水力発電所を建設した。これが1959年（昭和34年）に完成した田子倉ダムと1960年（昭和35年）に完成した奥只見ダムである。堤高・総貯水容量・湛水面積の何れも日本最大級で、日本のダムの歴史に名を残すこのダムによって田子倉発電所（38万キロワット）・奥只見発電所（36万キロワット）が稼動。日本有数の電源開発地帯となった。

なお、この電源開発事業に伴い物資輸送のための鉄道が建設されたが、ダム建設後は、1961年に国鉄只見線として整備され1971年（昭和46年）に全線開通した。また1973年（昭和51年）には新潟と福島を結ぶ難所・六十里越（国道252号）が六十里越トンネルの完成によって通行可能となり、陸の孤島であった只見川上流部は会津若松や魚沼方面のアクセスが飛躍的に向上した。

#### 揚水発電と再開発

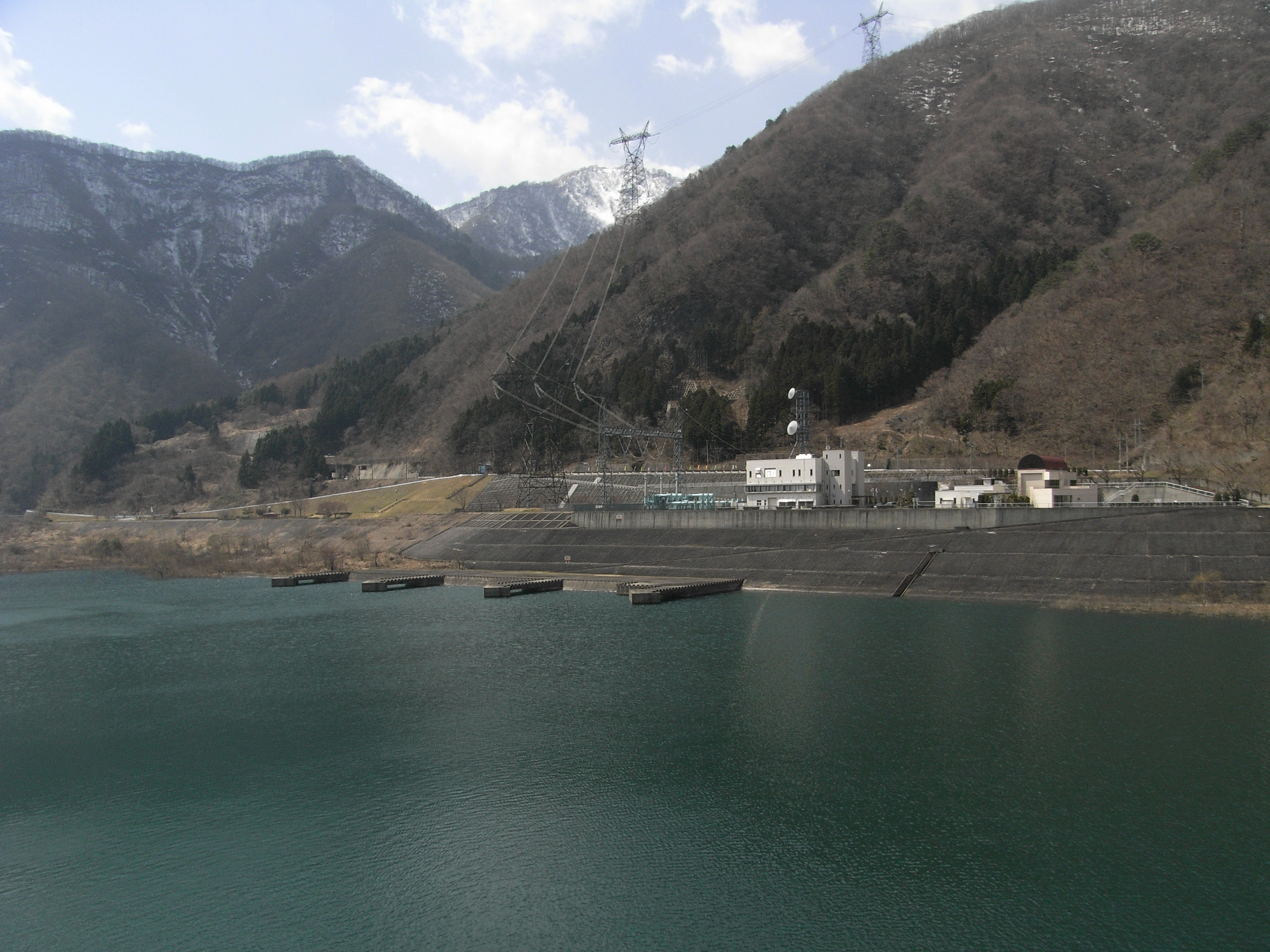
下郷発電所（福島県）。大川ダムと大内ダムを利用した揚水発電で100万キロワットの電力を生み出す阿賀野川最大の水力発電所。

奥只見ダム完成後、日本の電源開発の主軸が火力発電に移行したこともあり、水力発電開発は下火となったが、特に注目されたのが、火力発電や原子力発電との連携が可能な揚水発電であり、全国各地で大規模揚水発電所が建設されるようになった。
福島県内でも例外ではなく、東北電力は1953年に運転を開始した沼沢沼発電所の老朽化を機に大規模な出力増強を計画、1982年（昭和57年）に第二沼沢発電所を只見川に完成させた。この大増強によって、従来4万3,700キロワットだった認可出力は 46万キロワットと十倍以上に拡張され、只見川の水力発電史に新たな1ページを記した。また、電源開発は阿賀野川を利用した揚水発電所の計画を立てた。これは江戸時代の街並みを今に残す大内宿の上流に大内ダム（小野川）を建設、建設省（現・国土交通省）が建設していた大川ダム（阿賀野川）を下池として認可出力 100万キロワットの下郷発電所を建設、1988年（昭和63年）に1・2号機を稼動させ、その後1991年（平成3年）増設した。
また一般水力発電所の増強・新設も行われた。東北電力は阿賀野川本川に既に完成していた新郷・山郷・豊実・鹿瀬の4発電所を再開発、増強した。1973年の第二鹿瀬発電所を皮切りに1975年（昭和50年）の第二豊実発電所、1984年（昭和59年）の第二新郷発電所、1992年（平成4年）の第二山郷発電所（22,900キロワット）、そして2002年（平成14年）には第二上野尻発電所が増設され約 18万キロワット以上の出力が増加された。一方電源開発は1999年（平成11年）から奥只見発電所の増設を実施し2003年（平成15年）に完成、一挙に 22万キロワット増強され日本最大の一般水力発電所となった。さらに1989年（平成元年）には田子倉ダムの直下流に只見ダムを建設し、1993年（平成5年）には単一ラバーダムとしては世界最大である黒谷取水ダムを完成させている。
こうして阿賀野川水系は只見特定地域総合開発計画によって20ヶ所のダムと発電所が建設され、この開発によって生成される電力（認可出力）は約 370万キロワットという莫大なものとなり、首都圏や東北地方の電力需要に大きく貢献している。

#### 阿賀野川水系の総合開発

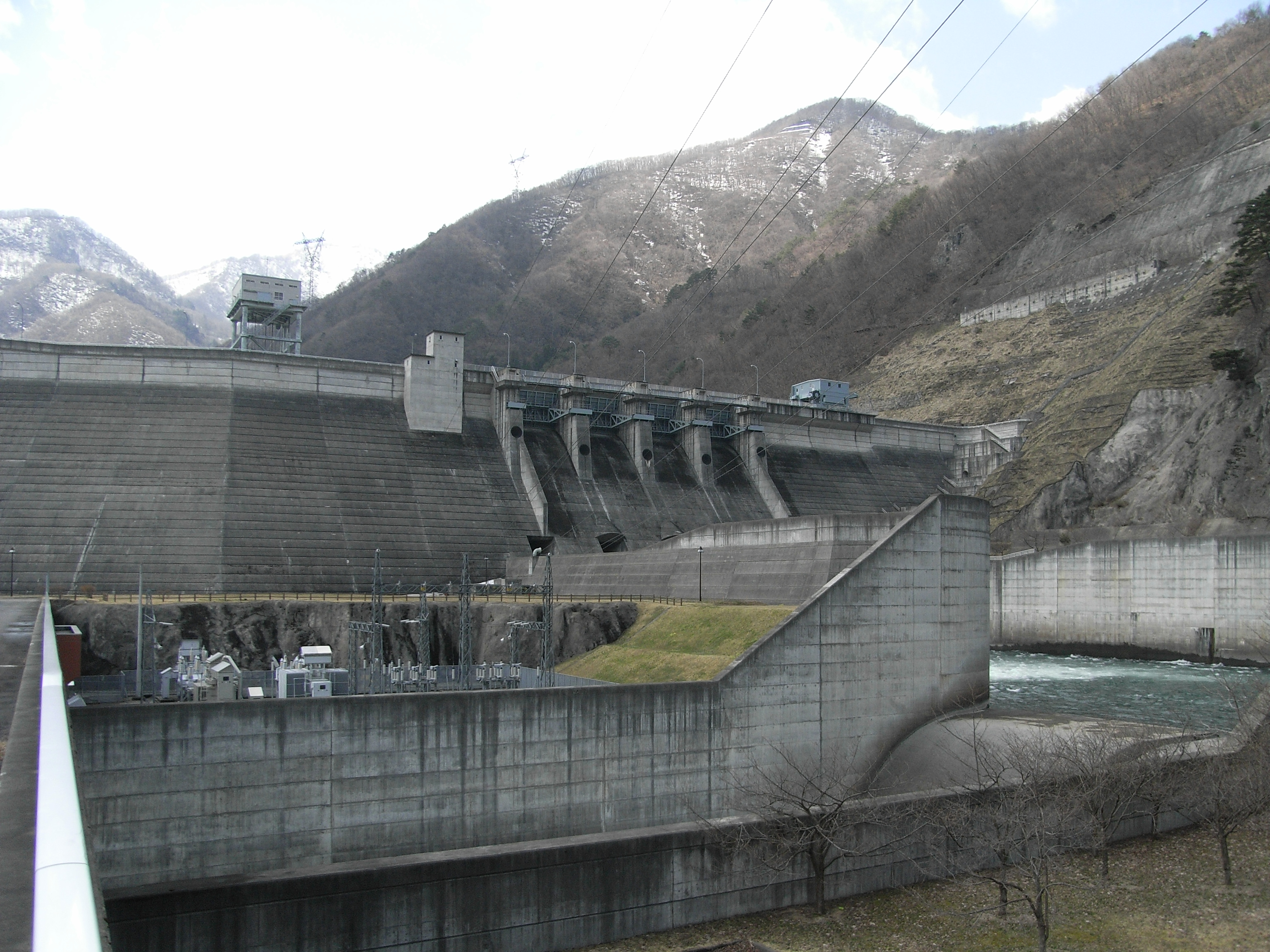
大川ダム（阿賀野川）。阿賀野川本流にある唯一の多目的ダムとして会津地方の治水と利水を担う。

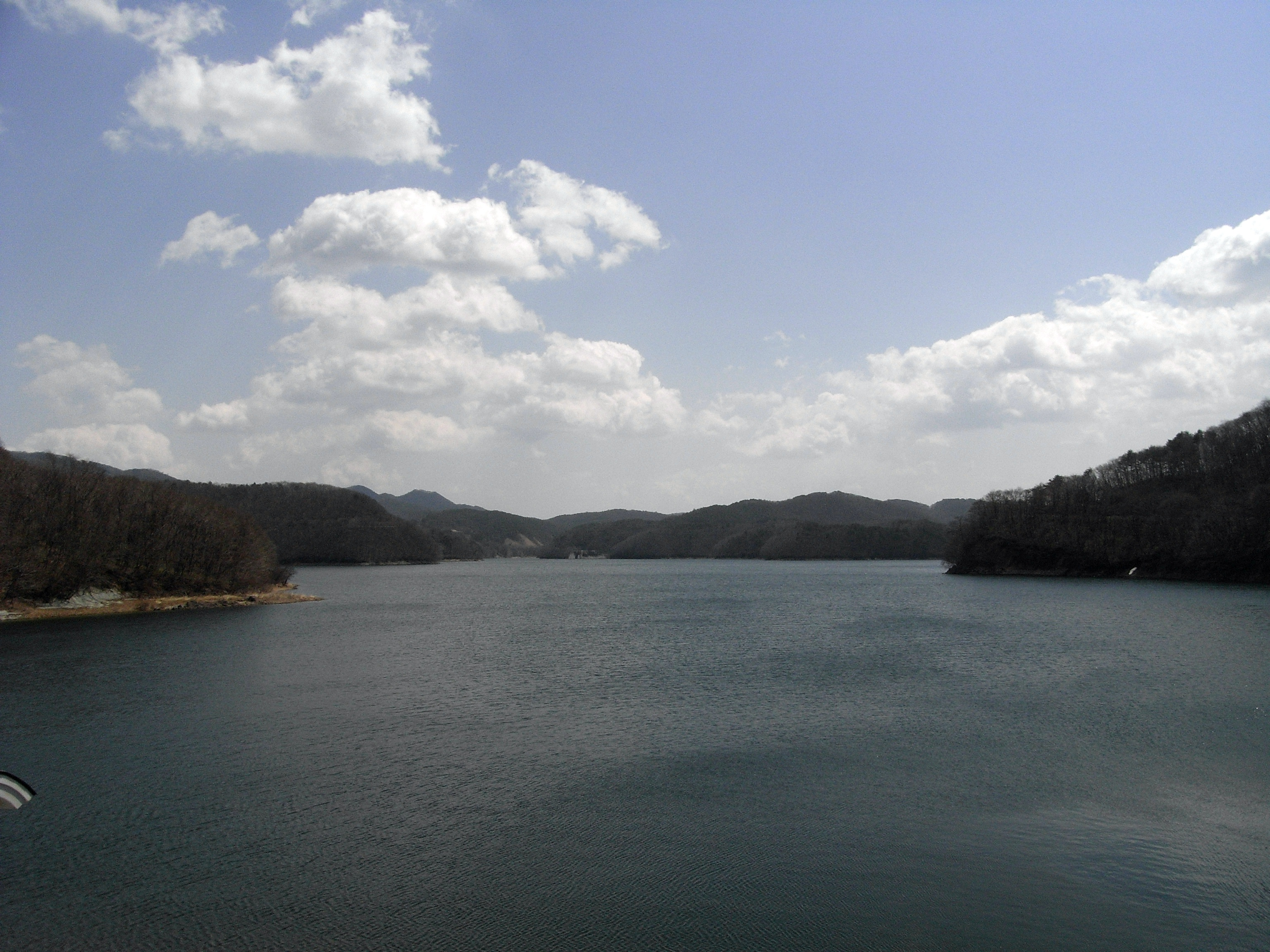
白河盆地における農地の重要な水がめである羽鳥湖（鶴沼川）。

新発田藩によって施工された阿賀野川の治水事業は、明治時代に入り内務省が管轄することとなった。契機になったのは1913年（大正2年）の水害からであるが、内務省は1915年（大正4年）から「第一次阿賀野川改修工事事業」に着手した。これよりも前、阿賀野川に河口付近で合流していた加治川を1913年（大正2年）に開削工事によって分離し、日本海に直接流出させることで河口部の水害を防止した。さらに1920年（大正9年）からは同じく阿賀野川に河口付近で合流していた新井郷川も阿賀野川から分離させる工事を開始し、13年の歳月を掛けて1933年（昭和8年）に分流を完了した。阿賀野川と信濃川を繋ぐ小阿賀野川についても改修が行われ、1928年（昭和3年）阿賀野川側に満願寺閘門を、信濃川側に小阿賀野閘門を建設し河水の逆流による洪水被害を防ぐと共に水運の便を図った。1934年（昭和9年）3月に第一次阿賀野川改修工事事業は完了し、阿賀野川は現在の河道に定まった。阿賀野川のかつての下流部は、蛇行を繰り返しながら信濃川に合流していた。
戦後1947年（昭和22年）に堤防整備などを主体とした「第二次阿賀野川改修工事事業」が施工された。阿賀野川は1964年（昭和39年）の新河川法の施行に伴い一級水系に指定され、建設省北陸地方建設局（現・国土交通省北陸地方整備局）による一貫管理が行われた。阿賀野川は福島県内も流域としているが、河口所在地が新潟県であるため北陸地方建設局が福島県内も管理し、東北地方建設局（現・東北地方整備局）は管理していない。一級水系指定後、阿賀野川の総合的な治水計画の策定が求められ、1966年（昭和41年）「阿賀野川水系工事実施基本計画」が定められた。これが現在まで続く阿賀野川の河川管理の基本方針となるが、この計画の中で阿賀野川の治水安全度を向上させるために、阿賀野川に水系では初めてとなる特定多目的ダムが計画された。
これが大川ダムであり、1971年（昭和46年）に着手され1989年（平成元年）に完成。阿賀野川本川の治水と会津地方の利水、前述した下郷揚水発電所による大規模揚水発電を行い阿賀野川の治水の要となった。また福島県や新潟県は支流に補助多目的ダムを計画、東山ダム（湯川）・田島ダム（高野川）・日中ダム（押切川）・早出川ダム（早出川）が建設され、現在は常浪川に常浪川ダムが計画されている。
一方農業整備に関してであるが、下流については治水事業と連動して1941年（昭和16年）から農地開発公団による「阿賀野川沿岸農業水利事業」が着手され、戦後農林省（現・農林水産省）に継承され「国営阿賀野川農業水利事業」として1947年（昭和22年）に実施された。この中で新井郷川排水機場の整備が行われ、1966年（昭和41年）からは福島潟を干拓して農地を造成する「国営福島潟干拓建設事業」が着手、1977年（昭和52年）に事業は完成した。しかし1978年（昭和53年）の集中豪雨による湛水被害が起こり、これを防止するため、1988年（昭和63年）から新井郷川排水機場の改修を含む「国営阿賀野川右岸農業水利事業」が実施された。
福島県内においては1947年の「国営新安積開拓建設事業」による安積疏水取水口（上戸頭首工）改良工事のほか、白河・矢吹方面の農地に用水を供給するため同年に「国営白河矢吹開拓建設事業」が計画された。この事業においても阿賀野川から阿武隈川へ流路変更を伴う導水事業が計画され、鶴沼川に羽鳥ダムが1956年（昭和31年）に建設された。羽鳥ダムは日本最大級の農林水産省直轄ダムとして白河方面の農地2,160ヘクタールを潤し、現在も農林水産省が直轄管理を行う重要なダムである。この他、会津盆地西部の用水補給を行うため、1980年（昭和55年）には「国営会津宮川地区農業水利事業」が着手された。根幹施設として宮川に新宮川ダムが建設され、2004年（平成16年）に完成する。4,490ヘクタールの農地に用水を供給し、直下流にある宮川ダムなどの防災ダムと連携して農地の水害防止を図っている。

#### 開発と地域の反対

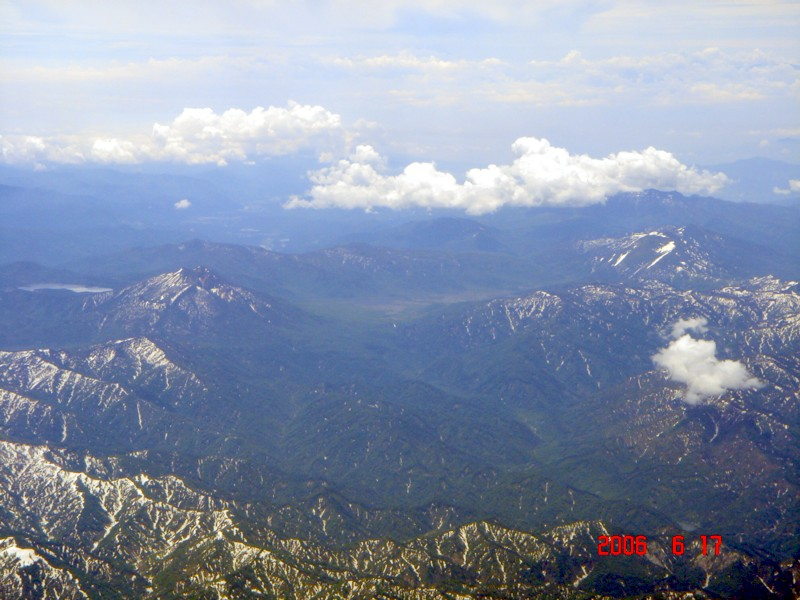
尾瀬空撮写真
左端が尾瀬沼、中央が只見川源流。
この付近に尾瀬原ダムが計画されていた

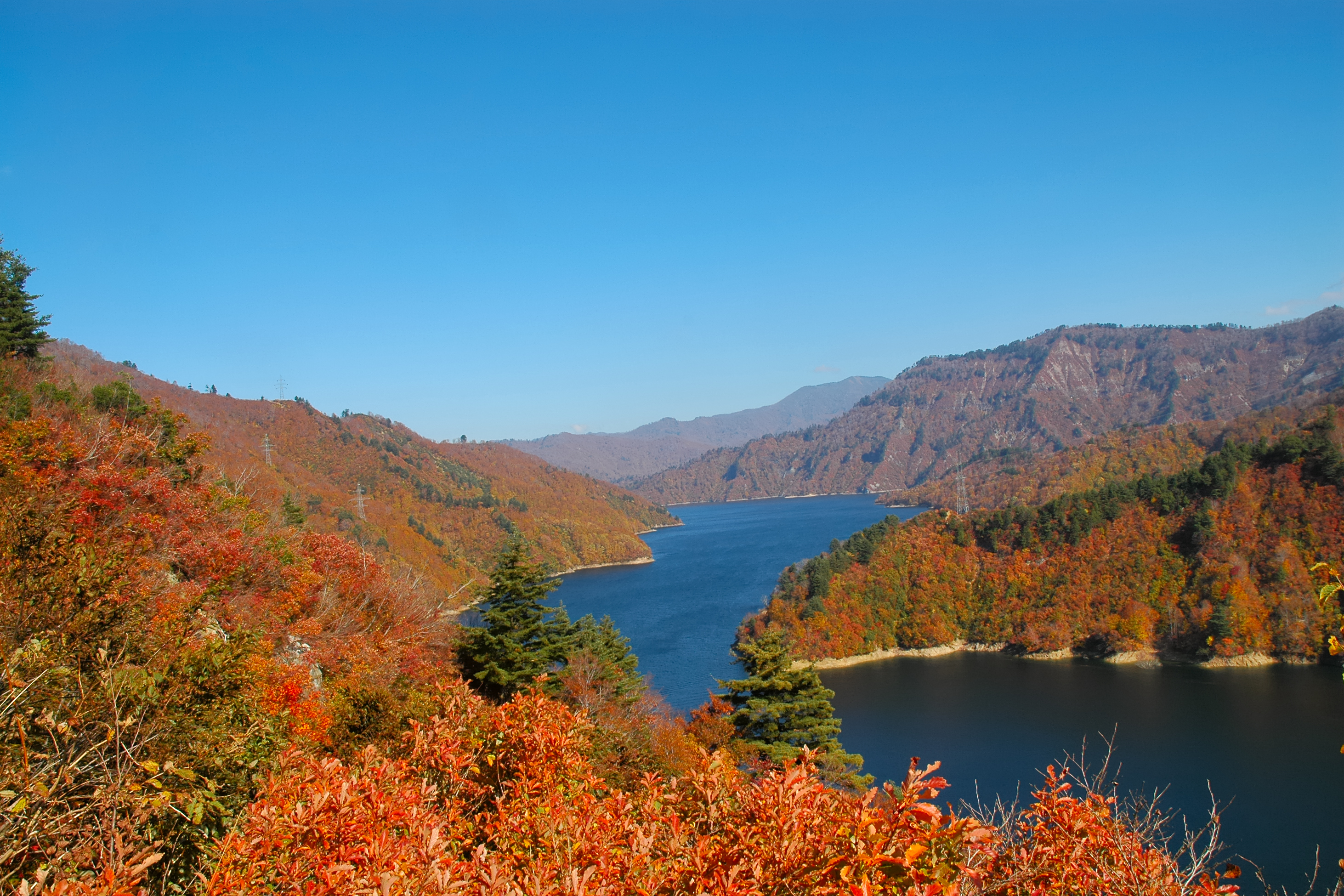
イワナ密漁とブラックバス密放流防止のために官民一体となって漁業資源保護に取り組んでいる奥只見湖。

阿賀野川は水力発電を中心に多くの開発が行われ、流域はおろか流域外にも多大な恩恵を与えている。だが、開発に伴う住民との軋轢や、環境への影響というものが表面化した。
只見川では1954年（昭和29年）に田子倉ダム補償事件が起こっている。これは田子倉ダム建設に強硬に反対する田子倉集落（只見町）の住民が福島県知事に補償斡旋の嘆願を行い、それを受けた知事が当時の補償金額相場を大幅に超える補償額を事業者である電源開発に呈示、電源開発もこの斡旋案を受け入れたことに始まる。これが新聞に発表されて世間に大きなセンセーションを巻き起こしたが、河川行政を担当する建設省と電力行政を担当する通商産業省（現・経済産業省）が猛反発して相場どおりの補償額に抑えた。特に建設省はこの事件が他のダム事業に多大な影響を及ぼすことを懸念しての反発であったが、その懸念は的中し、鎧畑ダム（玉川）を始め、多くのダム水没予定住民が、田子倉ダム並の補償を求めて交渉が長期化する事態となった。この件は後に事業者・被補償者双方からの法整備要求となり、紆余曲折を経て1973年（昭和48年）の水源地域対策特別措置法（水特法）制定に繋がっていく。因みに阿賀野川水系では1977年（昭和52年）に大川ダムが、1980年（昭和55年）に新宮川ダムが、1982年（昭和57年）には只見ダムが指定を受けている。
また尾瀬ヶ原を巡る問題も起きていた。「只見川筋水力開発計画概要」でも当初計画されていた尾瀬原ダム計画であるが、元来1919年（大正8年）に関東水電が発案し、その後日本発送電を経て東京電力がこれを承継し事業を推進していた。すなわち、只見川水源である尾瀬ヶ原を高さ 85.0メートル のロックフィルダムで堰き止め、総貯水容量 3億3,000万トン の大貯水池を形成して、貯水した水はトンネルを通じ利根川水系片品川へ導水、約 50万キロワットの発電を行うというものであった。この阿賀野川から利根川へ流路変更を行い水力発電を実施する「尾瀬分水計画」は新潟県と福島県の猛反発を受けた。その原因は慣行水利権であり、全く流域外の利根川に只見川の河水を取られることは、下流の農業や発電への影響が大であるとして猛烈に抵抗した。さらにこの問題は高度経済成長に伴う水需要の緊急性も絡み、最終的に関東地方一都六県と東北地方六県および新潟県の対立に発展、政府による調停も成功せず、収拾の付かない状態となった。これに加え環境保護の観点から厚生省（現・厚生労働省）や文部省（現・文部科学省）を始め平野長蔵ら尾瀬の自然保護を求める立場からの「尾瀬の自然を守れ」というダム建設反対運動も発生、尾瀬分水案は完全に暗礁に乗り上げた。最終的に1996年（平成8年）、東京電力が尾瀬沼の水利権更新を断念、権利放棄したことで「尾瀬分水計画」は77年目にして潰え、尾瀬の保護運動が日本の自然保護運動の端緒になるという結果が残った。
自然保護の観点では、尾瀬沼のほかダム湖である奥只見湖の漁業保全も特筆される。これは小説家で大の釣り好きでもあった開高健が1975年（昭和50年）に「奥只見の魚を育てる会」を立ち上げたのが契機である。『夏の闇』執筆のために銀山平を訪れた開高は、奥只見湖の自然とイワナに惚れ込んだが、密漁が大きな問題になっていることを知ると、漁業関係者や心ある釣り人と共にイワナの保護活動を始めた。この結果、現在奥只見湖は一部区域が永久的に禁漁区となっている。こうして奥只見湖の自然は守られたが、ブラックバスの密放流が現在問題となっている。これに対して「育てる会」と魚沼漁業協同組合の運動もあり、新潟県は1999年（平成11年）12月、県内における外来魚のリリース禁止を定めた。その後バス擁護派の日本釣具振興会がバス駆除を名目に奥只見湖のバス釣り大会を2001年（平成13年）に提案したが、漁協はこれを一蹴している。
さらに奥只見湖から導水トンネルを経て信濃川水系に発電用水を送る「只見川分流案」に基づき、電源開発が計画していた「湯之谷揚水発電計画」が自然を破壊するとして、自然保護団体から反対を受けた。だがこの「湯之谷揚水発電計画」も電力需要の低迷によって採算が取れないという理由から、2001年（平成13年）に建設中止となり、「尾瀬分水計画」に続き「只見川分流案」もここに潰えた。
そして1990年代以降に全国的に巻き起こった公共事業の見直しについても、阿賀野川水系は影響を受けた。猪苗代湖の高度な水利用と日橋川の治水を目的に1986年（昭和61年）よって建設省北陸地方整備局によって計画されていた「日橋川総合開発事業」が中止されている（国土交通省直轄ダム#北陸地方整備局の中止事業を参照）。また、常浪川ダム（常浪川）についてはダム建設の是非を巡る論争があり、1973年（昭和48年）の計画発表以来現在に至るまで本体工事に着手していない。新宮川ダムについても建設中に一部の市民団体から、「緊急に中止すべき公共事業100」に選ばれている。現在新規のダム計画は常浪川ダム以外はないが、全国の河川と同様、阿賀野川についても今後は地域と一体となった整備が求められている。

### 主な支流
阿賀野川水系は阿賀川本流に日橋川流域、只見川流域の三水域が福島県喜多方市付近で合流、阿賀野川ラインを形成して新潟県に入る。何れも上流部は有数の豪雪地帯であり、阿賀野川の豊富な水量を支える。また猪苗代湖を始め天然湖沼が多いのも特徴の一つである。
| 河川       | 流路 延長 (km) | 流域 面積 (km2) | 主要 二次 支川                    | 主要 湖沼                                            | 流域 都県 | 流域 市郡                                 |
| ---------- | -------------- | --------------- | --------------------------------- | ---------------------------------------------------- | --------- | ----------------------------------------- |
| 鶴沼川     |                |                 |                                   | （羽鳥湖）                                           | 福島県    | 岩瀬郡・南会津郡                          |
| 湯川       | 29.8           | 85.5            |                                   |                                                      | 福島県    | 会津若松市                                |
| 宮川       | 36.5           | 257.8           | 東尾岐川                          | （会津美里湖）                                       | 福島県    | 会津若松市・河沼郡・大沼郡                |
| 日橋川     | 25.4           | 1,136.8         | 長瀬川 大谷川 大塩川 （安積疏水） | 猪苗代湖 桧原湖 小野川湖 秋元湖 五色沼 曽原湖 雄国沼 | 福島県    | 会津若松市・喜多方市 郡山市・耶麻郡       |
| 田付川     | 26.9           | 53.8            |                                   |                                                      | 福島県    | 喜多方市・河沼郡                          |
| 濁川       | 28.0           | 167.9           | 押切川                            |                                                      | 福島県    | 喜多方市・河沼郡                          |
| 只見川     | 146.2          | 2,742.0         | 大津岐川 伊南川 野尻川            | 尾瀬沼 沼沢湖 （奥只見湖） （田子倉湖）              | 群馬県    | 利根郡                                    |
| 只見川     | 146.2          | 2,742.0         | 大津岐川 伊南川 野尻川            | 尾瀬沼 沼沢湖 （奥只見湖） （田子倉湖）              | 福島県    | 南会津郡・大沼郡・河沼郡 耶麻郡・喜多方市 |
| 常浪川     | 26.7           | 365.2           | 柴倉川 音無川                     |                                                      | 新潟県    | 東蒲原郡                                  |
| 早出川     | 44.8           | 264.0           | 仙見川 杉川                       |                                                      | 新潟県    | 東蒲原郡・五泉市・阿賀野市                |
| 新井郷川   | 9.3            | 257.3           | 福島潟放水路                      | 福島潟                                               | 新潟県    | 新潟市・新発田市・阿賀野市                |
| 小阿賀野川 |                |                 | 能代川                            |                                                      | 新潟県    | 新潟市・五泉市                            |

（注）カッコ内の湖沼は人造湖（ダム湖）。

### 河川施設
阿賀野川水系は、明治・大正時代に始まった猪苗代湖を利用した安積疏水、水力発電よって河川開発が始まった。日本発送電をへて電源開発・東北電力が阿賀野川・只見川に20ヶ所のダムを建設、奥只見ダム・田子倉ダムは日本のダムの歴史に残る大事業となった。また日本初のアスファルトフェイシングフィルダムである大津岐ダムや世界最大の単一ラバーダムである黒谷ダムも建設された。
治水施設では大川ダムが阿賀野川水系唯一の特定多目的ダムとして建設された他、福島県・新潟県の県営ダムが幾つか建設されている。農林水産省直轄ダムには羽鳥ダムのほか、福島県へ管理が移行された新宮川ダム・日中ダムがあり、会津盆地のみならず阿武隈川左岸部の灌漑に貢献している。下流部では阿賀野川頭首工や福島潟放水路の建設、阿賀野川右岸灌漑事業・福島潟干拓が行われた。
現在は発電用の小荒ダム再開発事業と常浪川ダム建設事業が施工中。ちなみに阿賀野川水系では猪苗代湖や秋元湖、沼沢湖といった天然湖沼を利用した開発も行われた。

#### 国管理事務所
- 国土交通省北陸整備局 阿賀川河川事務所

　総務課・工務課・管理課
- - 北会津出張所
  - 塩川出張所
  - 大川ダム管理支所
- 国土交通省北陸整備局 阿賀野川河川事務所

　総務課・工事品質管理官・建設監督官・工務課・調査品質確保課・管理課・占用調整課
- - 胡桃山出張所
  - 満願寺出張所

#### 河川施設一覧
| 一次 支川 （本川） | 二次 支川 | 三次 支川 | ダム名         | 堤高 (m) | 総貯水 容量 (千m3) | 型式         | 事業者     | 備考                      |
| ------------------ | --------- | --------- | -------------- | -------- | ------------------ | ------------ | ---------- | ------------------------- |
| 阿賀野川           | －        | －        | 旭ダム         | 16.1     | 1,437              | 重力式       | 昭和電工   |                           |
| 阿賀野川           | －        | －        | 大川ダム       | 75.0     | 57,500             | 複合式       | 国土交通省 | 水特法指定                |
| 阿賀野川           | －        | －        | 新郷ダム       | 27.5     | 22,720             | 重力式       | 東北電力   |                           |
| 阿賀野川           | －        | －        | 山郷ダム       | 22.5     | 7,591              | 重力式       | 東北電力   |                           |
| 阿賀野川           | －        | －        | 上野尻ダム     | 30.0     | 12,370             | 重力式       | 東北電力   |                           |
| 阿賀野川           | －        | －        | 豊実ダム       | 34.2     | 18,667             | 重力式       | 東北電力   |                           |
| 阿賀野川           | －        | －        | 鹿瀬ダム       | 32.6     | 16,525             | 重力式       | 東北電力   |                           |
| 阿賀野川           | －        | －        | 揚川ダム       | 19.0     | 13,748             | 重力式       | 東北電力   |                           |
| 阿賀野川           | －        | －        | 阿賀野川頭首工 | －       | －                 | 可動堰       | 農林水産省 |                           |
| 桧沢川             | 高野川    | －        | 田島ダム       | 32.7     | 523                | 重力式       | 福島県     |                           |
| 小野川             | －        | －        | 大内ダム       | 102.0    | 18,500             | ロックフィル | 電源開発   |                           |
| 鶴沼川             | －        | －        | 羽鳥ダム       | 36.8     | 27,321             | アース       | 農林水産省 |                           |
| 湯川               | －        | －        | 東山ダム       | 70.0     | 12,500             | 重力式       | 福島県     |                           |
| 宮川               | －        | －        | 新宮川ダム     | 69.0     | 10,320             | 重力式       | 福島県     | 農林水産省施工 水特法指定 |
| 宮川               | －        | －        | 宮川ダム       | 45.0     | 2,330              | 複合式       | 福島県     |                           |
| 日橋川             | －        | －        | 十六橋水門     | 5.2      | 540,000            | 水門         | 福島県     | 猪苗代湖                  |
| 日橋川             | 長瀬川    | －        | 桧原湖ダム     | 3.4      | 127,590            | 重力式       | 福島県     |                           |
| 日橋川             | 長瀬川    | －        | 小野川湖ダム   | 4.9      | 13,640             | アース       | 福島県     |                           |
| 日橋川             | 長瀬川    | －        | 秋元湖ダム     | 10.6     | 37,924             | 複合式       | 福島県     |                           |
| 日橋川             | 安積疏水  | －        | 上戸頭首工     | －       | 540,000            | 可動堰       | 農林水産省 | 猪苗代湖                  |
| 日橋川             | －        | －        | 大深沢ダム     | 36.5     | 250                | アース       | 農林水産省 |                           |
| 濁川               | 押切川    | －        | 日中ダム       | 101.0    | 24,600             | ロックフィル | 福島県     | 農林水産省施工            |
| 只見川             | －        | －        | 奥只見ダム     | 157.0    | 601,000            | 重力式       | 電源開発   |                           |
| 只見川             | －        | －        | 大鳥ダム       | 83.0     | 15,800             | 重力アーチ   | 電源開発   |                           |
| 只見川             | －        | －        | 田子倉ダム     | 145.0    | 494,000            | 重力式       | 電源開発   |                           |
| 只見川             | －        | －        | 只見ダム       | 30.0     | 4,500              | ロックフィル | 電源開発   | 水特法指定                |
| 只見川             | －        | －        | 滝ダム         | 46.0     | 27,000             | 重力式       | 電源開発   |                           |
| 只見川             | －        | －        | 本名ダム       | 51.5     | 25,769             | 重力式       | 東北電力   |                           |
| 只見川             | －        | －        | 上田ダム       | 34.0     | 20,500             | 重力式       | 東北電力   |                           |
| 只見川             | －        | －        | 宮下ダム       | 53.0     | 20,500             | 重力式       | 東北電力   |                           |
| 只見川             | －        | －        | 柳津ダム       | 34.0     | 24,309             | 重力式       | 東北電力   |                           |
| 只見川             | －        | －        | 片門ダム       | 29.0     | 16,172             | 重力式       | 東北電力   |                           |
| 只見川             | 大津岐川  | －        | 大津岐ダム     | 52.0     | 1,825              | ロックフィル | 電源開発   |                           |
| 只見川             | 伊南川    | 黒谷川    | 黒谷ダム       | 6.0      | －                 | 可動堰       | 電源開発   | ラバーダム                |
| 実川               | －        | －        | 新小荒ダム     | 19.2     | 不詳               | 重力式       | 東北電力   | 再開発中                  |
| 常浪川             | －        | －        | 常浪川ダム     | 66.4     | 33,300             | 重力式       | 新潟県     | 計画中                    |
| 早出川             | －        | －        | 早出川ダム     | 82.5     | 14,900             | 重力式       | 新潟県     |                           |
| 新井郷川           | 福島潟    | －        | 福島潟放水路   | －       | －                 | 放水路       | 新潟県     |                           |
| 小阿賀野川         | －        | －        | 満願寺閘門     | －       | －                 | 水門         | 新潟県     |                           |

（注1）黄色欄は建設中・計画中・再開発中のダム（2006年現在）
（注2）桧原湖・小野川湖・秋元湖は元来磐梯山噴火によって形成された堰止湖である。秋元湖は東京電力によってダムが設けられたが1989年（平成元年）8月の水害で三湖は著しい被害を流域に与えたため、福島県による治水事業が1997年（平成9年）から実施され、この際に洪水調節・不特定利水・水力発電を目的とした多目的ダムとして再開発された。この時に裏磐梯三湖にはダム（河川法上では堰の扱い）が建設されている。

#### 阿賀野川水系のダム

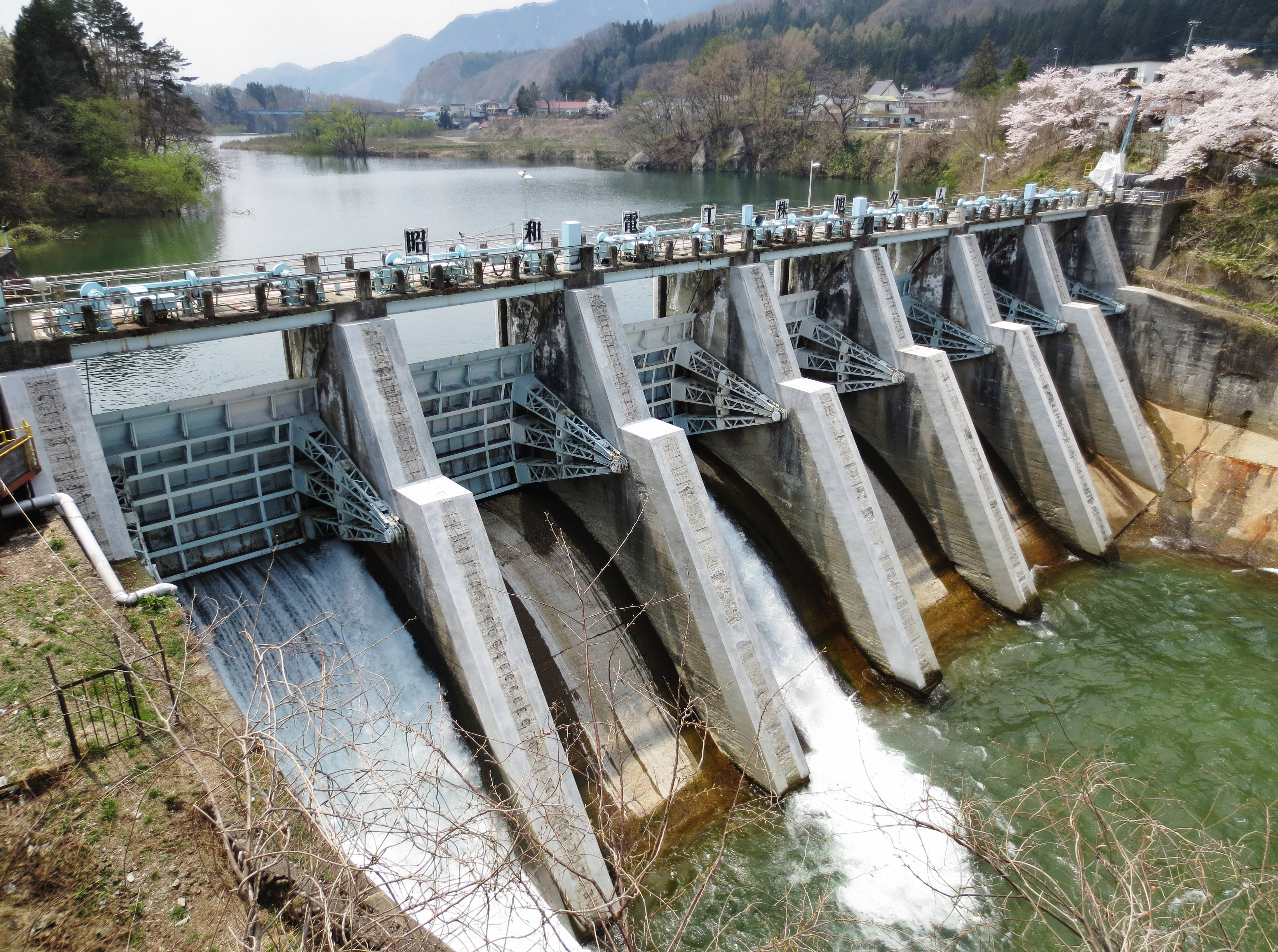
旭ダム（阿賀野川）
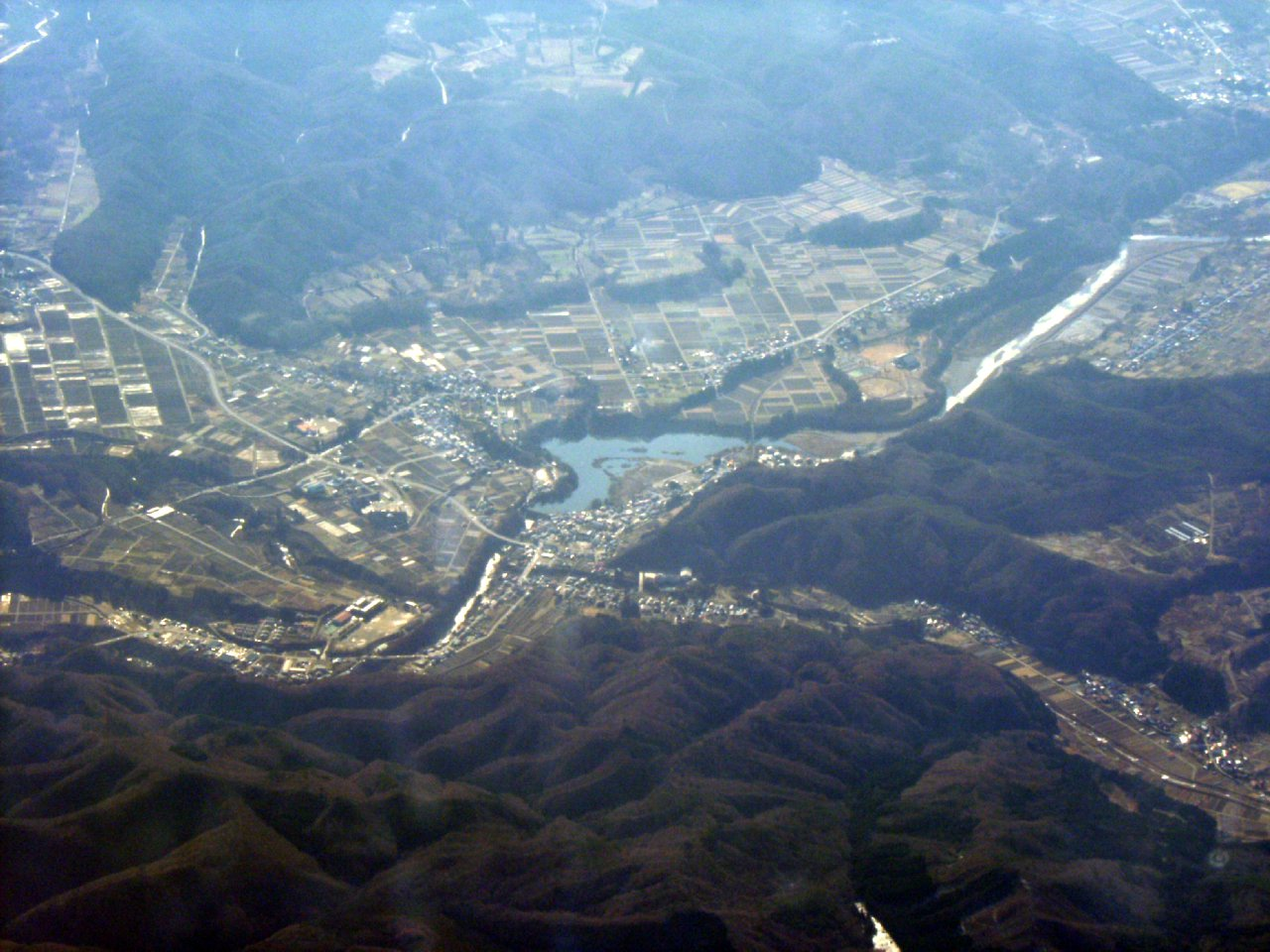
旭ダム湖
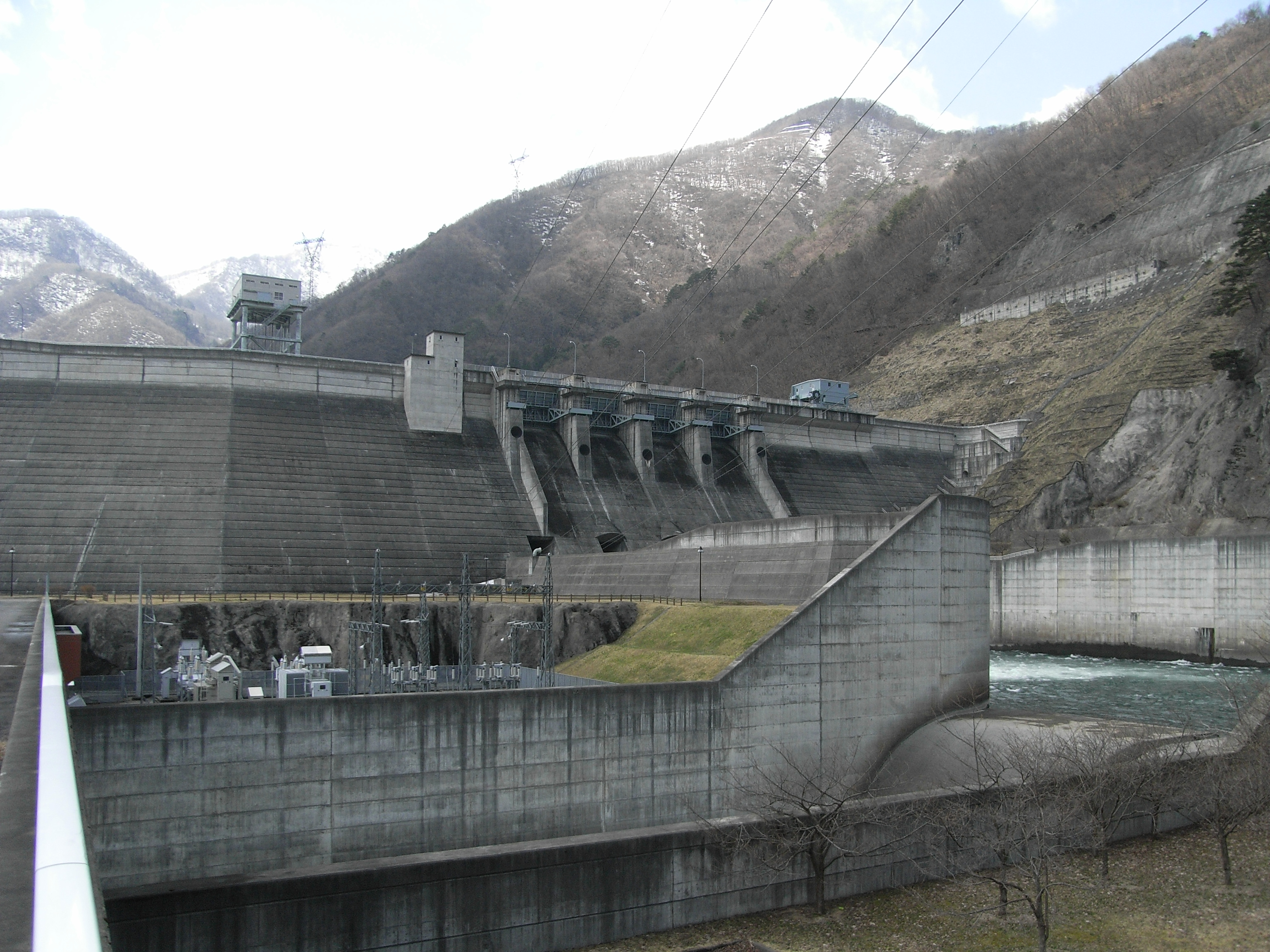
大川ダム（阿賀野川）
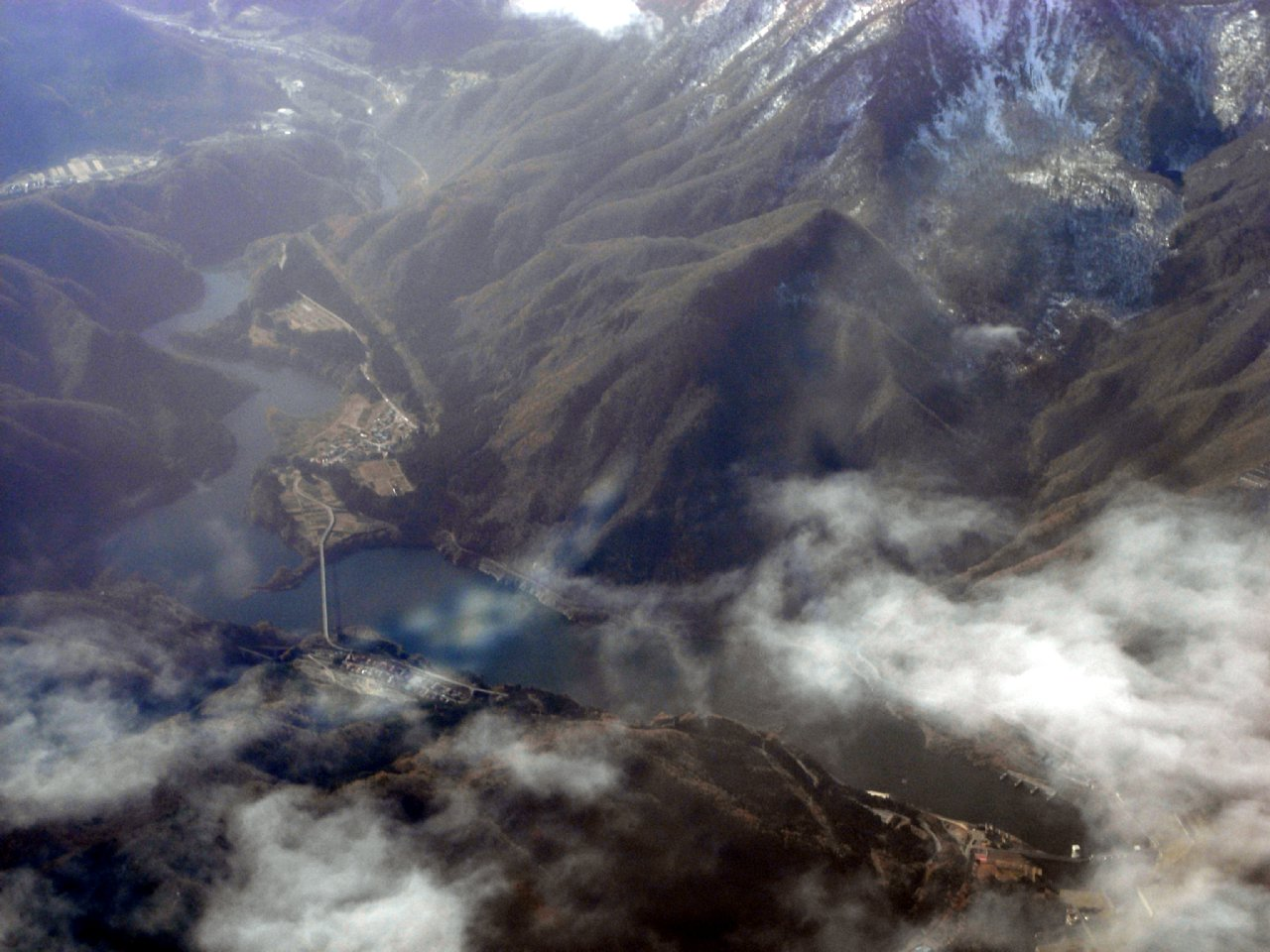
大川ダム湖。右下にダムがある。
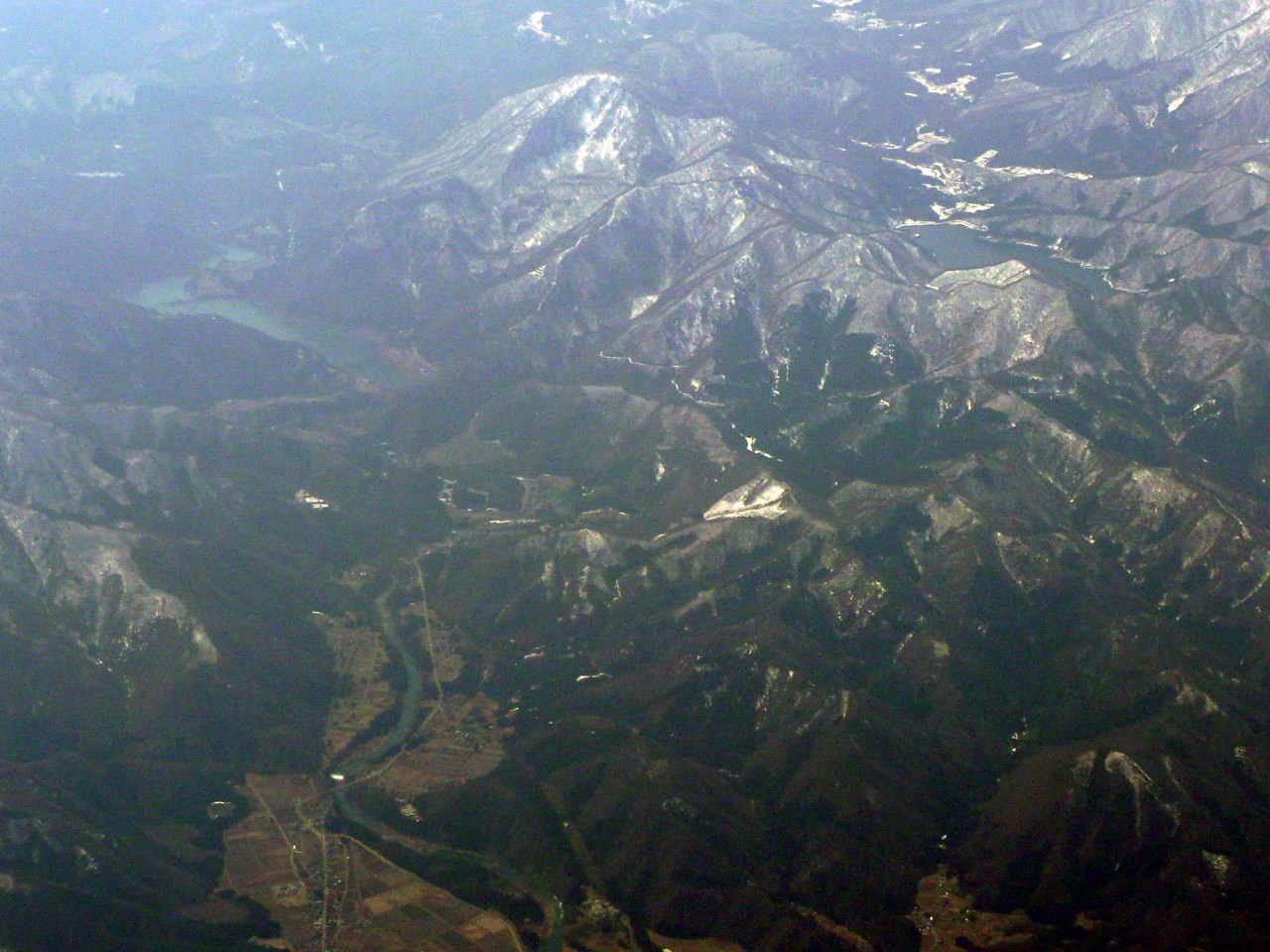
下郷発電所上池下池
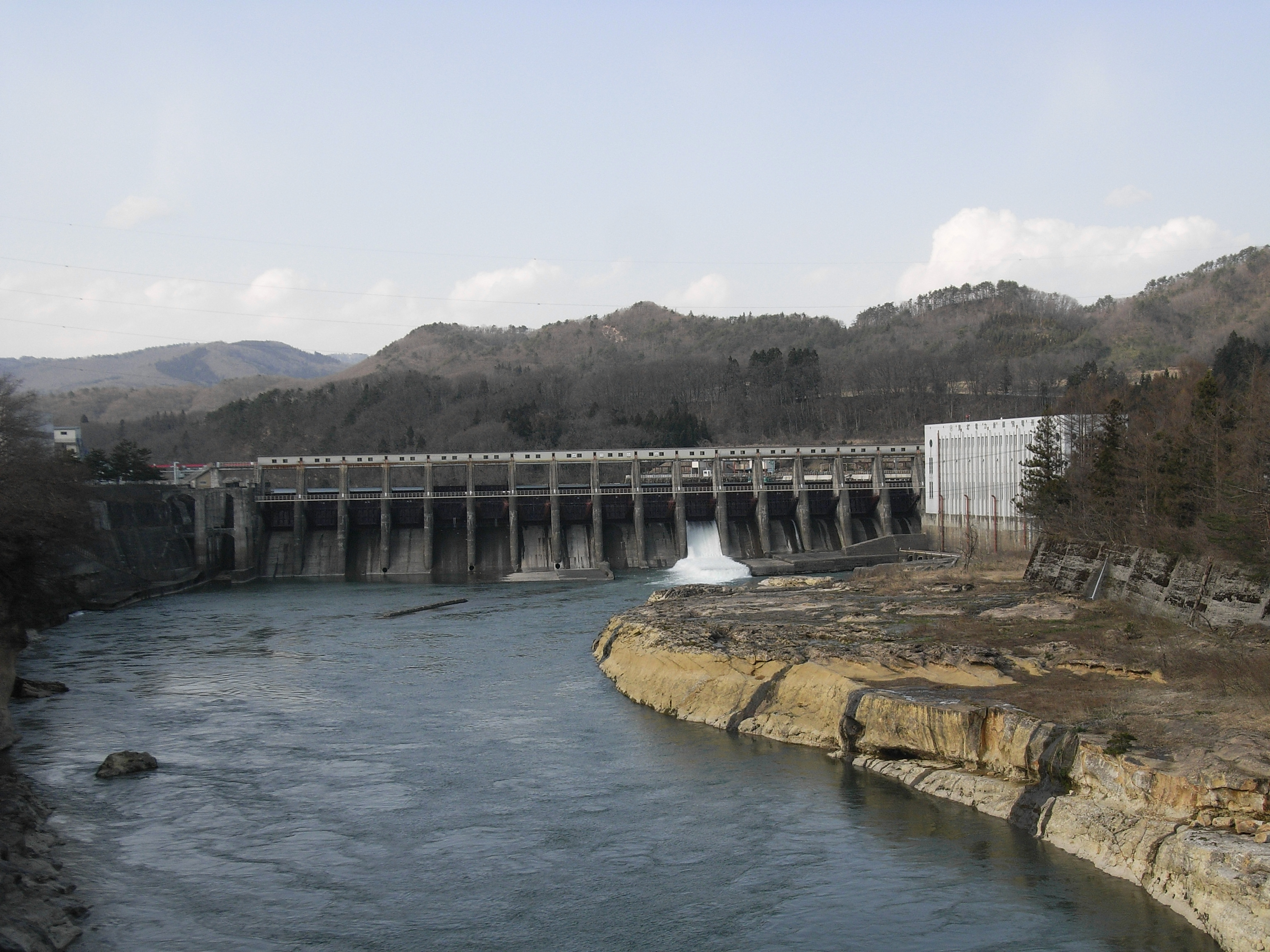
新郷ダム（阿賀野川）
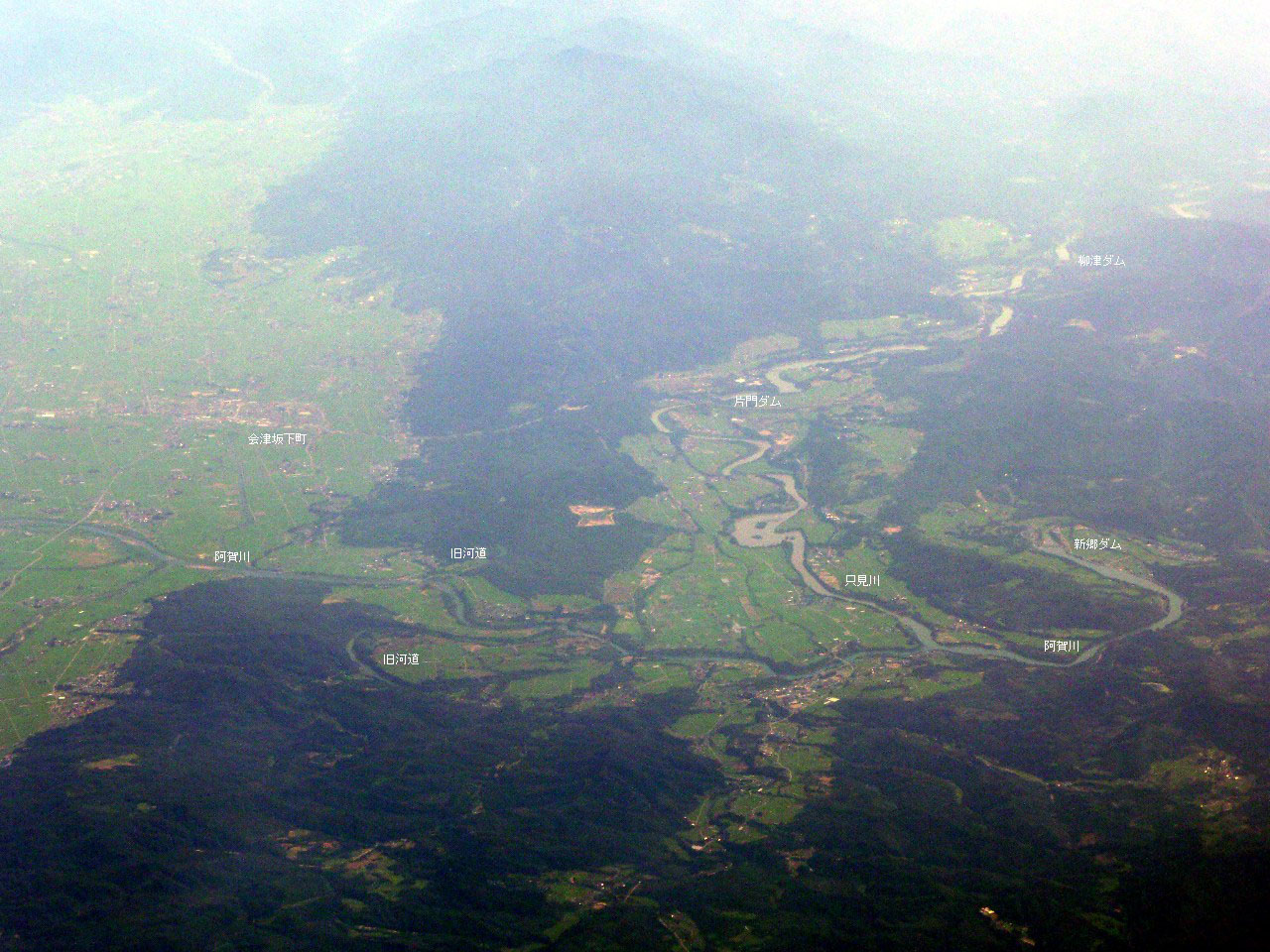
新郷ダム湖と阿賀川、只見川合流点
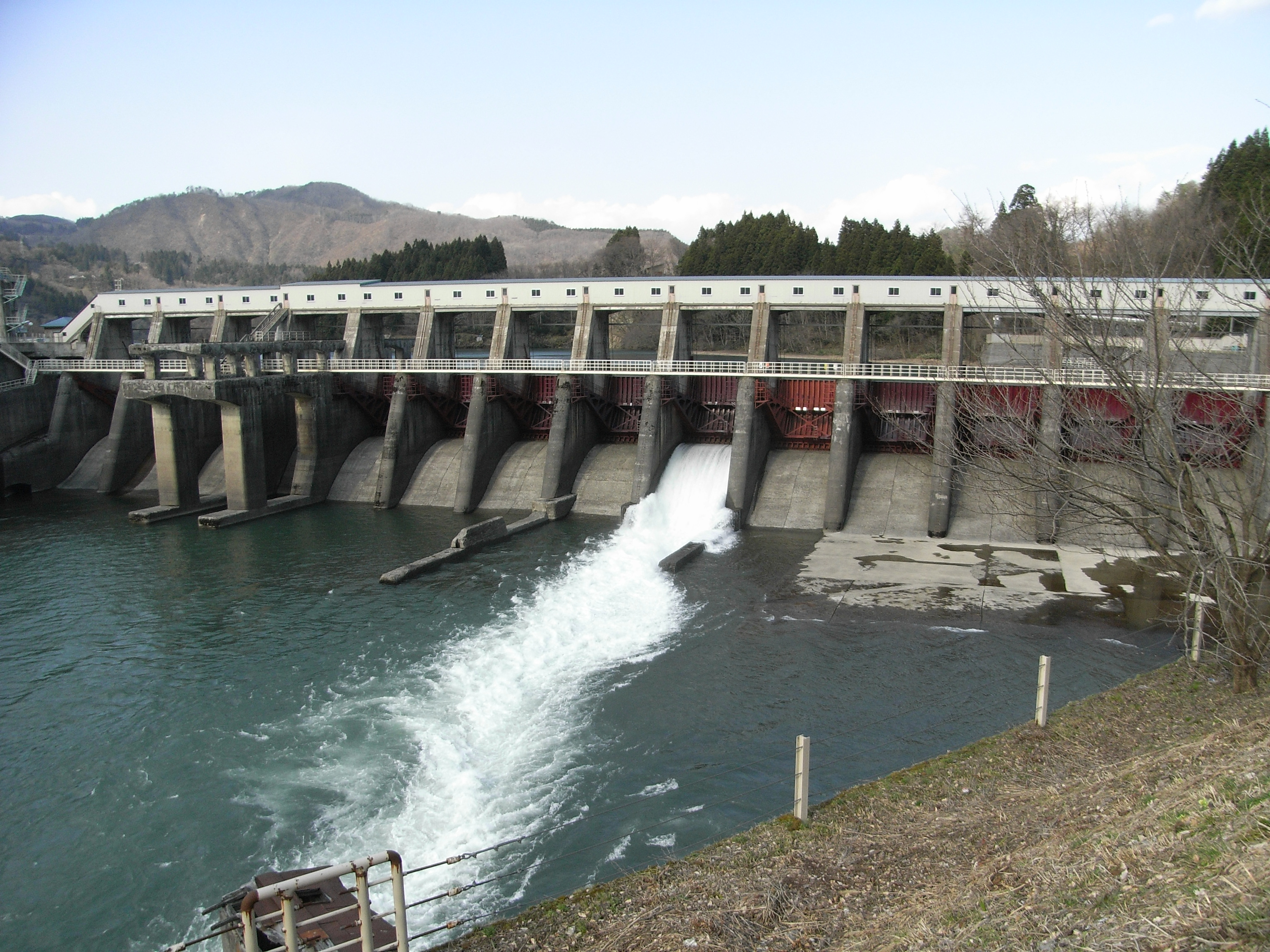
山郷ダム（阿賀野川）
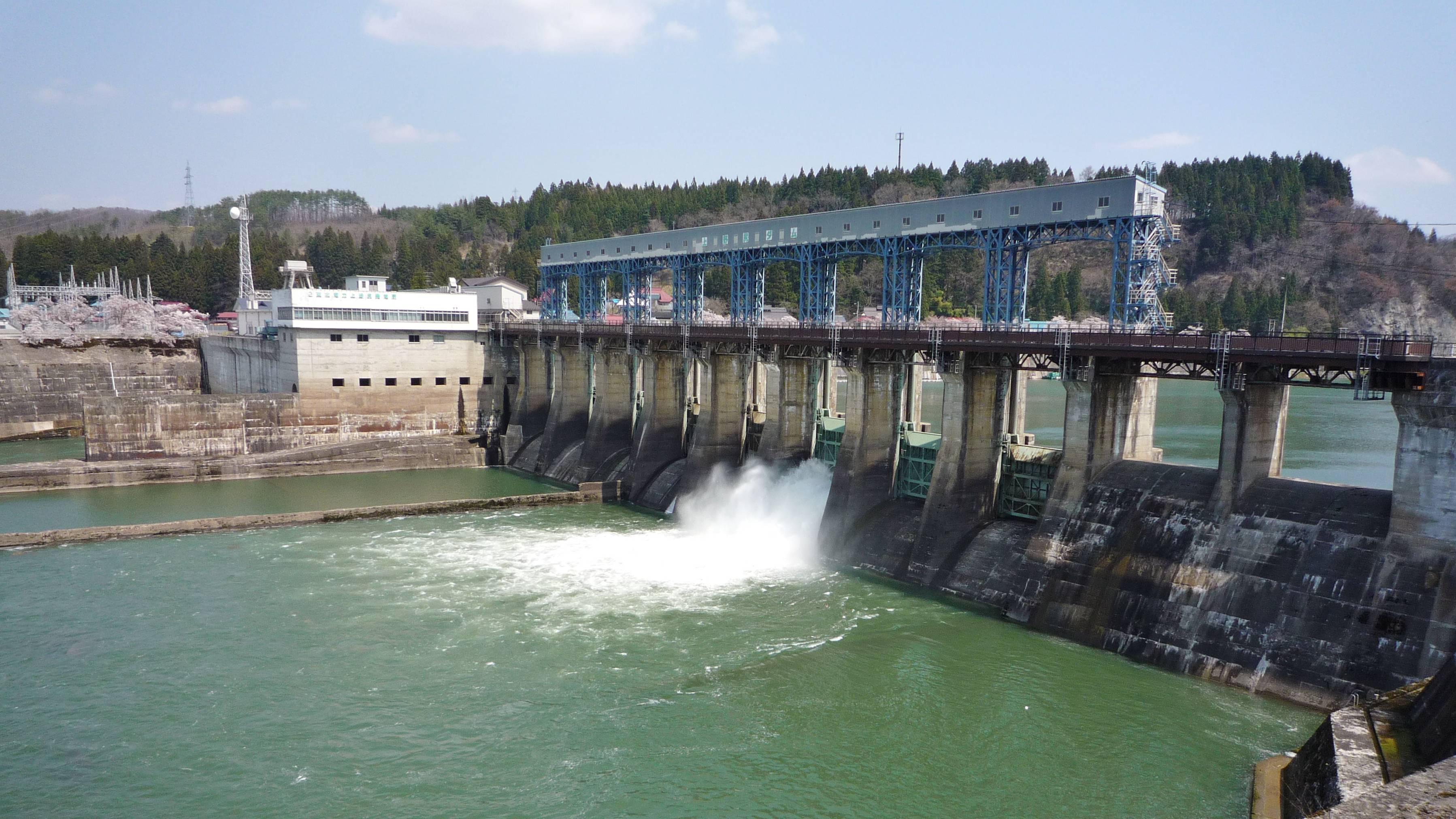
上野尻ダム（阿賀野川）
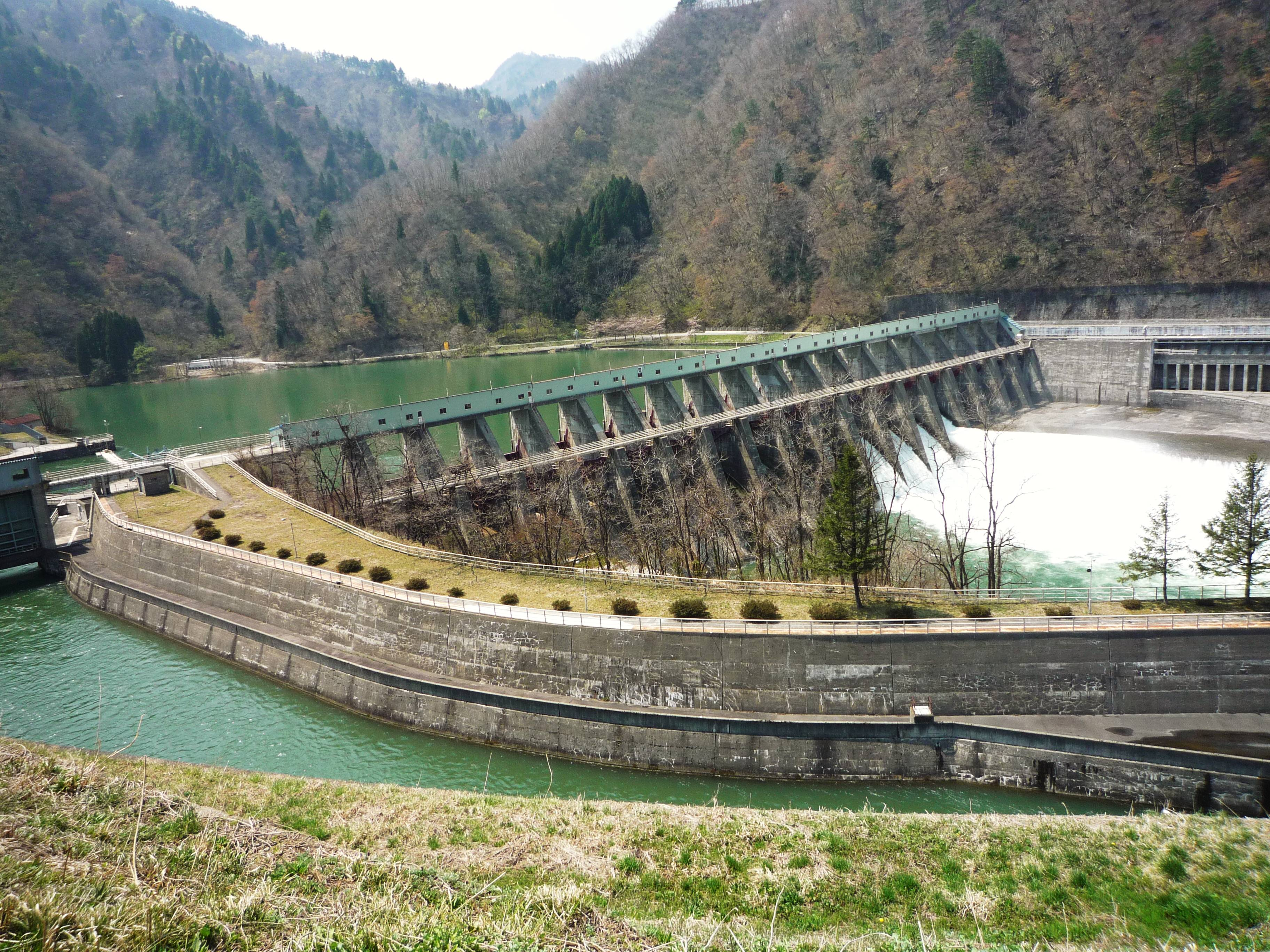
豊実ダム（阿賀野川）
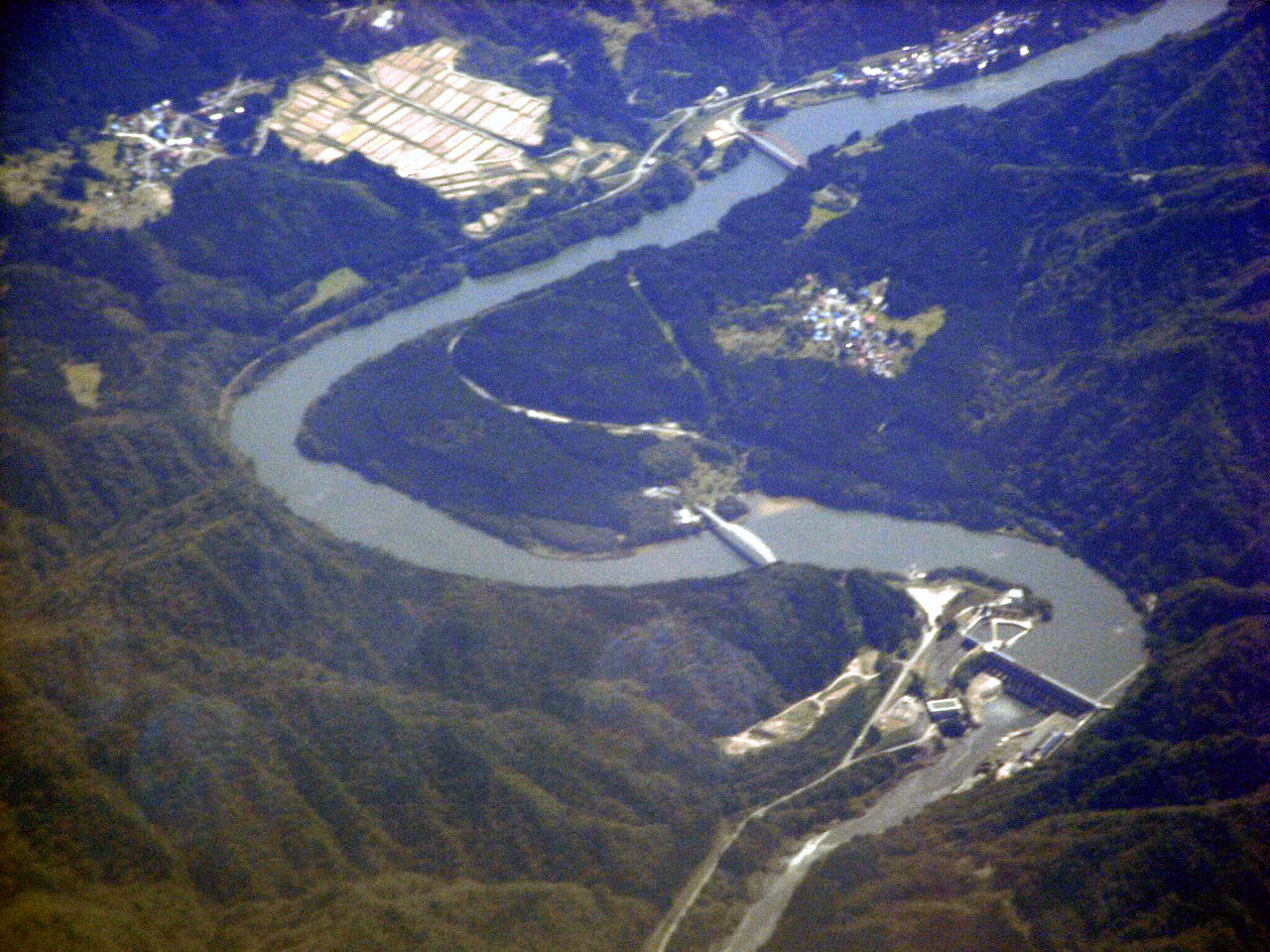
豊実ダム
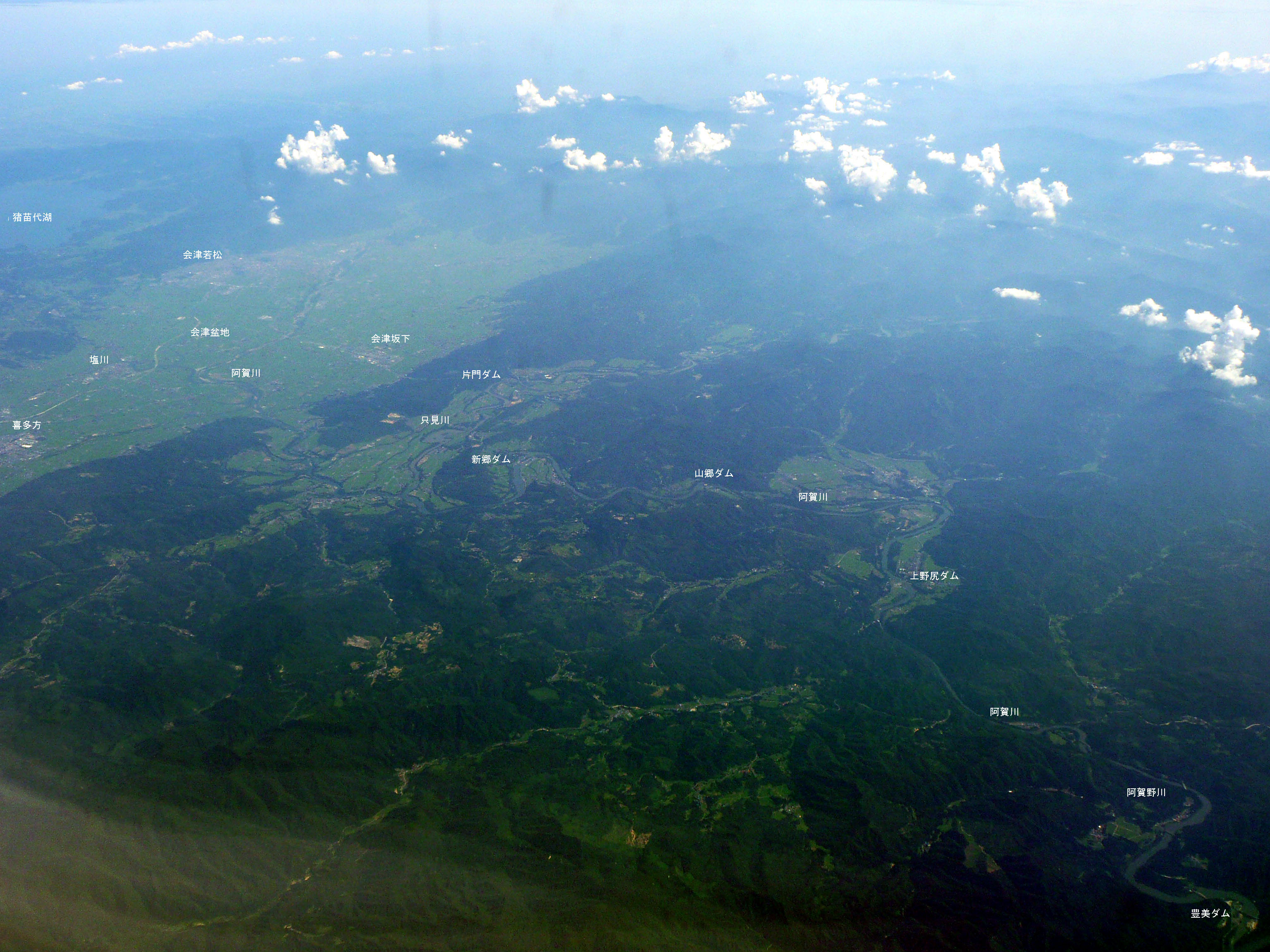
阿賀野川中流域の発電用ダム群
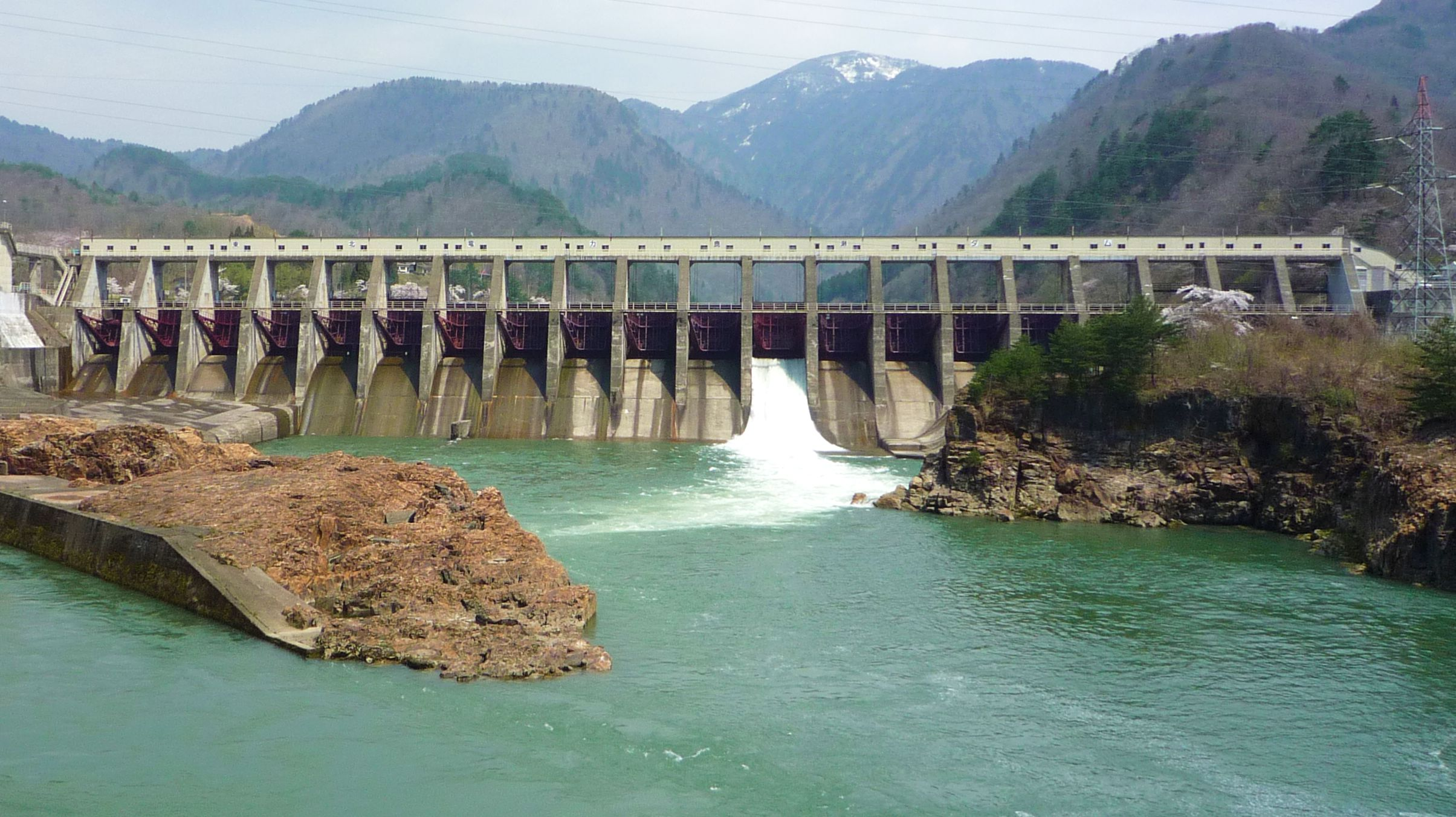
鹿瀬ダム（阿賀野川）
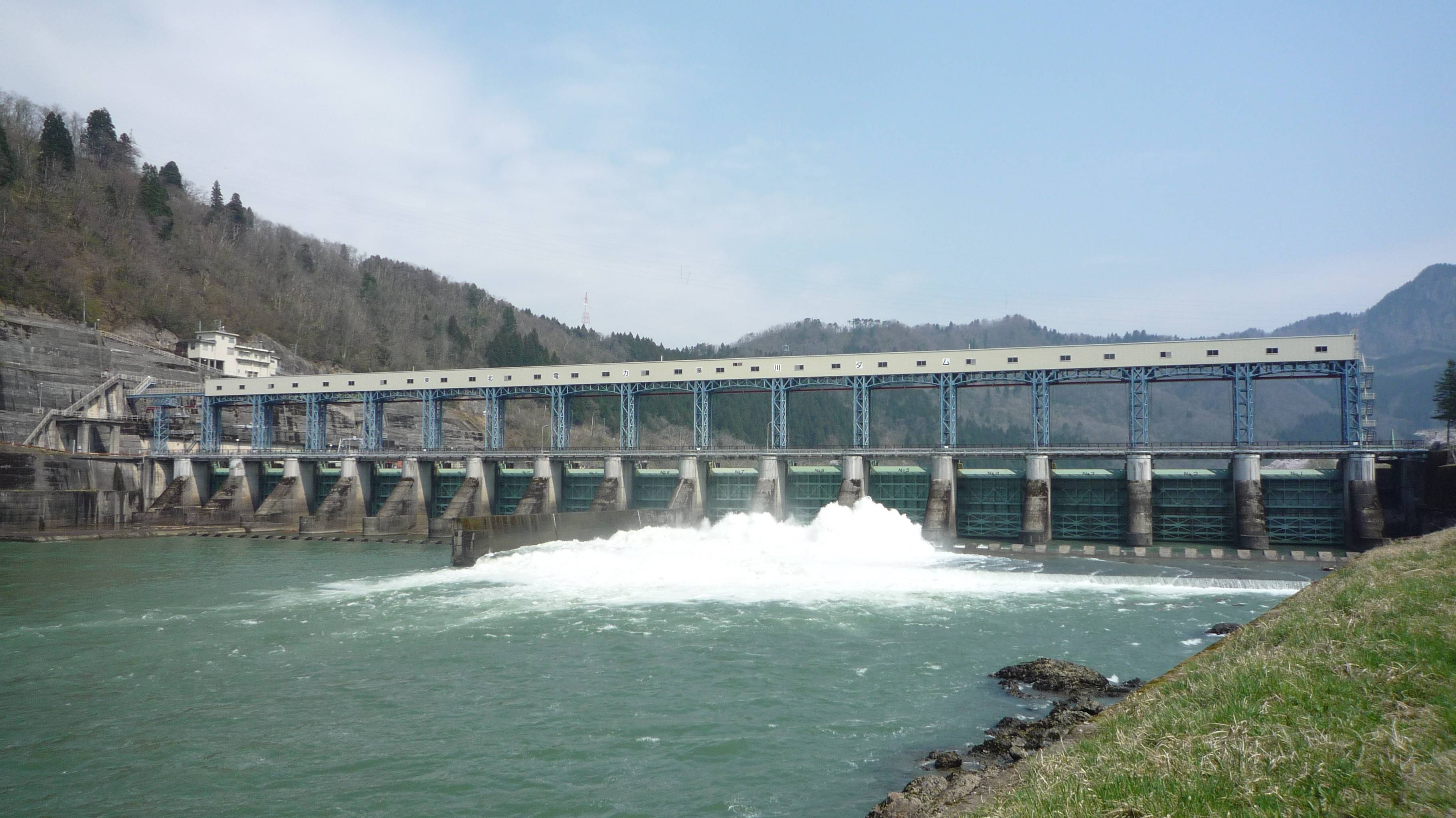
揚川ダム（阿賀野川）
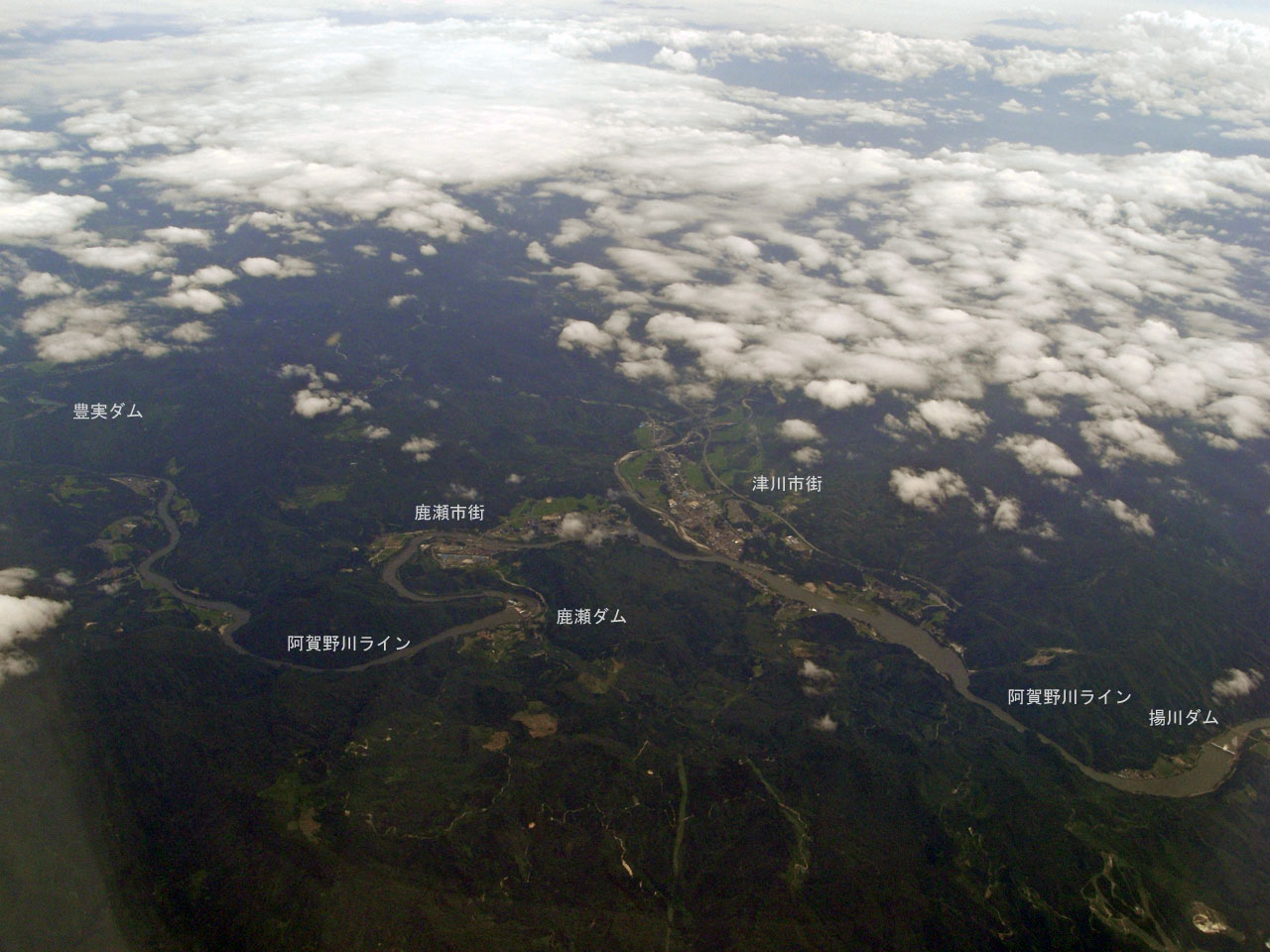
左手上流から豊美・鹿瀬・揚川の各ダムを望む。
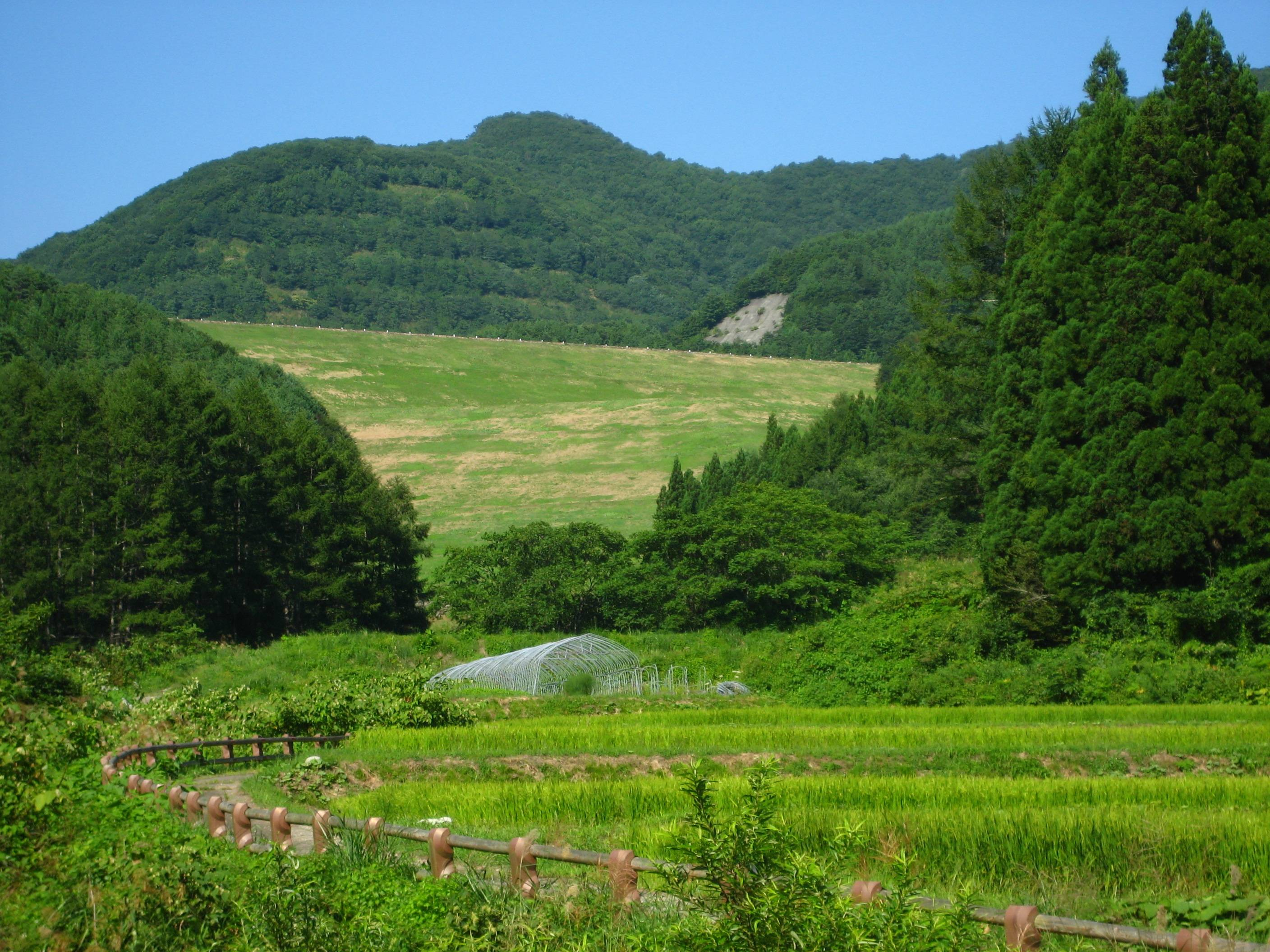
大内ダム（小野川）
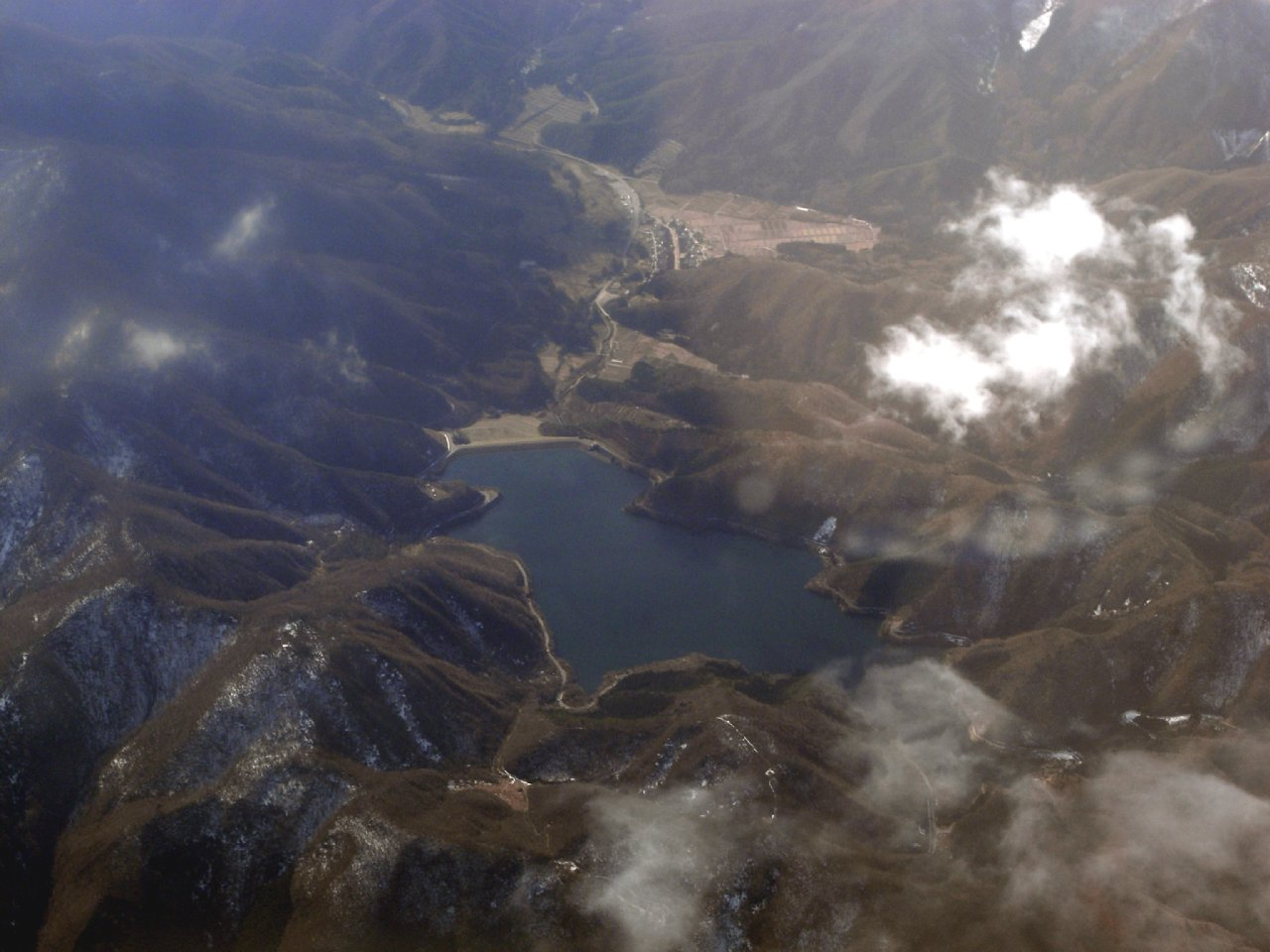
大内ダム湖。 ダムのすぐ下流側に大内宿が見える。
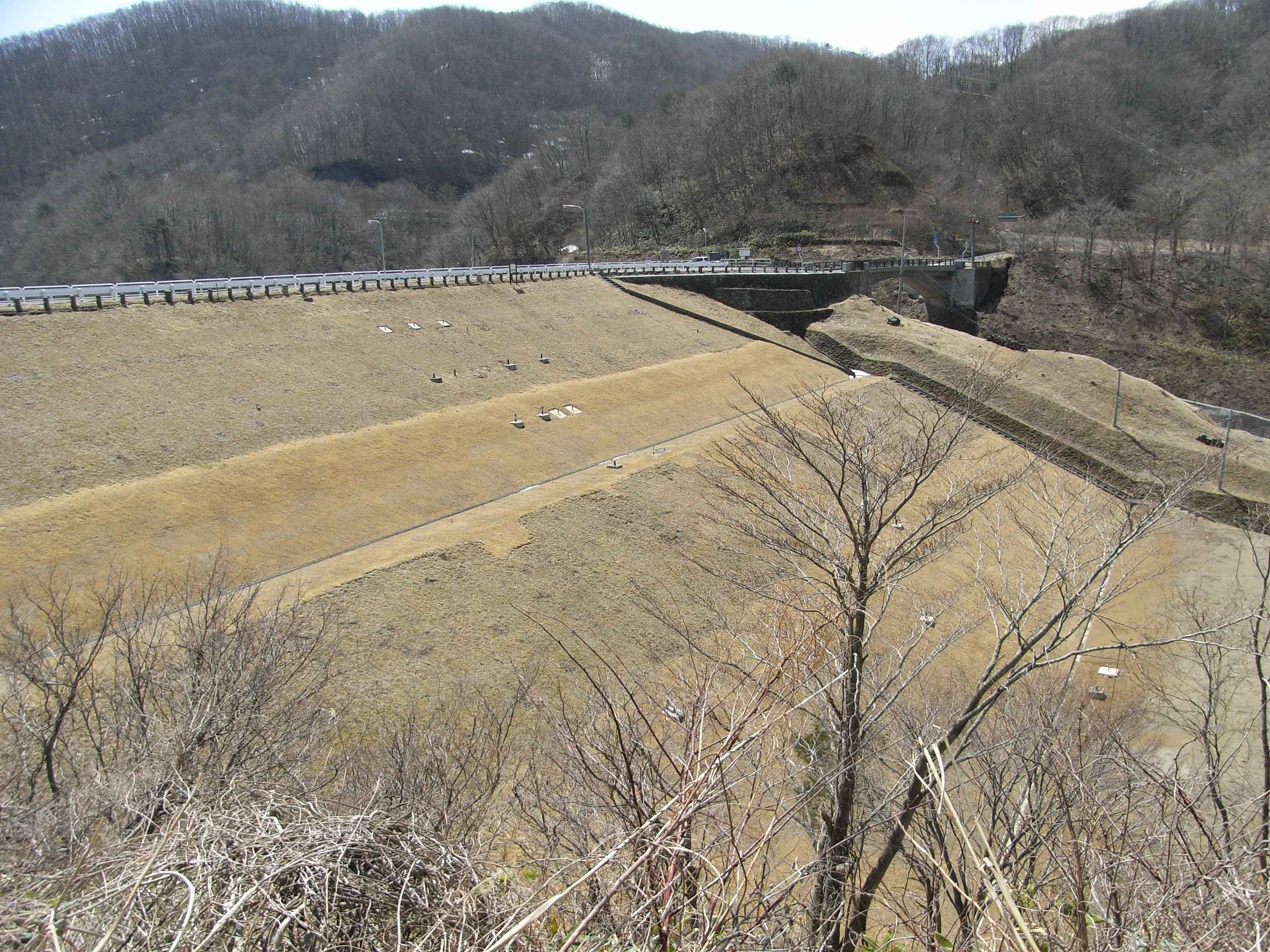
羽鳥ダム（鶴沼川）
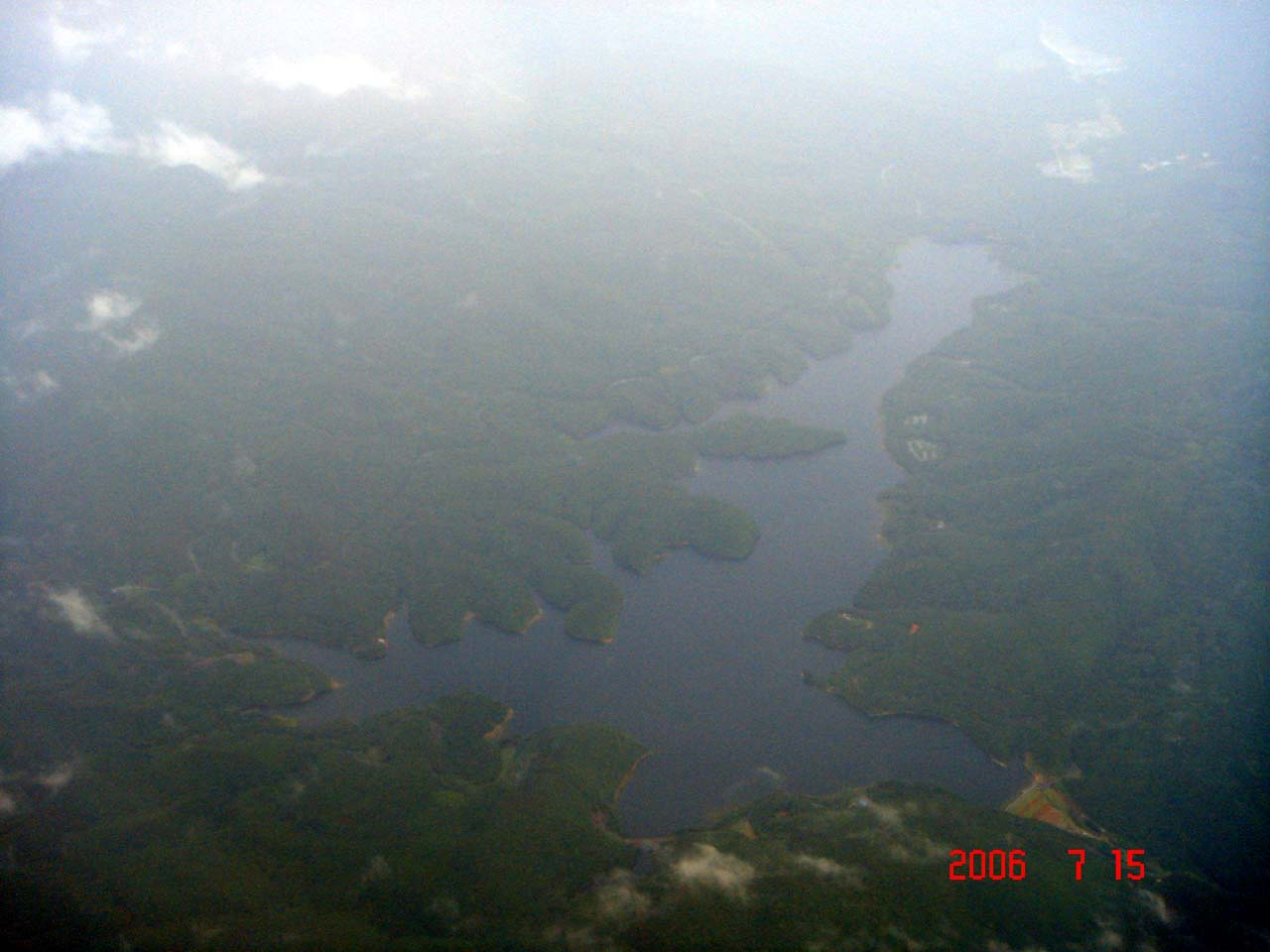
羽鳥湖。 ダムは右下の茶色の部分。
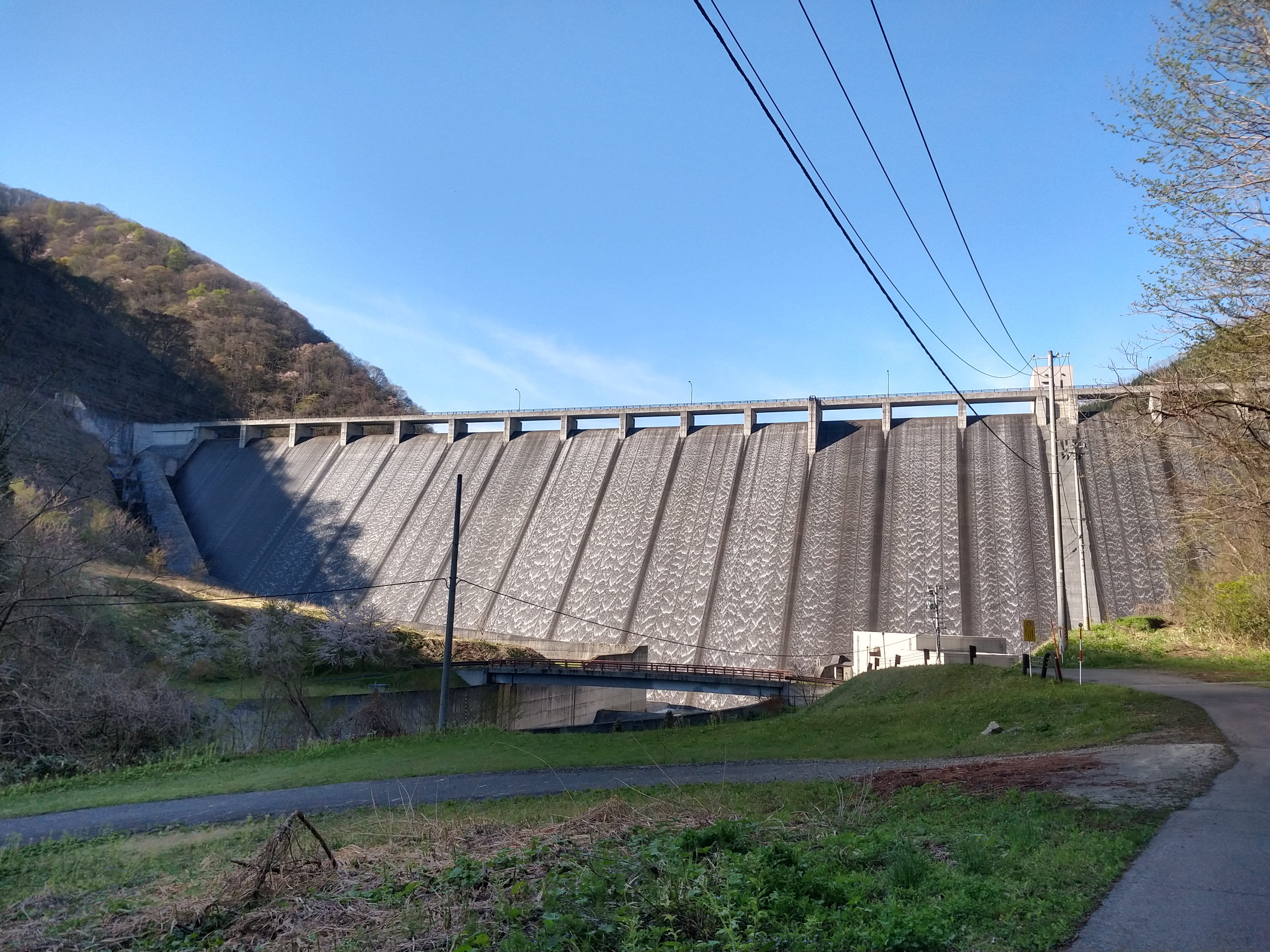
新宮川ダム（宮川）
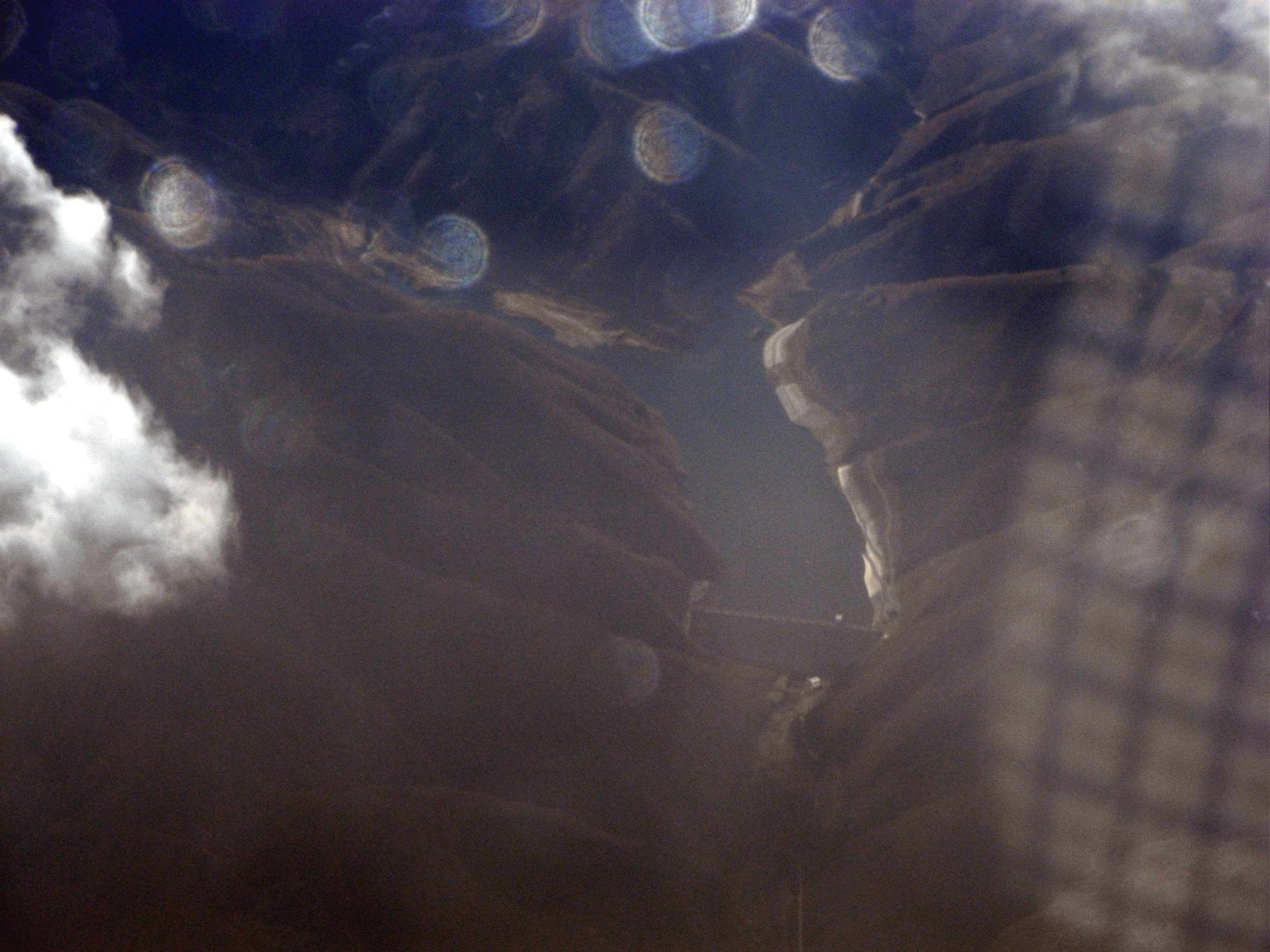
新宮川ダム湖
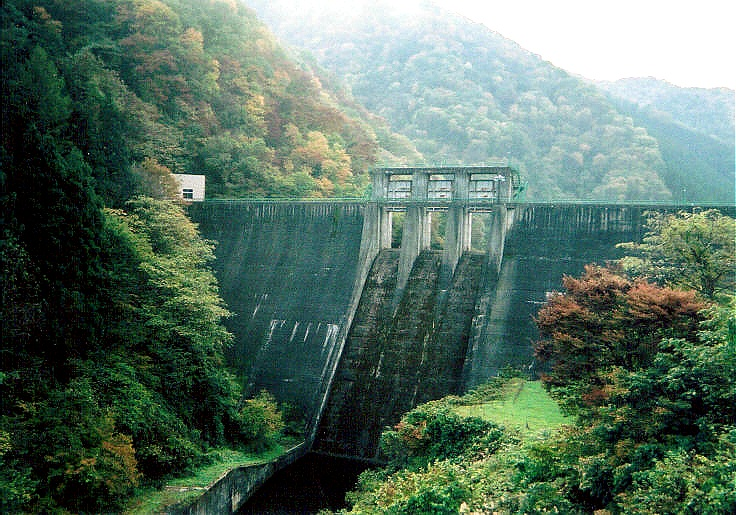
宮川ダム（宮川）
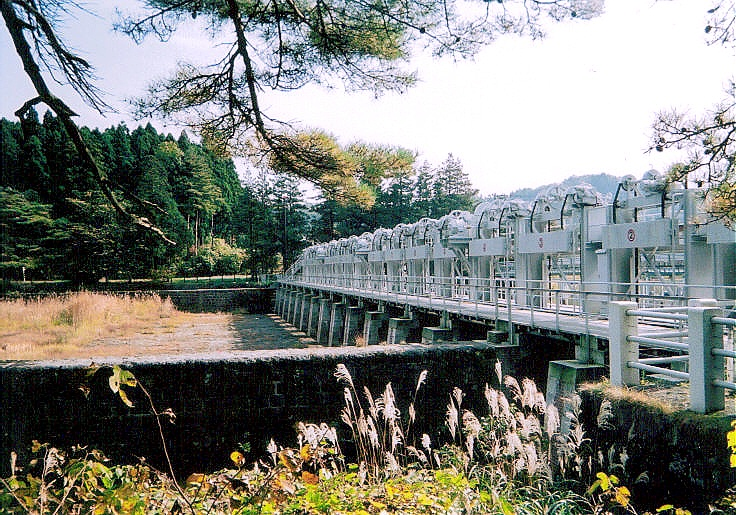
十六橋水門（日橋川）
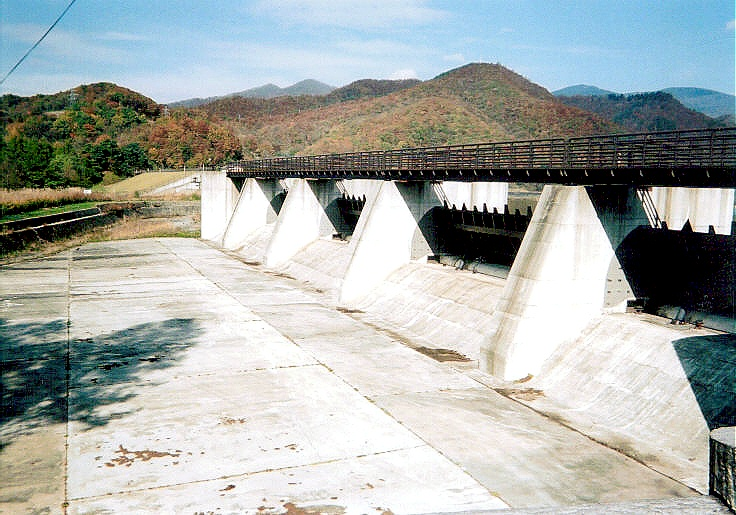
秋元湖ダム（長瀬川）
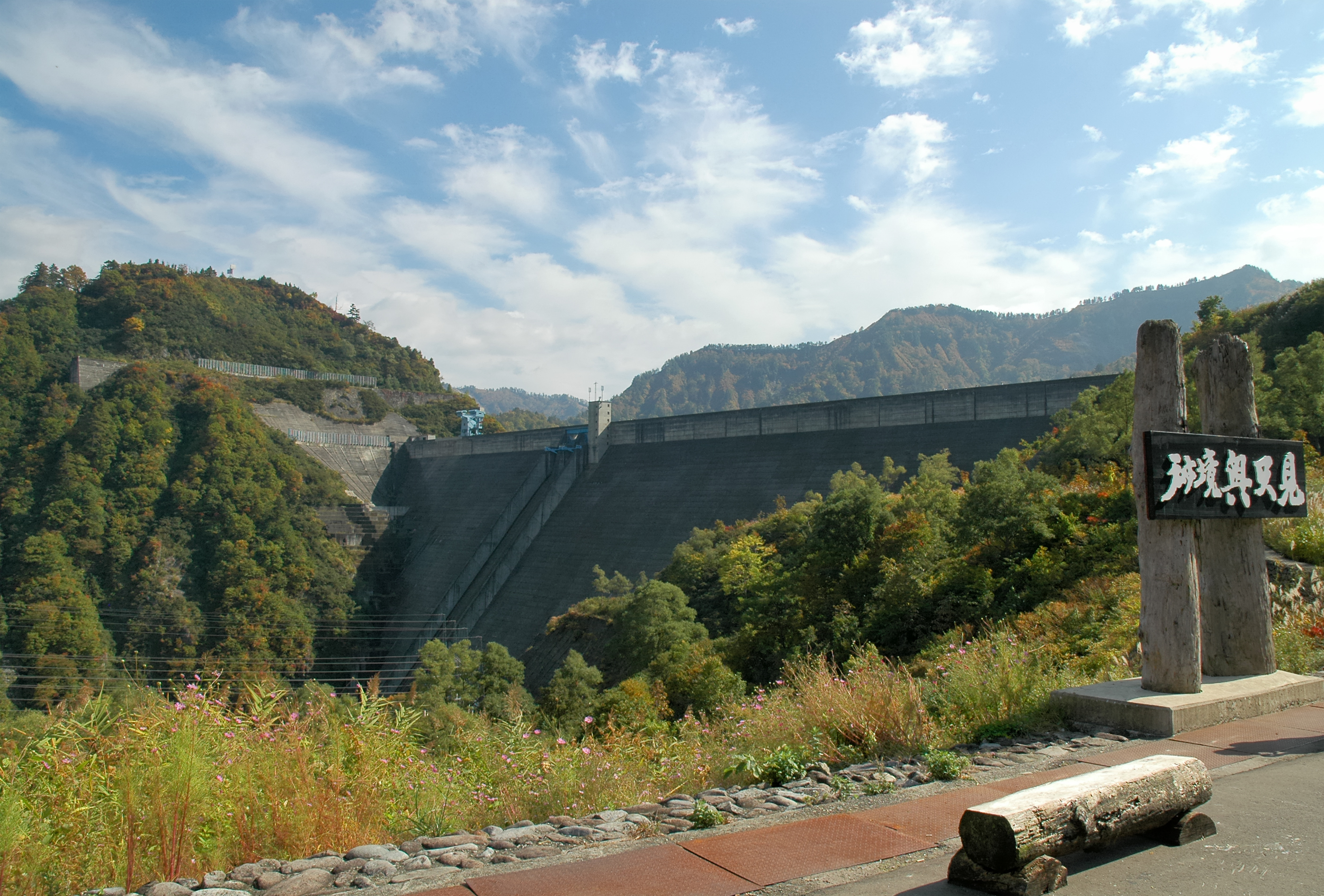
奥只見ダム（只見川）
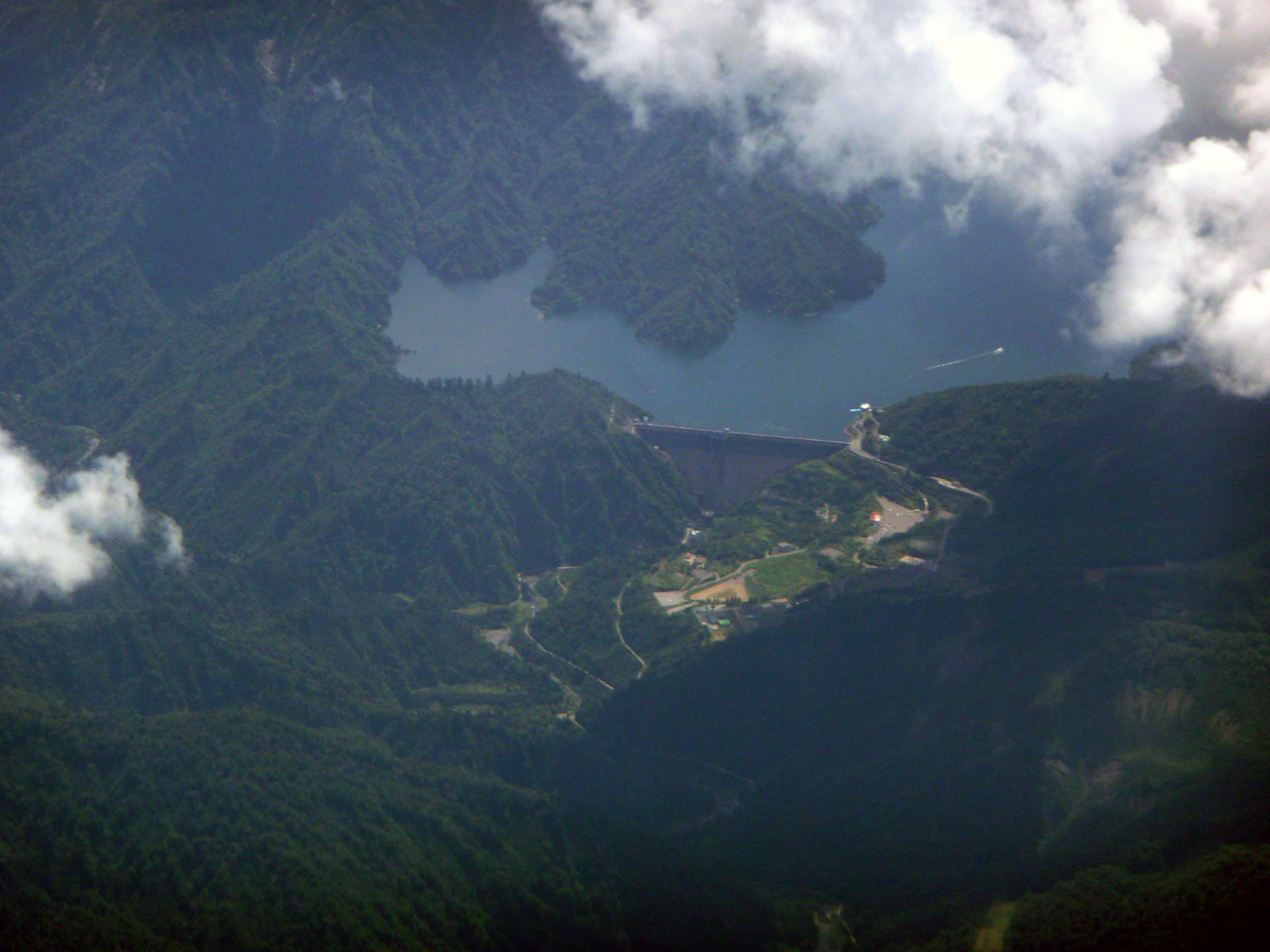
奥只見ダム
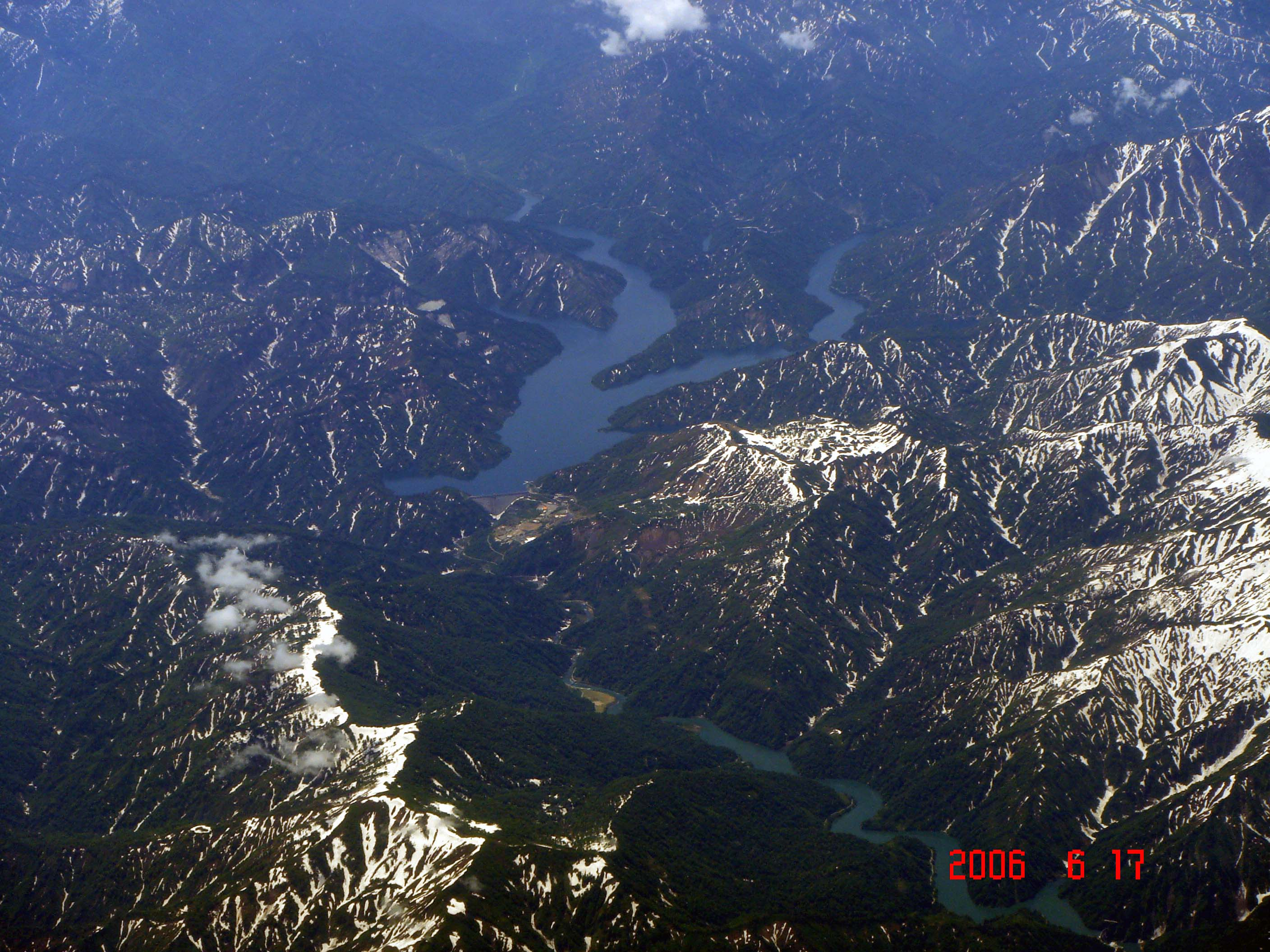
大鳥ダムと大鳥ダム湖（右下）
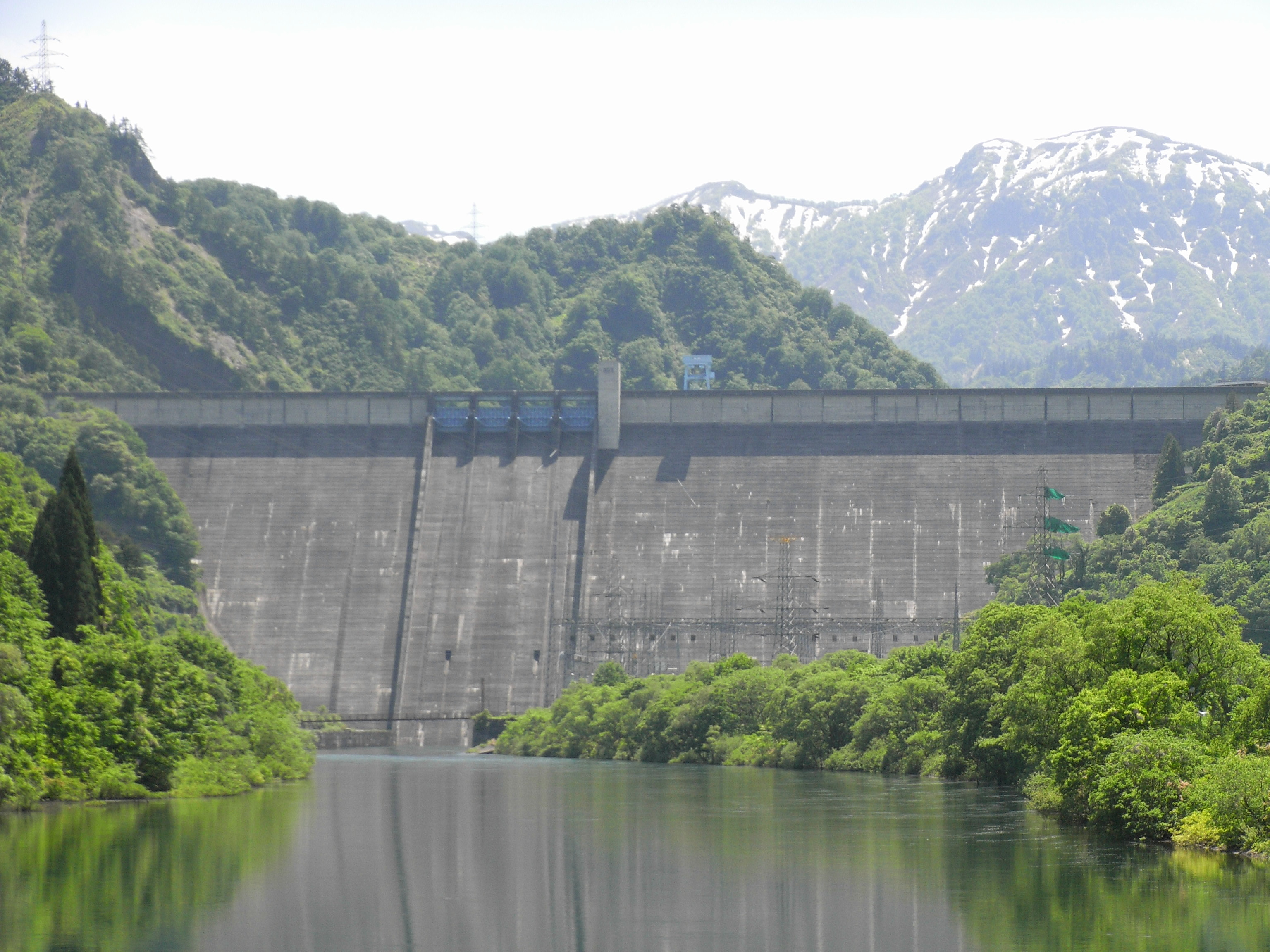
田子倉ダム（只見川）
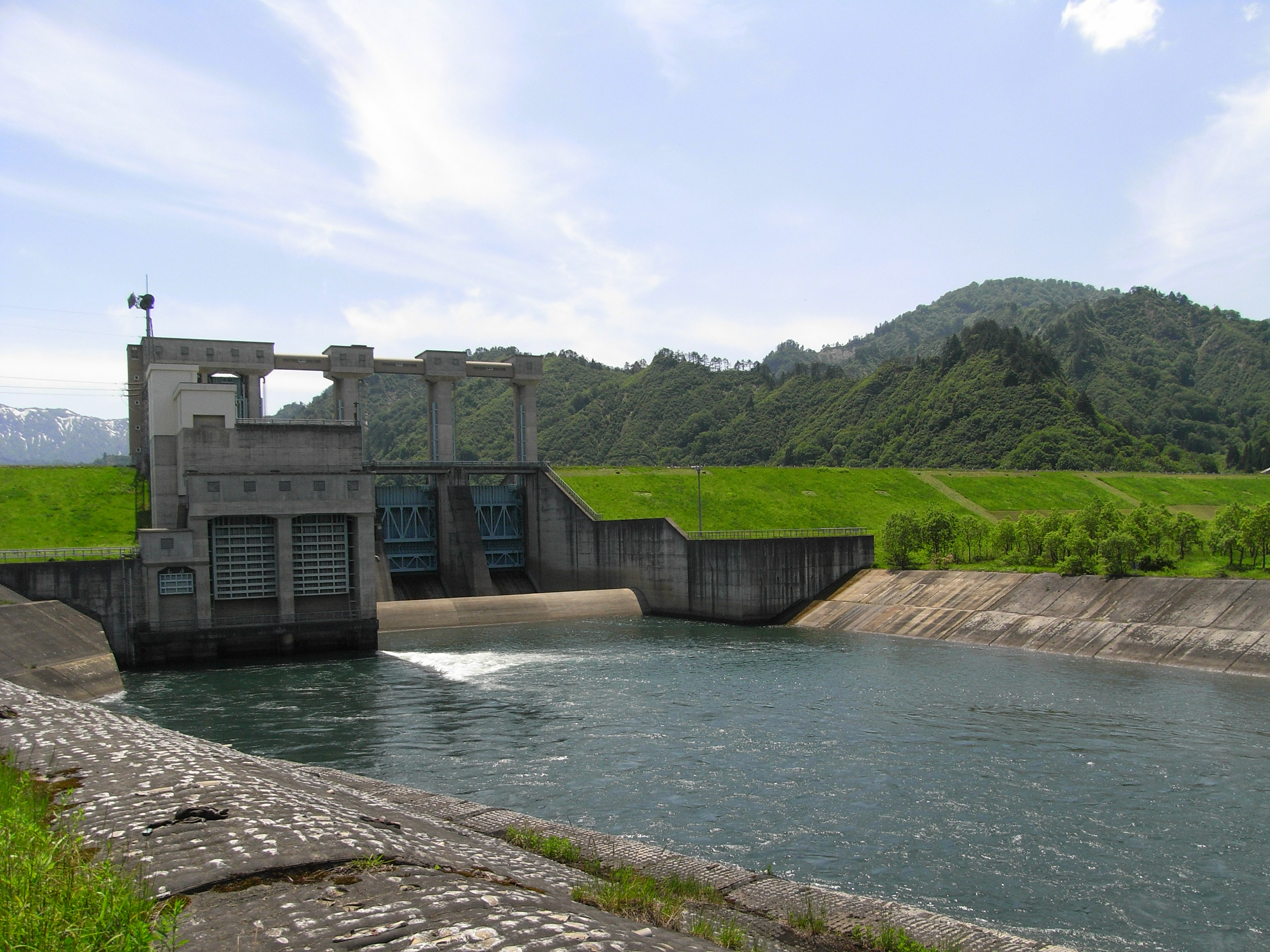
只見ダム（只見川）
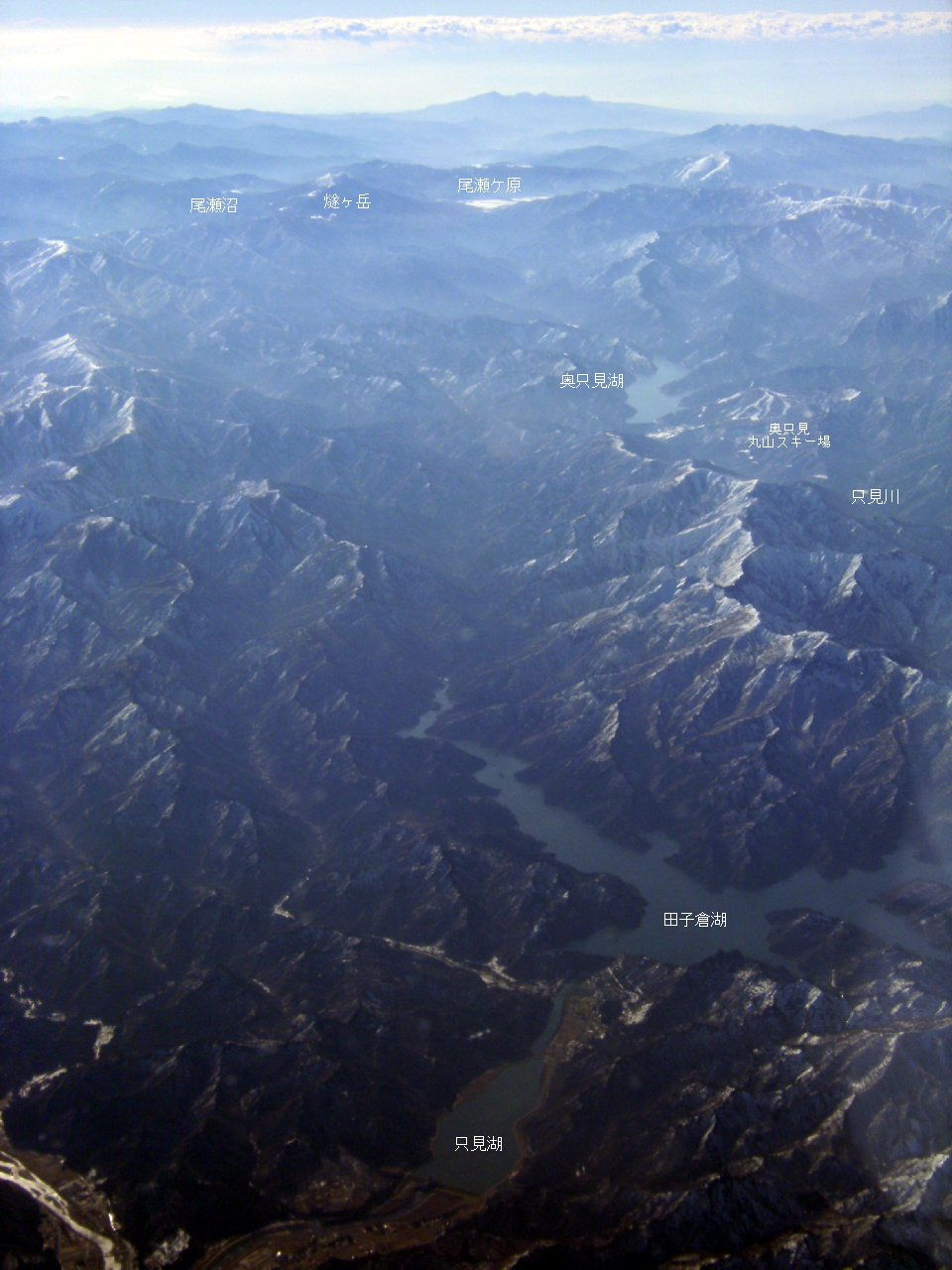
上流から奥只見ダム湖・田子倉ダム湖・只見ダム湖を望む。
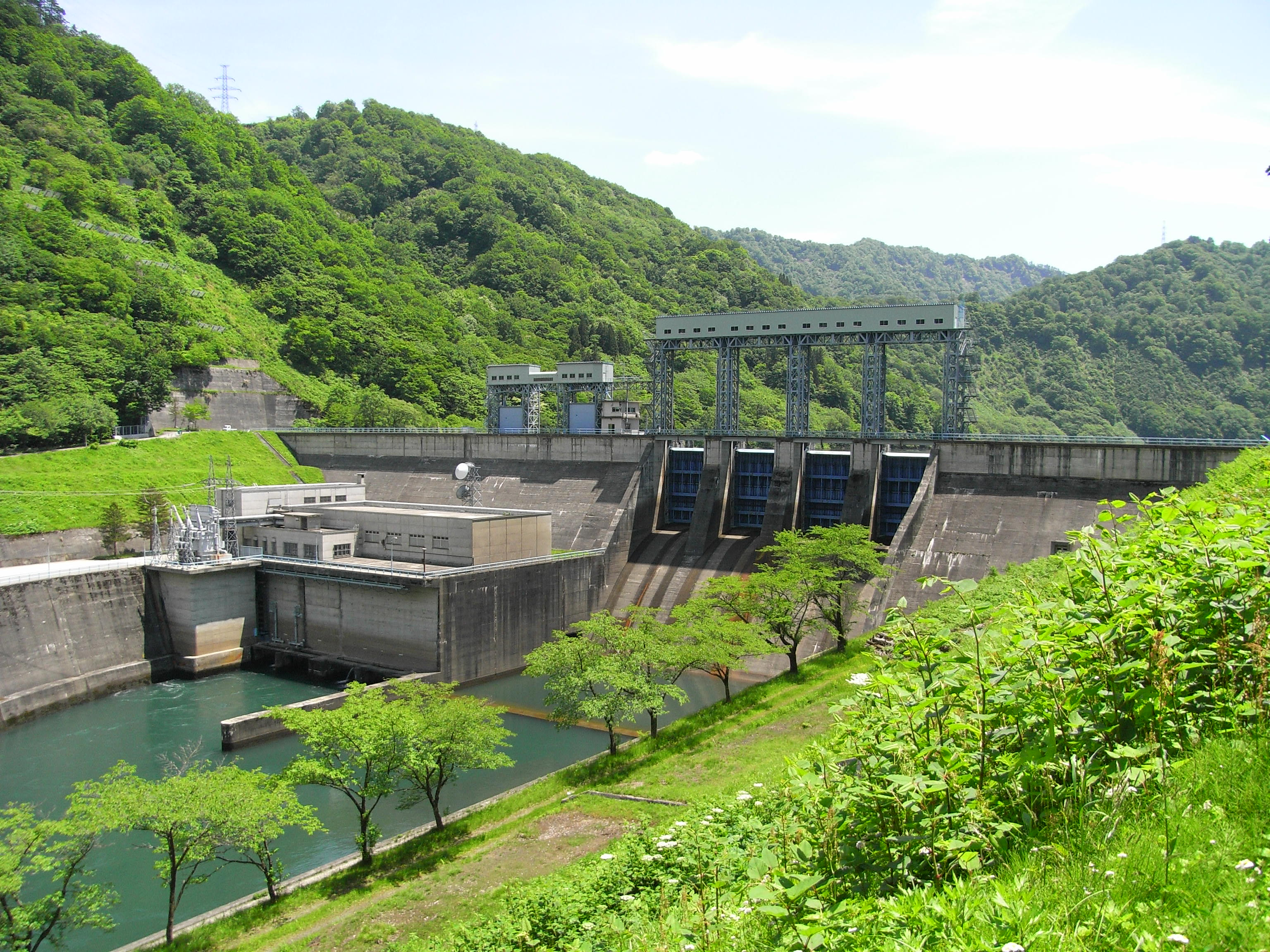
滝ダム（只見川）
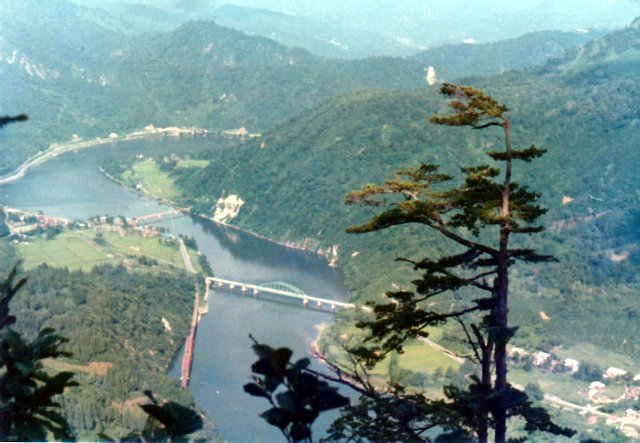
滝ダム湖
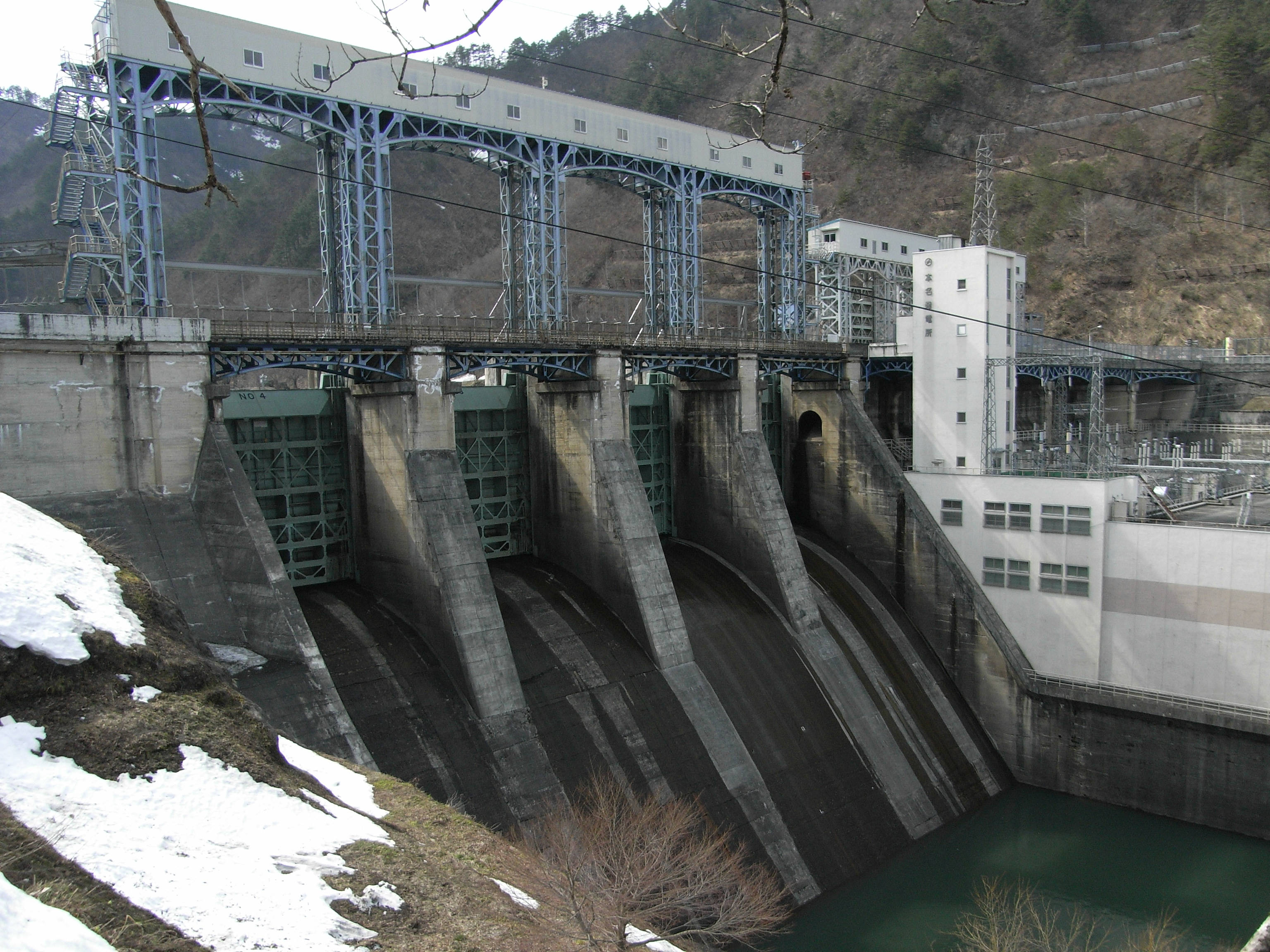
本名ダム（只見川）
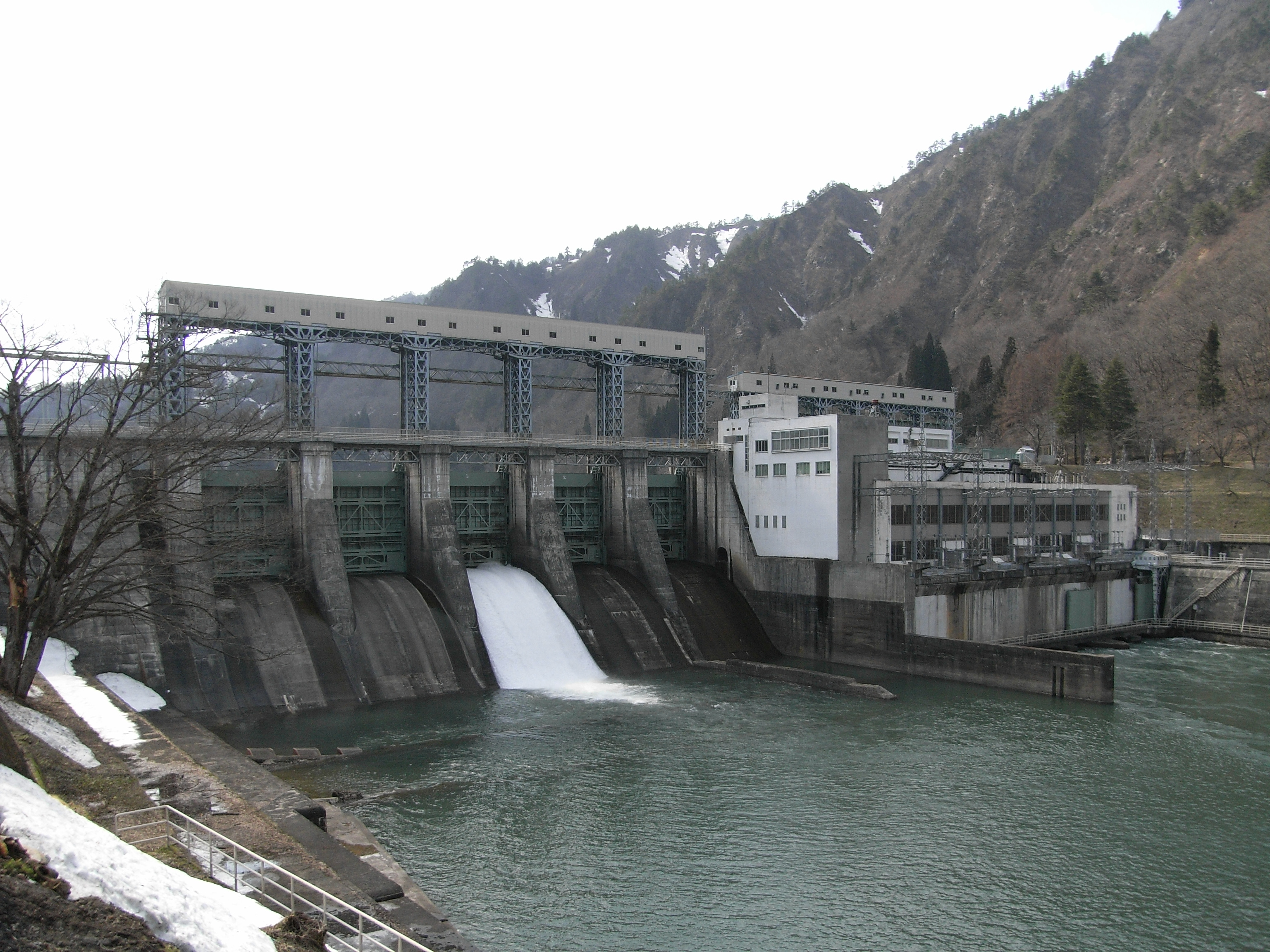
上田ダム（只見川）
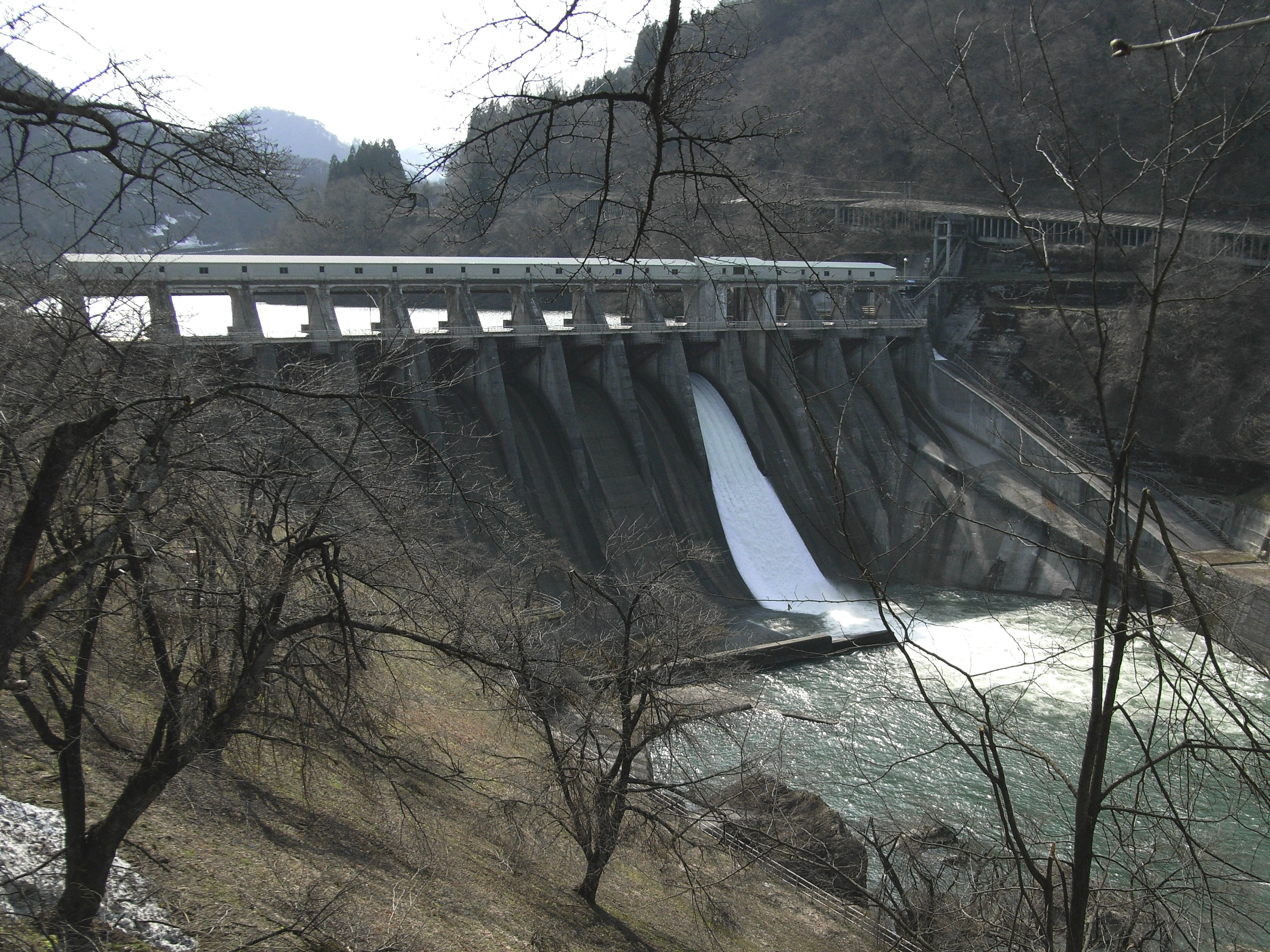
宮下ダム（只見川）
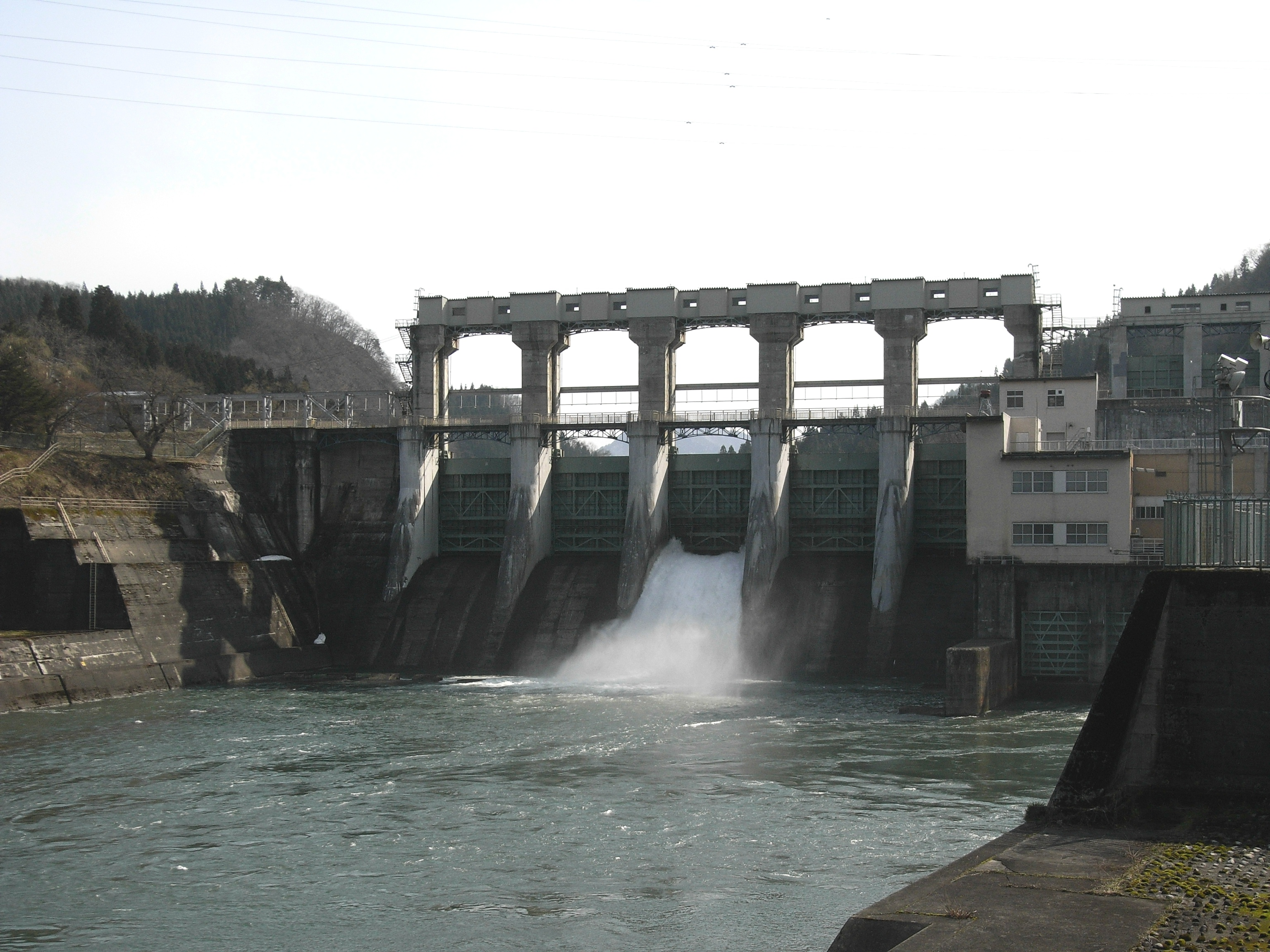
柳津ダム（只見川）
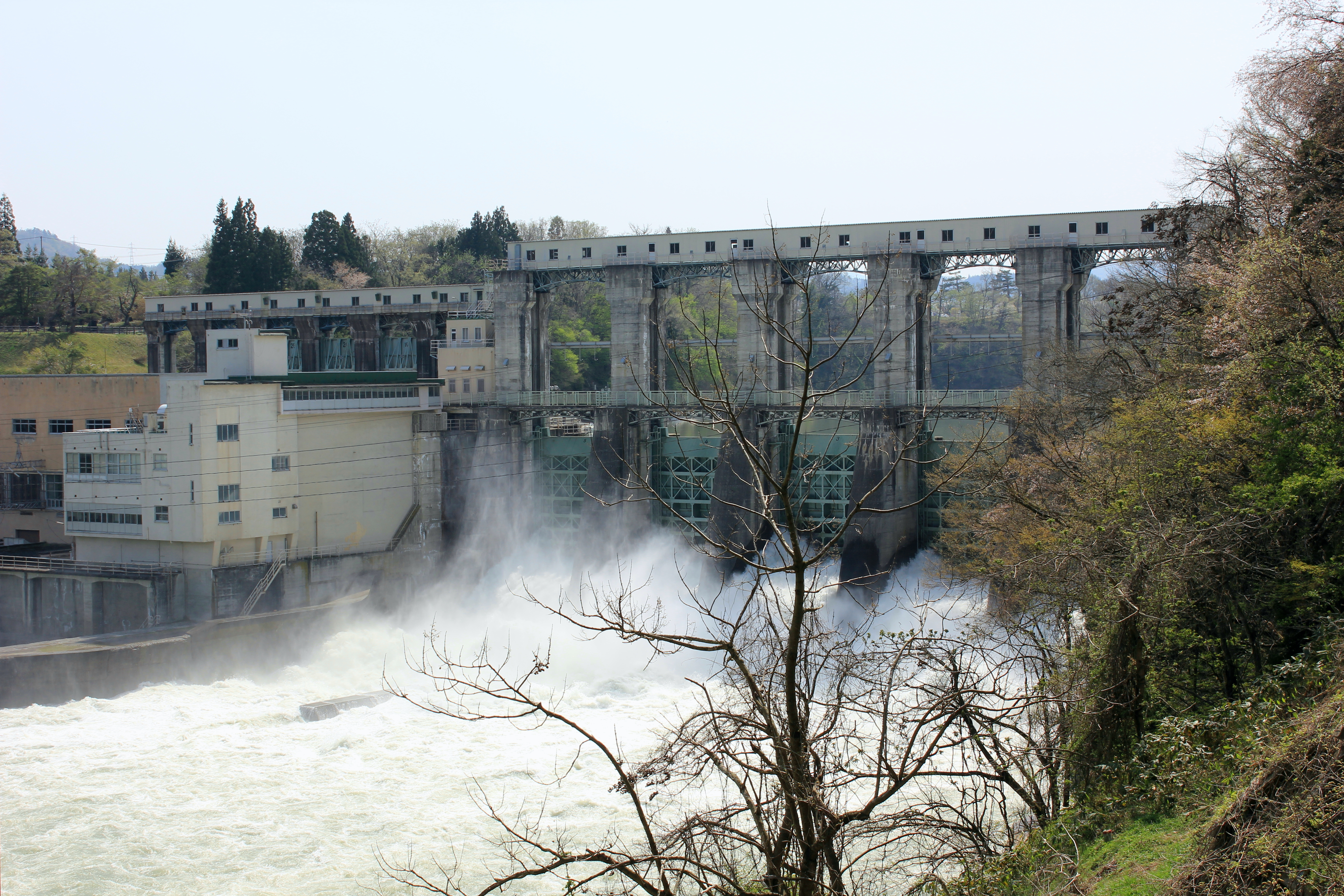
片門ダム（只見川）
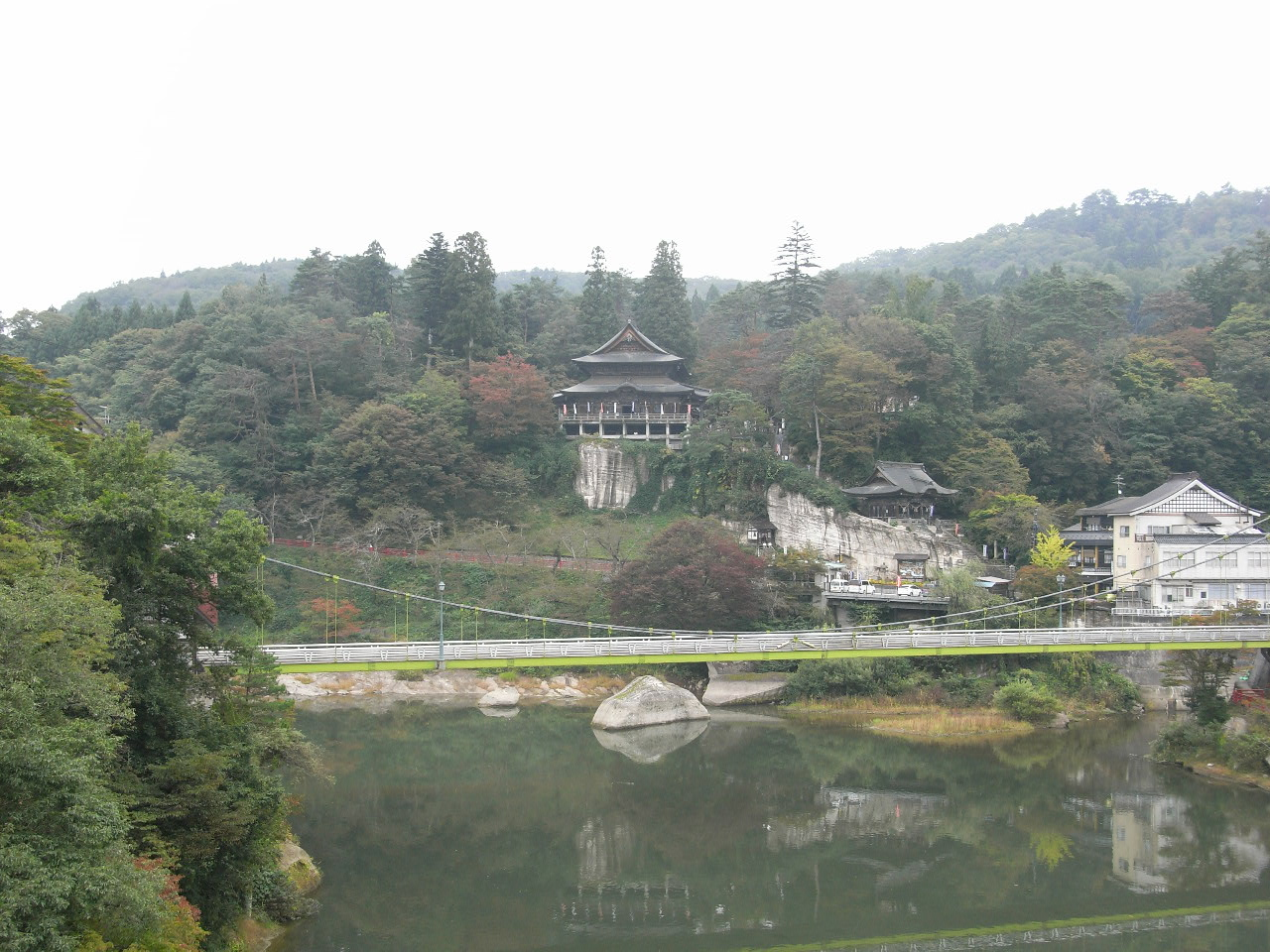
片門ダム湖畔の柳津虚空蔵尊

## 主な橋梁
河口から順に記載
- 阿賀野川

（日本海）- 松浜橋 - ござれや阿賀橋 - 阿賀野川大橋 - 泰平橋 - 阿賀野川橋梁（白新線）- 阿賀のかけはし（日本海東北自動車道）- 大阿賀橋 - 横雲橋 - 新横雲橋 - 阿賀野川橋梁（羽越本線）- 阿賀浦橋 - 阿賀野川橋（磐越自動車道）- 安田橋 - 馬下橋 - 石間釣浜橋（磐越自動車道）- 釣浜橋 - 取上橋 - 五十島橋 - 岩津橋 - 白崎橋 - 阿賀野川御前橋梁（磐越西線）- 谷花橋（磐越自動車道）- 谷沢大橋 - 揚川橋（磐越自動車道） - 揚川ダム - 小花地大橋 - 麒麟橋 - 鹿瀬橋 - 鹿瀬大橋 - 阿賀野川深戸橋梁（磐越西線）- 角神橋 - 阿賀野川当麻橋梁 （磐越西線） - 平瀬橋 - 菱潟大橋 - 船渡大橋 - 徳石大橋 - 新渡大橋 - 阿賀野川徳沢橋梁（磐越西線）
- 阿賀川

阿賀野川徳沢橋梁（磐越西線）- 奥川橋 - 柴崎橋 - 旧柴崎橋（廃橋）- 橋屋橋 - 明神橋 - 阿賀野川釜ノ脇橋梁（磐越西線）- 峯橋 - 塩坪橋 - 山都橋 - 長井橋 - 袋原大橋（旧河道）- 泡の巻橋 - 会青橋 - 立川橋 - 宮古橋 - 阿賀川橋（磐越自動車道）- 会津大橋 - 蟹川橋 - 高田橋 - 大川橋梁（只見線）- 本郷大橋 - 馬越橋 - 小谷橋 - 芦ノ牧橋 - 新大川橋 - 大川橋 - 大川湖面橋 - 第三大川橋梁（会津鉄道会津線）- 二川橋 - 湯野上橋 - 江川橋 - 第四大川橋梁（会津鉄道会津線）- 第五大川橋梁（会津鉄道会津線）- 塔の岪橋 - 藤見橋（塔のへつり）- 幾世橋 - 若水橋 - 楢原橋 - 旭橋 - 第六大川橋梁（会津鉄道会津線）- 八幡橋 - 長野橋 - 田島橋 - 丹藤橋 - 御蔵入大橋 - 永田橋 - 永井橋 - 磐根橋 - 荒海橋 - 荒海橋 - 七森橋 - 向滝橋 - 小滝橋 - 三滝橋 - 大滝橋 - 銅竜橋

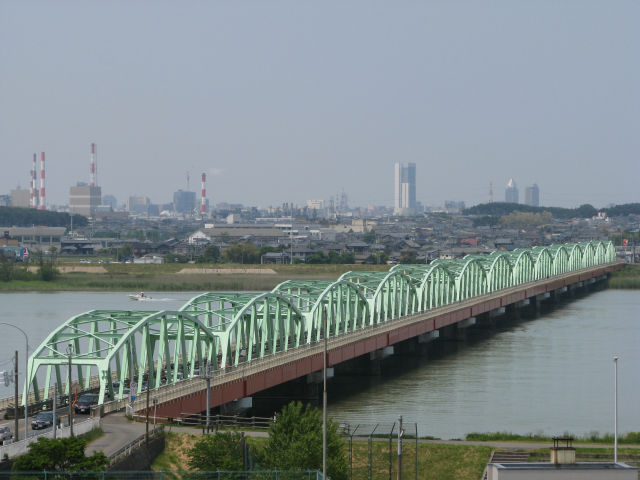
松浜橋
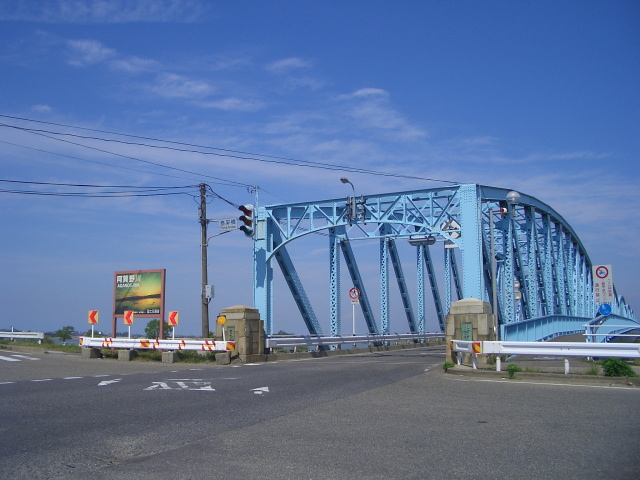
泰平橋
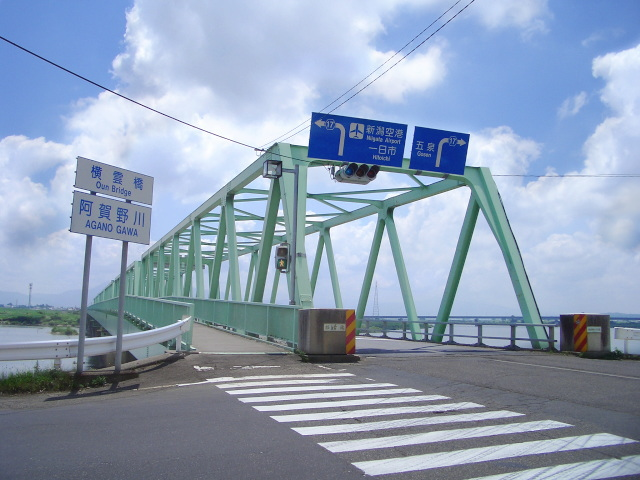
横雲橋

### 渡船
橋ができる前には、川を横断する渡し船が各地に存在した。1939年（昭和14年）11月1日には、河口付近で渡船が沈没、乗客ら30人が死亡する事故も発生した。